# Cuba
Cuba (pronunciado em castelhano: [ˈkuβa]), oficialmente República de Cuba, é um país insular localizado no mar do Caribe, na América Central e Caribe (sub-continente da América). É um país que compreende a ilha de Cuba, bem como a Ilha da Juventude e vários arquipélagos menores. Cuba está localizada no norte do Caribe, onde o mar do Caribe, o Golfo do México e o Oceano Atlântico se encontram. Fica a leste da Península de Iucatã (México), a sul tanto do estado norte-americano da Flórida como das Bahamas, a oeste da Hispaniola, e a norte tanto da Jamaica como das Ilhas Caimão. Havana é a maior cidade e capital; outras grandes cidades incluem Santiago de Cuba e Camagüey. A área oficial da República de Cuba é de 109 884 km2 (sem as águas territoriais). A ilha principal de Cuba é a maior ilha de Cuba e do Caribe, com uma área de 104 338 km2. Cuba é o segundo país mais populoso do Caribe, depois do Haiti, com mais de 11 milhões de habitantes.
O território que hoje é Cuba foi habitado pelos povos ciboneis taínos desde o quarto milênio a.C. até à colonização espanhola no século XV. A partir do século XV, foi uma colónia de Espanha até à Guerra Hispano-americana de 1898, quando Cuba foi ocupada pelos Estados Unidos e ganhou a independência nominal como protectorado de facto dos Estados Unidos em 1902. Sendo uma república frágil, em 1940 Cuba tentou fortalecer o seu sistema democrático, mas a radicalização política crescente e os conflitos sociais culminaram num golpe e subsequente ditadura apoiada pelos Estados Unidos de Fulgencio Batista em 1952. A corrupção aberta e a opressão sob o governo de Batista levaram à sua destituição a Janeiro de 1959 pelo Movimento 26 de Julho, que depois estabeleceu uma ditadura do proletariado sob a liderança do Partido Comunista de Cuba, sendo Fidel Castro um dos seus fundadores, eleito primeiro secretário do comité central desde 1965 até 2011. A Assembleia Nacional do Poder Popular é o parlamento legislativo da República de Cuba e o órgão supremo do poder do Estado e seu atual presidente é Esteban Lazo Hernández. O atual presidente da República de Cuba é Miguel Díaz-Canel, que também é o atual primeiro secretário do PCC. O país foi um ponto de discórdia durante a Guerra Fria entre a União Soviética e os Estados Unidos, e uma guerra nuclear quase eclodiu durante a Crise dos Mísseis de Cuba de 1962. Cuba é um dos atuais Estados socialistas marxistas-leninistas existentes.
Sob Castro, Cuba esteve envolvida numa vasta gama de actividades militares e humanitárias na Ásia e na África. Cuba enviou mais de 400 mil dos seus cidadãos para combater em Angola (1975–91) e derrotou as forças armadas da África do Sul em guerra convencional envolvendo tanques, aviões, e artilharia. A intervenção cubana em Angola contribuiu para a queda do regime do apartheid na África do Sul. Culturalmente, Cuba é considerada parte da América Latina. É um país multiétnico cujo povo, cultura e costumes derivam de diversas origens, incluindo os povos Taínos Ciboneis, o longo período do colonialismo espanhol, a introdução dos escravos africanos e uma relação estreita com a União Soviética na Guerra Fria.
Cuba é um Estado soberano e membro fundador das Nações Unidas, do G77, do Movimento Não Alinhado, dos Países ACP, da ALBA e da Organização dos Estados Americanos. Tem uma das únicas economias planificadas do mundo, e a sua economia é dominada pela indústria do turismo e pelas exportações de mão-de-obra qualificada, açúcar, tabaco, e café. De acordo com o Índice de Desenvolvimento Humano e dados fornecidos pelo governo, Cuba tem um elevado desenvolvimento humano e está classificada em oitavo lugar na América do Norte, e em 72º lugar mundialmente em 2019. Também ocupa um lugar de destaque em algumas métricas de desempenho nacional, incluindo cuidados de saúde e educação. É o único país do mundo a satisfazer as condições de desenvolvimento sustentável estabelecidas pela WWF. De acordo com o Programa Alimentar Mundial das Nações Unidas, as políticas governamentais cubanas erradicaram em grande escala a fome e a pobreza. Em Cuba, foi constatado que 88% dos cidadãos vivem em extrema pobreza, conforme um estudo divulgado pelo Observatório Cubano dos Direitos Humanos (OCDH). O relatório também destaca uma crescente preocupação com a segurança alimentar na ilha e a dificuldade em adquirir produtos básicos.

## Etimologia
Não existe consenso quanto à origem do nome cuba. Entre as diferentes versões, há duas que se destacam: a primeira diz que a palavra deriva dos termos taínos cubao, que significa onde a terra fértil abunda, ou coabana ou cubanacán, que se traduziriam como lugar amplo, e outra versão diz que deriva da contração de duas palavras aruaques: coa (lugar, terra, terreno) e bana (grande). Circula ainda a teoria de que Cristóvão Colombo possa ter nascido em Cuba, uma vila portuguesa no Alentejo, e esta ser a origem do nome da ilha.

## História

### Período pré-colonial

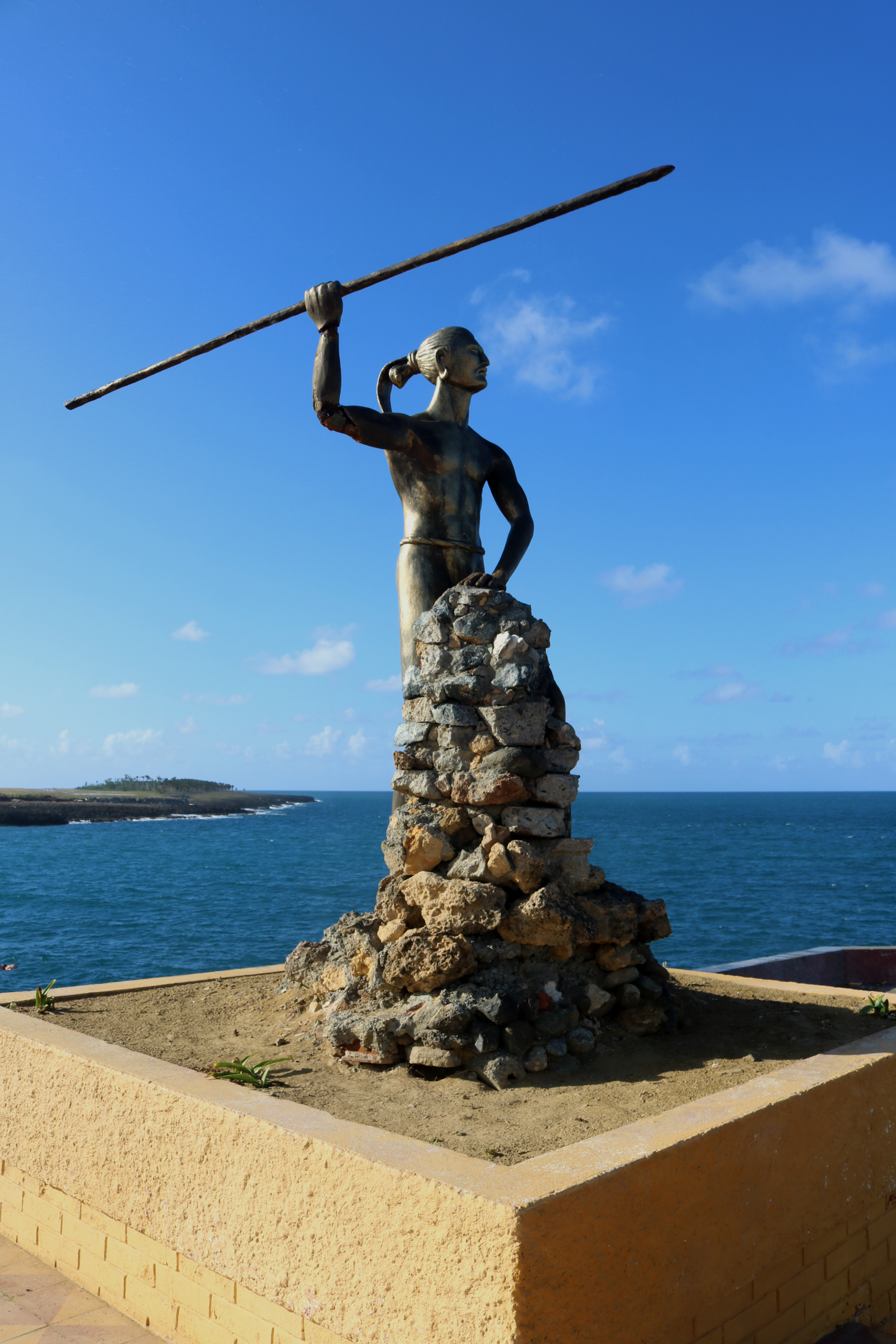
Estátua de Hatuey, um líder dos taínos, o povo nativo de Cuba

No último século, estudos arqueológicos, etnológicos e morfológicos permitiram investigar a vida dos primeiros habitantes que chegaram à Cuba por volta de 6 000 a.C. Esses primeiros grupos eram caçadores paleolíticos de origem mongolóide. A segunda migração veio a ocorrer há 4 500 a.C., vinda da América Central e do Sul. Eles tinham uma fisionomia semelhante à do primeiro grupo. As terceira e quarta migrações são provenientes das Antilhas, cuja ocorrência deu-se por volta de 500 a.C.
O território que atualmente constitui Cuba veio a ser habitado principalmente por povos ameríndios conhecidos como taínos, também chamados de aruaques pelos espanhóis, e guanajatabeis e ciboneis antes da chegada dos colonizadores. Os antepassados desses nativos haviam migrado séculos antes da parte continental das Américas do Sul, Central e do Norte. Os nativos taínos chamavam a ilha de Caobana. Os povos taínos eram agricultores e caçadores, ao passo que os ciboneis eram pescadores e caçadores e os guanatabeyes eram coletores.

### Domínio espanhol
A ilha de Cuba foi descoberta pelos europeus com a chegada de Cristóvão Colombo em 1492, que a batizou com o nome de Juana, uma homenagem à Joana de Castela, filha de Fernando II, então rei da Espanha. Entretanto, o nome não vingou e o local ficou conhecido pelo nome nativo. Colombo morreu acreditando que Cuba fosse uma península do continente americano. A condição insular de Cuba foi esclarecida somente com explorações de Sebastián de Ocampo, que deu a volta completa à ilha em 1509, verificando a existência de nativos pacíficos e áreas para cultivar e aportar. A ocupação da ilha foi um dos primeiros passos para a colonização do território pela Espanha.

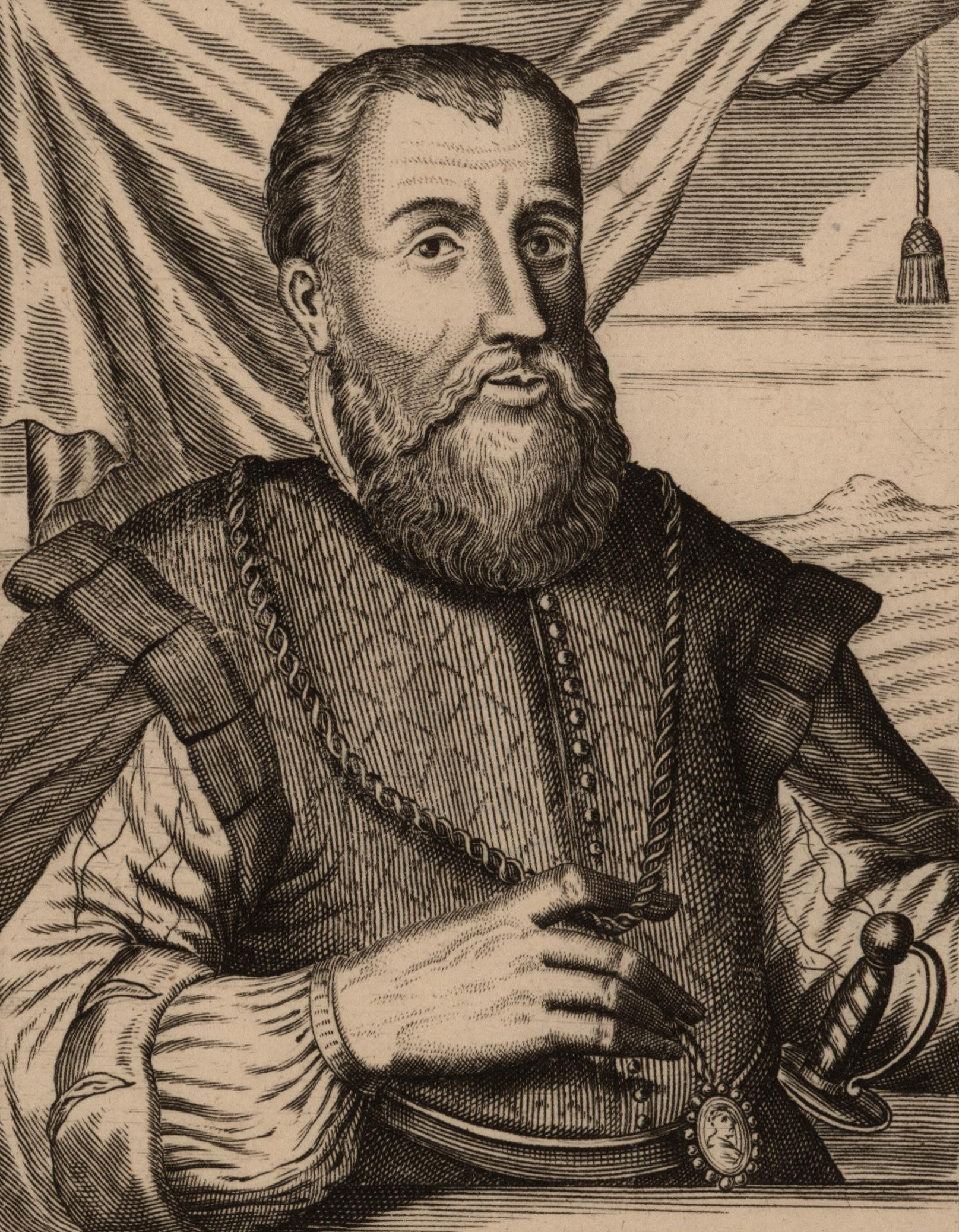
Diego Velázquez de Cuéllar, o conquistador de Cuba.

Diego Velázquez, em 1510, desembarcou na ilha e fundou a vila de Baracoa. No mesmo ano, a Espanha estabeleceu o Governo de Cuba, primeira administração da região, que englobava, além do território atual de Cuba, áreas da Flórida e da Luisiana espanhola. Velázquez acabou por fundar outras vilas e localidades na então capitania, entre as quais estavam San Salvador de Bayamo (1513), Villa De la Santísima Trinidad, Santa María del Puerto del Príncipe (hoje Camaguey), San Cristóbal de La Habana e Sancti Spíritus (1514), além de Santiago de Cuba (1515), que foi a primeira capital cubana.
Os indígenas Taínos foram forçados a trabalhar sob o sistema de encomienda, que se assemelhava ao sistema feudal da Europa medieval. Em um século, os povos indígenas foram virtualmente exterminados devido a vários fatores, principalmente doenças infecciosas da Eurásia, à qual não tinham resistência natural (imunidade), agravada pelas duras condições da repressiva subjugação colonial. Em 1529, um surto de sarampo em Cuba matou dois terços dos poucos nativos que haviam sobrevivido à varíola.
Em 10 de fevereiro de 1516, a pedido de Velázquez, foi criado o bispado de Cuba, cuja sede original era em Baracoa, tendo sido transferida para Santiago de Cuba em 1523. Santiago de Cuba servia como a primeira capital de Cuba, até a transferência definitiva da sede do governo para San Cristóbal de La Habana, em meados do século XVI. Por outro lado, a cidade de San Cristóbal de La Habana, situada na costa sul da parte ocidental da ilha, foi deslocada pelo menos duas vezes até que, em 16 de novembro de 1519, foi finalmente estabelecida em sua localização atual. Esta última data é considerada a fundação definitiva da cidade.
Velázquez veio a servir como governador da região até a sua morte, em 1524. Após ele, aportaram em Cuba Pánfilo de Narváez e Juan de Grijalva, que não encontraram resistência dos indígenas. Durante a colonização, a Espanha investiu em monoculturas de açúcar e tabaco, utilizando o sistema de plantagem que, no início, utilizava-se de mão de obra escrava indígena. Cerca de trinta anos após a chegada dos espanhóis, a população indígena já havia se reduzido de cerca de 120 mil para algumas centenas, devido a vários fatores, tais como doenças, maus tratos e extermínio. Com a redução da população indígena, a mão de obra escrava começou a ficar escassa. Assim sendo, Diego Velázquez, que havia dado início à exploração de minas, começou a substituir os nativos por escravos africanos, em caráter semelhante ao que ocorria em outras colônias espanholas e portuguesas na América.

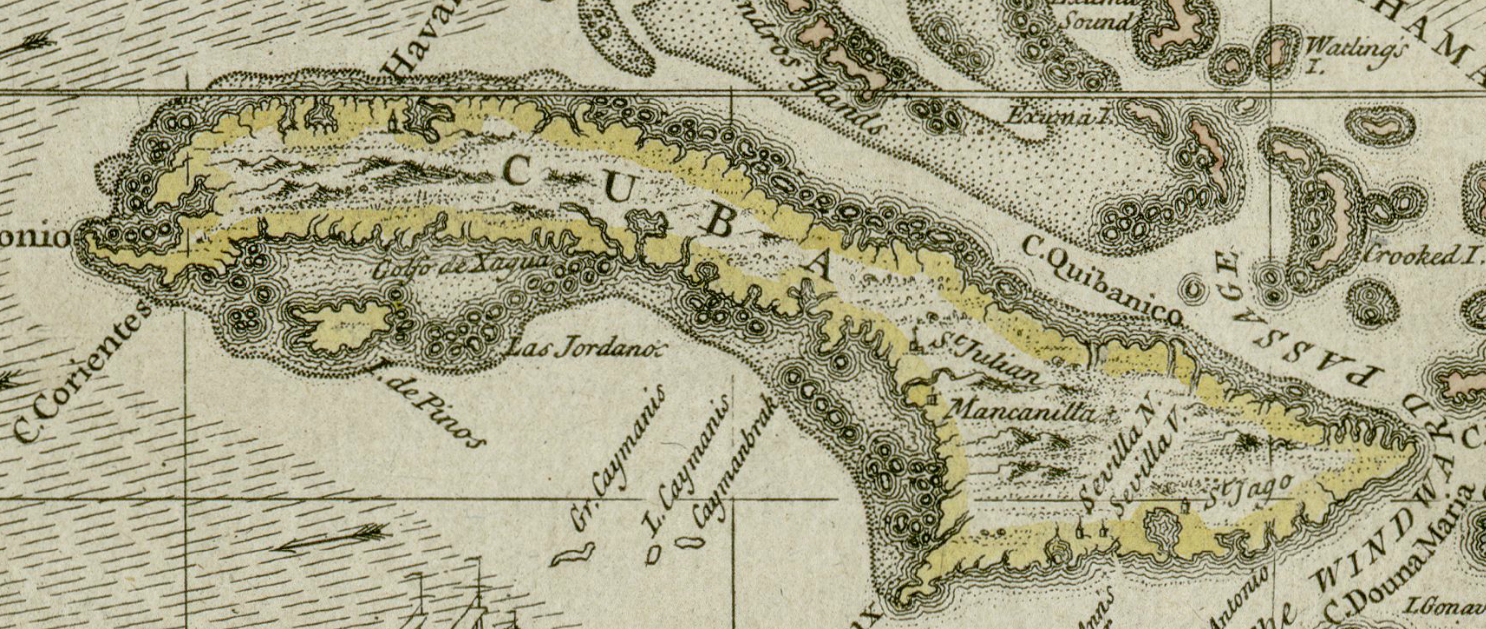
Um mapa de Cuba, por volta de 1680

Cuba foi integrada ao Vice-Reino da Nova Espanha quando este foi criado em 1535. A ilha e suas províncias formavam o Governo de Cuba, que dependia da Capitania-Geral de São Domingos. Posteriormente, recebeu maior autonomia a partir de 1764, como resultado das reformas Bourbon realizadas no Vice-Reino da Nova Espanha pelo Conde de Floridablanca. O Governo de Cuba incluía, além da ilha de Cuba, a Jamaica (até 1655), a província da Flórida (a partir de 1567) e a Louisiana espanhola (a partir de 1763). Em 1777 foi instituída a Capitania-Geral de Cuba como entidade sucessora do Governo de Cuba, com maior autonomia e poderes, o que incluía os referidos territórios.
Nos primeiros anos da colônia, o setor econômico mais importante foi a extração de ouro e outras formas de mineração. San Cristóbal de La Habana acabou por se beneficiar das guerras travadas entre França e Espanha, uma vez que, após o ataque francês à ilha, a Coroa espanhola elaborou dois projetos visando repelir as pretensões francesas, cuja implementação envolvia a capital cubana. O primeiro projeto foi o Sistema de Frota ou Porto Único, por meio do qual todos os navios espanhóis em tráfego pelas Índias Ocidentais deveriam partir juntos, de volta à Espanha, do Porto de Carenas, na baía de San Cristóbal de La Habana. O segundo projeto visava fortificar a cidade, que teve como precedente a construção, em 1538, da segunda fortaleza da América, o chamado Castelo da Força Real de Havana, além de outros fortes como o Castillo del Morro e o de la Punta.

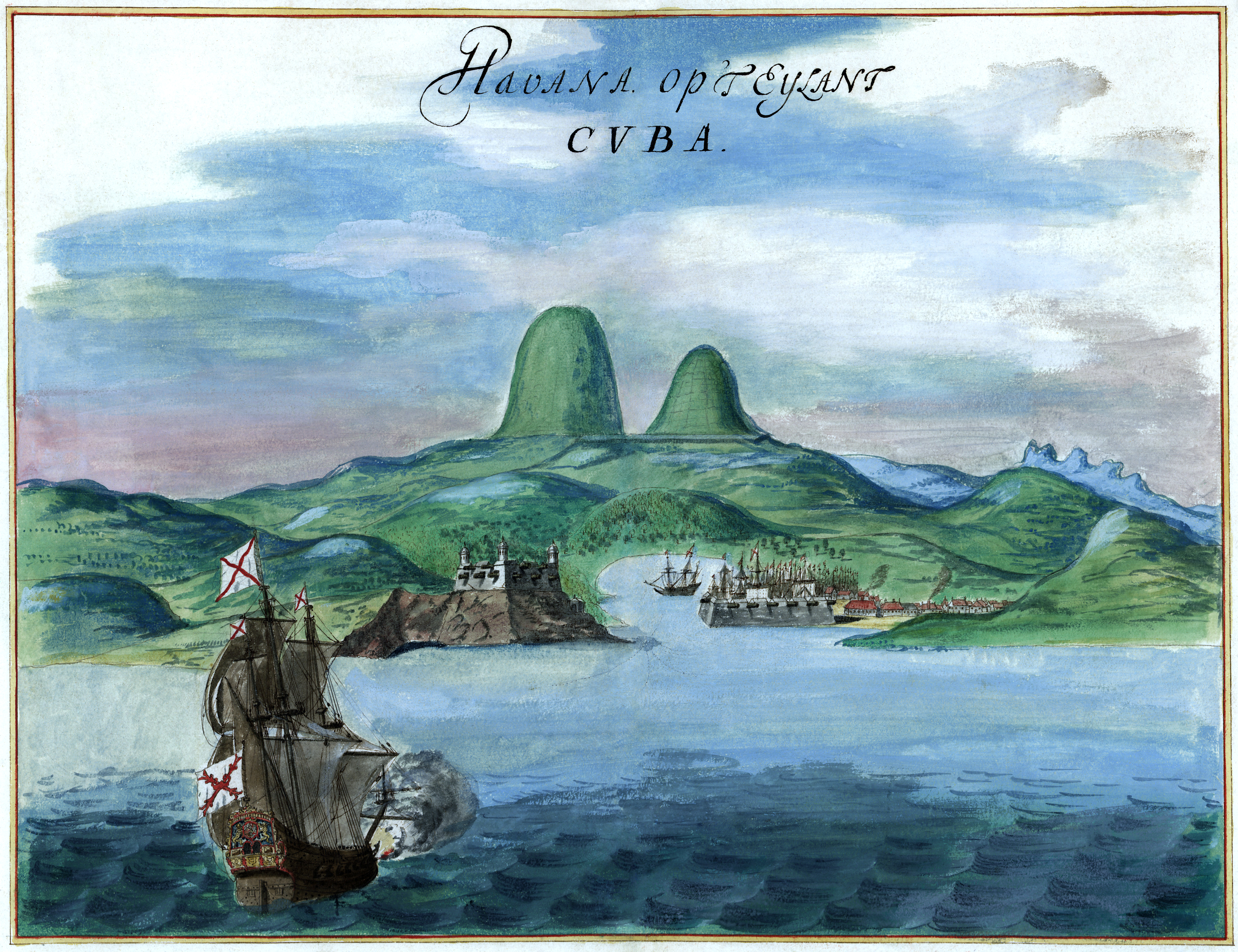
Uma pintura em aquarela da Baía de Havana, c. 1639.

Em consequência à estes projetos, San Cristóbal de La Habana experimentou um significativo crescimento econômico e populacional sem precedentes, eis que todo o comércio mantido pela metrópole nas Índias Ocidentais passava pela cidade. A diversificação de sua economia, através da criação de novos comércios, também foi significativa. Esse desenvolvimento econômico na capital contrastava fortemente com a redução da atividade comercial de populações remotas, que iniciaram o contrabando de corsários estrangeiros.
Em 18 de maio de 1539, o conquistador Hernando de Soto partiu de Havana com cerca de 600 seguidores para uma vasta expedição pelo sudeste norte-americano, começando no que hoje é a Flórida, em busca de ouro, tesouro e poder. Em 1º de setembro de 1548, o Dr. Gonzalo Perez de Angulo foi nomeado governador de Cuba. Ele chegou a Santiago em 4 de novembro de 1549 e imediatamente declarou a liberdade de todos os indígenas. Ele se tornou o primeiro governador permanente de Cuba a residir em Havana, ao invés de Santiago, e construiu a primeira igreja de Havana em alvenaria.
Em 1570, a maioria dos residentes de Cuba era composta por uma mistura de heranças espanholas, africanas e taíno. Cuba desenvolvia-se lentamente e, ao contrário de outras ilhas do Caribe, tinha uma agricultura diversificada. A colônia detinha uma sociedade urbanizada que apoiava o império colonial espanhol. Em meados do século XVIII, havia 50 mil escravos na ilha, em comparação com 60 mil em Barbados, 300 mil na Virgínia e outros 450 mil em Saint-Domingue, todos com grandes plantações de cana-de-açúcar.

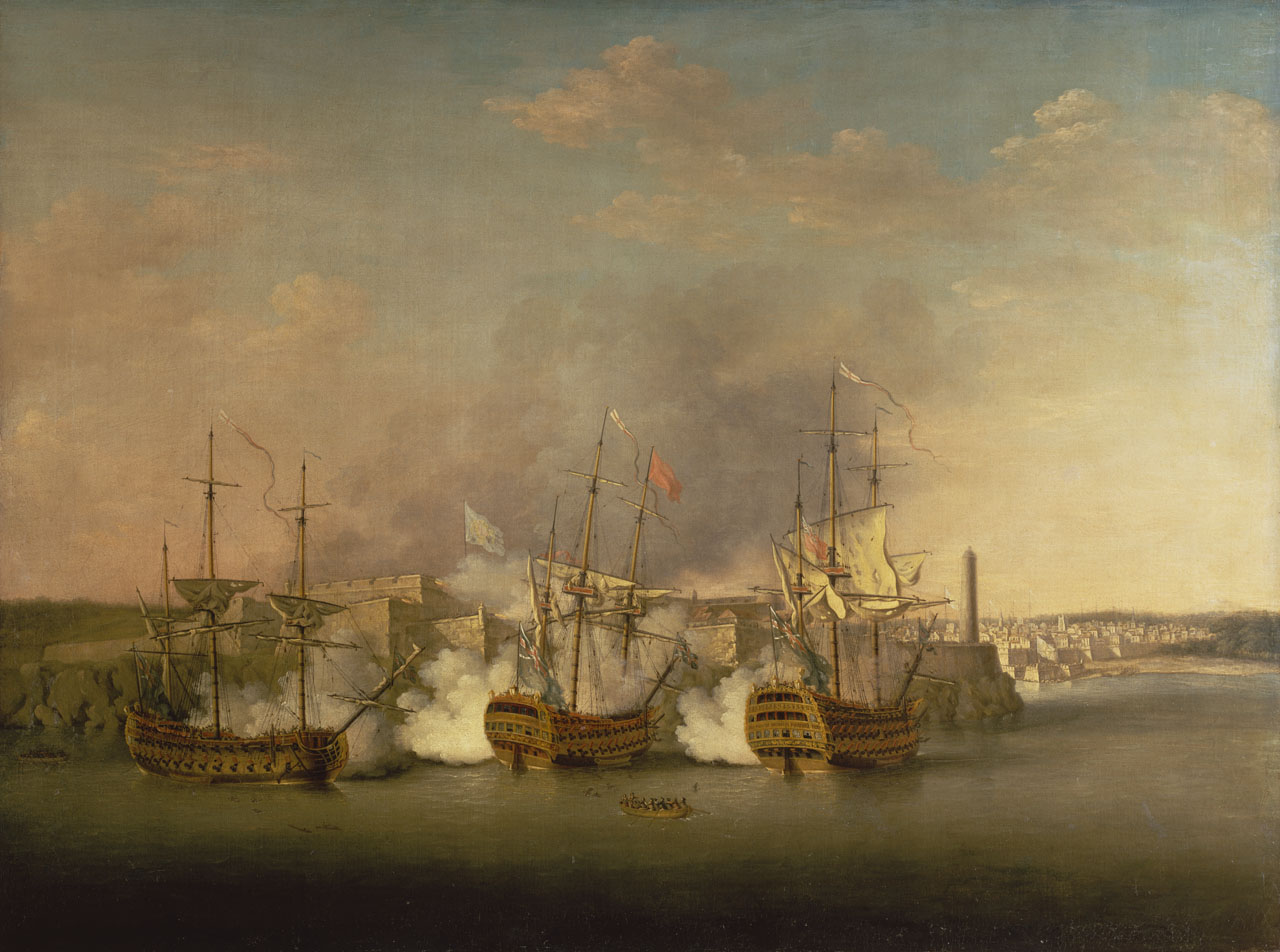
Uma pintura do Cerco de Havana em 1762.

A eclosão da Guerra dos Sete Anos, entre a França e a Inglaterra, acabou por dividir as potências europeias. A França foi apoiada pelo Arquiducado da Áustria, Suécia–Finlândia e pelo Império Russo, enquanto a Inglaterra recebeu o apoio do Reino de Portugal, Reino da Prússia e da Confederação Iroquois. Neste cenário, a Espanha aliou-se aos franceses. Esta aliança serviu como motivação para os ingleses liderarem a maior marinha que havia cruzado o Atlântico, em 1762, com o objetivo de invadir e tomar Havana, que foi defendida de forma combativa pelos crioulos e espanhóis. Porém, em 12 de agosto daquele ano, foi assinada a capitulação da cidade, após Havana se render. No dia seguinte, as tropas britânicas entraram triunfantes. Os britânicos imediatamente abriram o comércio com suas colônias norte-americanas e caribenhas, causando uma rápida transformação da sociedade cubana. Essa ocupação durou onze meses. Em julho de 1763, Ambrosio de Funes Villalpando tomou posse do Governo de Cuba e o reivindicou à Espanha, que cedeu a península da Flórida à Grã-Bretanha, considerada de posicionamento estratégico.
Entre 1782 e 1785, o Capitão Geral de Havana e Governador de Cuba, Luis de Unzaga y Amézaga, coordenou a ajuda aos Estados Unidos, os quais solicitaram, para que pudessem vencer a guerra contra os ingleses. Luis de Unzaga y Amézaga recebeu, em Havana, a visita do Príncipe Guilherme IV em abril de 1783, chegando a acordos preliminares para o Tratado de Paris, como a troca de prisioneiros ou a troca das Bahamas pelo leste da Flórida. Em 1784, a boa relação de vizinhança com os Estados Unidos era tamanha que, após um ciclone que devastou a ilha, o governador Unzaga obteve o dinheiro necessário para a reconstrução de várias cidades e escolas. Isto fez com que Unzaga fosse considerado o criador do primeiro sistema educacional público bilíngue do mundo.
O maior fator para o crescimento do comércio de Cuba no final do século XVIII e início do século XIX foi a Revolução Haitiana. Quando os povos escravizados daquela ilha — que havia sido a colônia mais rica do Caribe — se libertaram, por meio de uma revolta violenta, os proprietários cubanos perceberam as mudanças nas circunstâncias da região com um sentimento de medo e de oportunidade. O temor era advindo da perspectiva de que os escravos cubanos também pudessem se revoltar. As numerosas proibições, durante a década de 1790, da venda de escravos, em Cuba, que já haviam sido escravizados nas colônias francesas enfatizavam essa ansiedade. Com o colapso da escravidão e do colonialismo na colônia francesa, a ilha espanhola passou por transformações assemelhadas ao Haiti. As estimativas sugerem que entre 1790 e 1820 cerca de 325 mil africanos foram importados para Cuba como escravos, o que foi quatro vezes mais a quantidade que havia chegado entre 1760 e 1790.

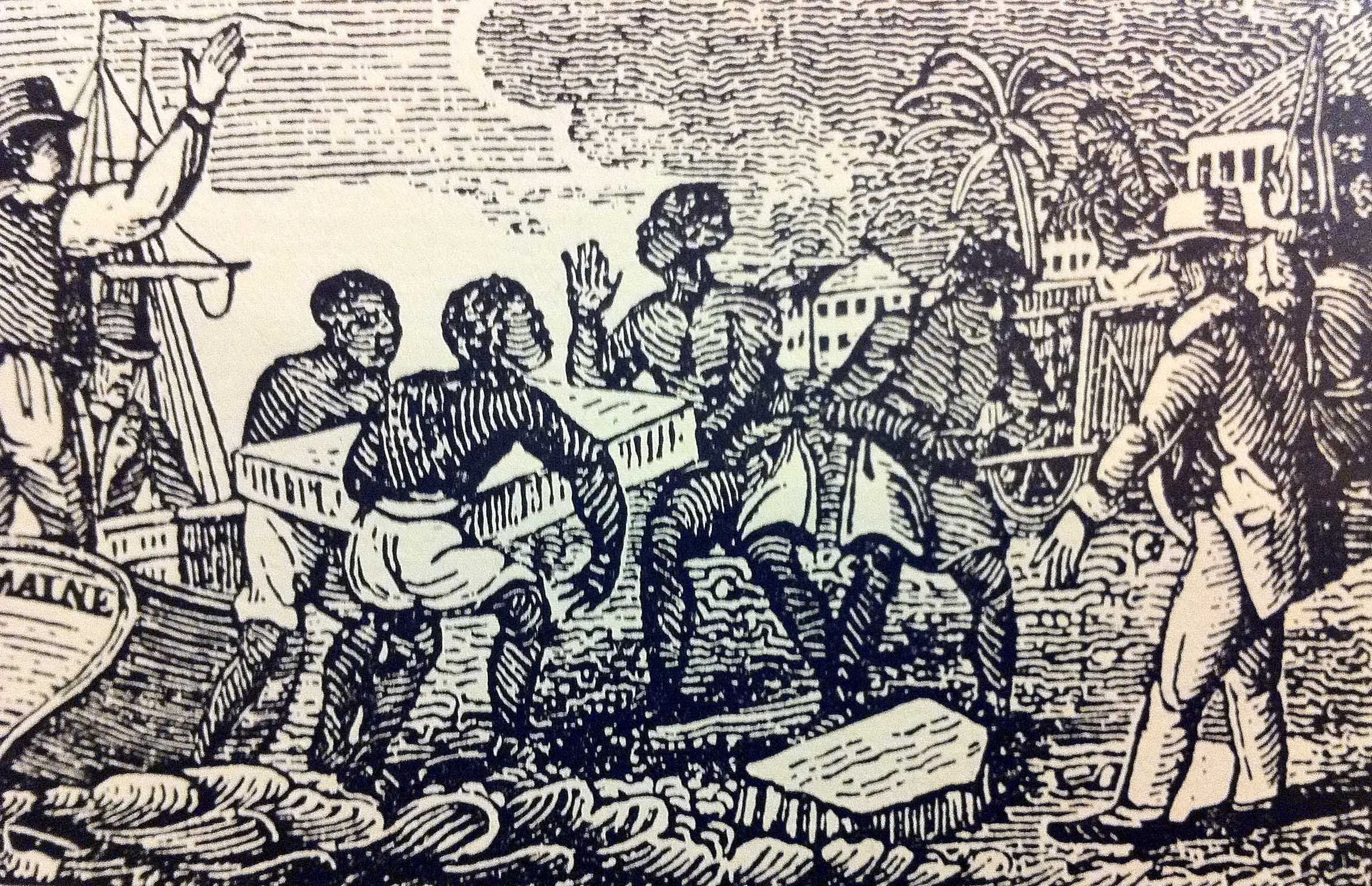
Escravos em Cuba descarregando gelo do Maine, c. 1832

Embora uma proporção menor da população de Cuba fosse escravizada, ocorreram revoltas por parte dos escravos. Entre 1811 e 1812, a Rebelião de Escravos Aponte aconteceu, consistindo num movimento abolicionista que foi rapidamente suprimido. A liderança da rebelião foi atribuída à José Antonio Aponte, de origem iorubá, junto a outros escravos e ex-escravos de várias partes do país, entre os quais Nicolás Morales e Juan Nepomuceno, de origem congolesa. A população de Cuba em 1817 era de 630 980 habitantes (dos quais 291 021 eram brancos, 115 691 eram mestiços livres e 224 268 escravos negros).
Em parte devido aos escravos cubanos trabalharem principalmente em ambientes urbanizados, no século XIX, a prática da coartacion se desenvolveu (ou "comprar-se da escravidão", um fenômeno exclusivamente cubano"). Devido à escassez de mão de obra branca, os negros dominaram as indústrias urbanas a tal ponto que quando os brancos em grande número foram para Cuba, em meados do século XIX, foram incapazes de deslocar os trabalhadores negros. Um sistema de agricultura diversificada, com pequenas fazendas e menos escravos, serviu para abastecer as cidades com produtos e outros bens.
Na década de 1820, quando o restante do império espanhol na América Latina se rebelou e formou estados independentes, Cuba permaneceu leal à Espanha. Sua economia se baseava em servir ao império. Em 1860, Cuba tinha 213 167 pessoas mestiças livres (39% de sua população não branca, num total de 550 mil habitantes).

### Movimentos de independência

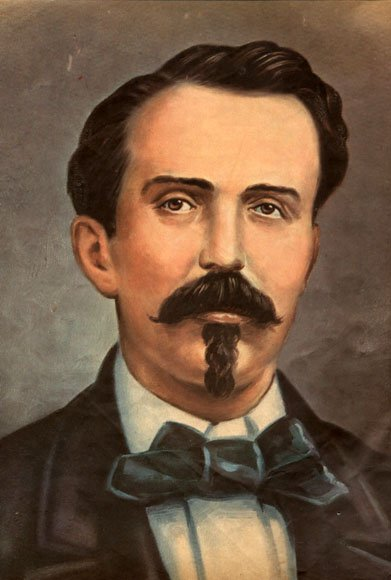
Carlos Manuel de Céspedes é conhecido como Pai da Pátria em Cuba, tendo declarado a independência da nação da Espanha em 1868 (que não foi efetivada).

A independência total da Espanha foi o objetivo de uma rebelião em 1868 liderada pelo advogado Carlos Manuel de Céspedes. De Céspedes, dono de uma fazenda de açúcar, libertou seus escravos para que lutassem com ele pela independência de Cuba. Em 27 de dezembro de 1868, ele emitiu um decreto condenando a escravidão em teoria, mas aceitando-a na prática e declarando a liberdade de todos os escravos cujos senhores os apresentassem para o serviço militar. A rebelião de 1868 resultou em um conflito prolongado conhecido como Guerra dos Dez Anos. Entre os combatentes, um grande número era de voluntários da República Dominicana e outros países, bem como numerosos chineses servos.
O novo governo cubano foi reconhecido por muitas nações europeias e latino-americanas, mas os Estados Unidos optaram por o não fazer. Em 1878, o Pacto de Zanjón encerrou o conflito, com a Espanha prometendo maior autonomia a Cuba. Entre 1879 e 1880, o patriota cubano Calixto García tentou iniciar uma segunda guerra conhecida como Guerra Chiquita, mas não conseguiu receber apoio suficiente. A escravidão em Cuba foi abolida em 1875, mas o processo foi concluído apenas em 1886. A abolição da escravidão se deu com base em um processo de intensa pressão externa, ante a resistência da Inglaterra ao tráfico de escravos, além do interesse de investidores estadunidenses que desejavam controlar o mercado exportador cubano. Contribuiu também para o alcance da abolição a condição frágil em que os grandes proprietários de terra cubanos se encontravam, muito afetados pelos efeitos de devastação causados pela Guerra dos Dez Anos travada contra a Espanha.

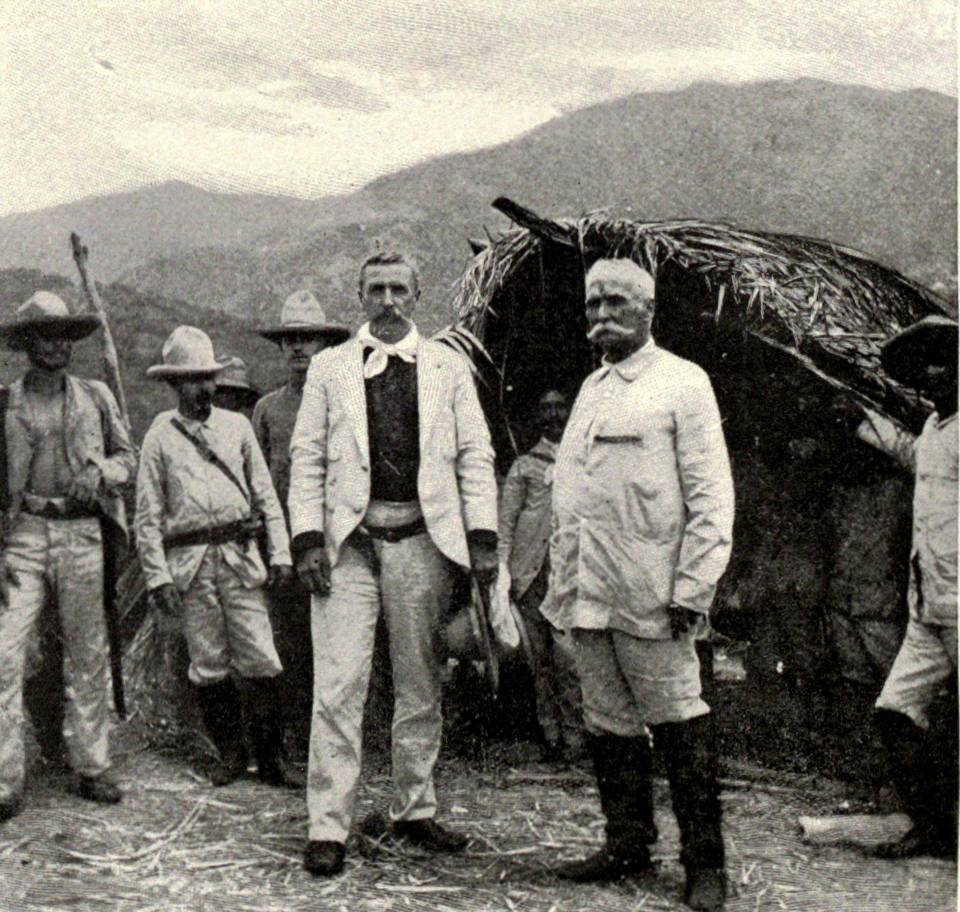
Calixto García, um general dos rebeldes separatistas cubanos (à direita) com o general brigadeiro William Ludlow (Cuba, 1898).

Em 1892, um dissidente exilado chamado José Martí fundou o Partido Revolucionário Cubano em Nova Iorque, objetivando alcançar a independência de Cuba da Espanha. Em janeiro de 1895, Martí viajou para San Fernando de Monte Cristi e Santo Domingo, na República Dominicana, para unir-se aos esforços de Máximo Gómez, outro idealizador da independência. Martí registrou suas opiniões políticas no Manifesto de Montecristi. A luta contra o exército espanhol começou em 24 de fevereiro 1895, mas Martí foi incapaz de chegar a Cuba no início dos entraves, morrendo na batalha de Dos Ríos em 19 de maio de 1895. Sua morte imortalizou-o como herói nacional de Cuba.

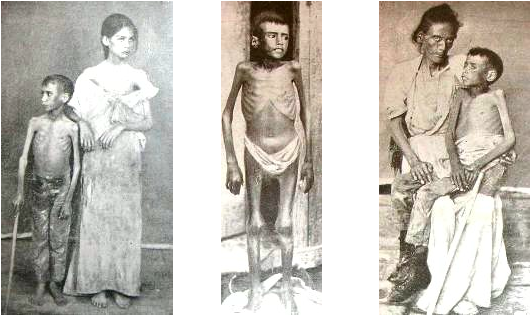
Vítimas cubanas das políticas de reconcentração espanholas

Cerca de 200 mil soldados espanhóis superaram o exército rebelde, muito menor, que dependia principalmente de táticas de guerrilha, sabotagem e da ocupação de faixas do litoral e alguns pontos considerados estratégicos. Os espanhóis iniciaram uma campanha de repressão, com o general Valeriano Weyler, governador militar de Cuba, conduzindo a população rural para o que chamou de "reconcentrados", descritos por observadores internacionais como "cidades fortificadas". Muitas vezes, estes espaços são considerados o protótipo dos campos de concentração do século XX. Entre 200 mil e 400 mil civis cubanos morreram de fome e doenças nos "reconcentrados" espanhóis, estimativas firmadas pela Cruz Vermelha e pelo senador norte-americano Redfield Proctor, ex-Secretário da Guerra do Governo dos Estados Unidos. A conduta espanhola foi reprovada por diversas nações, com os norte-americanos e europeus instigando protestos contra a atuação da Espanha na ilha.
O encouraçado USS Maine foi enviado para proteger os interesses norte-americanos mas, logo após sua chegada, explodiu no porto de Havana e afundou rapidamente, matando quase três quartos da tripulação. A causa e a responsabilidade pelo naufrágio do navio permaneceram obscuras mesmo após a instauração de uma comissão de inquérito. A opinião popular nos Estados Unidos, alimentada por uma imprensa ativa, concluiu que os espanhóis eram os culpados e exigiu uma ação por parte das autoridades do país. A Espanha e os Estados Unidos declararam guerra entre si no final de abril de 1898.

### República (1902–1959)

#### Primeiros anos

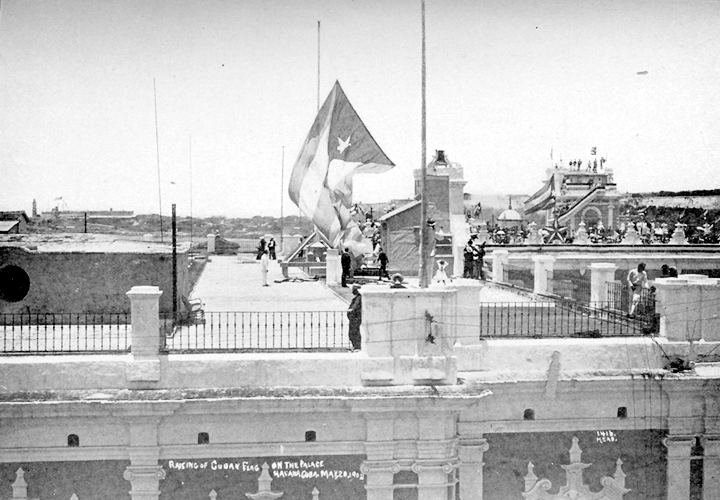
Bandeira cubana no Palácio do Governador Geral ao meio-dia de 20 de maio de 1902

Após a Guerra Hispano-Americana, a Espanha e os Estados Unidos assinaram o Tratado de Paris de 1898, pelo qual a Espanha cedeu Porto Rico, as Filipinas e Guam aos norte-americanos sob o valor de 20 milhões de dólares e Cuba passou à condição de protetorado dos Estados Unidos. Cuba conquistou a independência formal dos Estados Unidos em 20 de maio de 1902, como República de Cuba. Sob a nova constituição de Cuba, os Estados Unidos mantiveram o direito de intervir nos assuntos cubanos e supervisionar suas finanças e relações exteriores. De acordo com a Emenda Platt, os Estados Unidos alugaram a Base Naval da Baía de Guantánamo.
Após as disputadas eleições em 1906, o primeiro presidente cubano, Tomás Estrada Palma, enfrentou uma revolta armada instada por veteranos da guerra da independência, que acabaram derrotando as escassas forças do governo. Os Estados Unidos intervieram ocupando Cuba e nomeando Charles Edward Magoon como governador por três anos. Historiadores cubanos caracterizam o governo de Magoon como introdutor da corrupção política e social. Em 1908, o autogoverno foi restaurado quando José Miguel Gómez foi eleito presidente, com o fator condicionante de que os Estados Unidos continuariam intervindo nos assuntos cubanos. Em 1912, o Partido Independiente de Color tentou estabelecer uma república negra separada, na província de Oriente, mas foi suprimido pelo general Monteagudo com considerável derramamento de sangue.
Em 1924, Gerardo Machado foi eleito presidente. Durante sua administração, o turismo aumentou acentuadamente e hotéis e restaurantes de propriedade de norte-americanos foram construídos para acomodar o fluxo de turistas. O crescimento turístico levou ao aumento da prática de jogos e da prostituição no país. A Quinta-Feira Negra, em 1929, levou ao colapso do preço do açúcar, agitação política e repressão. Estudantes protestantes, conhecidos como a Geração de 1930, recorreram à violência em oposição ao governo Machado, cada vez mais impopular. Uma greve geral (na qual o Partido Comunista se aliou a Machado), revoltas entre os trabalhadores açucareiros e uma revolta do exército forçaram Machado ao exílio em agosto de 1933. Ele foi substituído por Carlos Manuel de Céspedes y Quesada.
De 1934 a 1959, Fulgêncio Batista foi o dirigente de facto de Cuba, ocupando a presidência de 1940 a 1944 e de 1952 a 1959. A presidência de Batista impôs enormes regulações à economia, o que trouxe grandes problemas para a população. O desemprego se tornava um problema na medida em que os jovens que entravam no mercado de trabalho não conseguiam encontrar uma função para exercer. A classe média, cada vez mais insatisfeita com a queda no nível de qualidade de vida, se opôs cada vez mais a Batista. Ainda durante essa época, Cuba se transformou numa espécie de "ilha dos prazeres" dos turistas americanos. Aproveitando o agradável clima tropical e a beleza das paisagens naturais, foi construída toda uma infraestrutura voltada para os visitantes estrangeiros. Nesse cenário, misturavam-se corrupção governamental, jogatina de cassinos, uso indiscriminado de drogas e incentivo à prostituição. À época, Cuba era o país da América Latina com o maior consumo per capita de carnes, vegetais, cereais, automóveis, telefones e rádios, apesar de todos estes bens estarem concentrados nas mãos de uma pequena elite e de investidores estrangeiros.

#### Revolução de 1933–1940

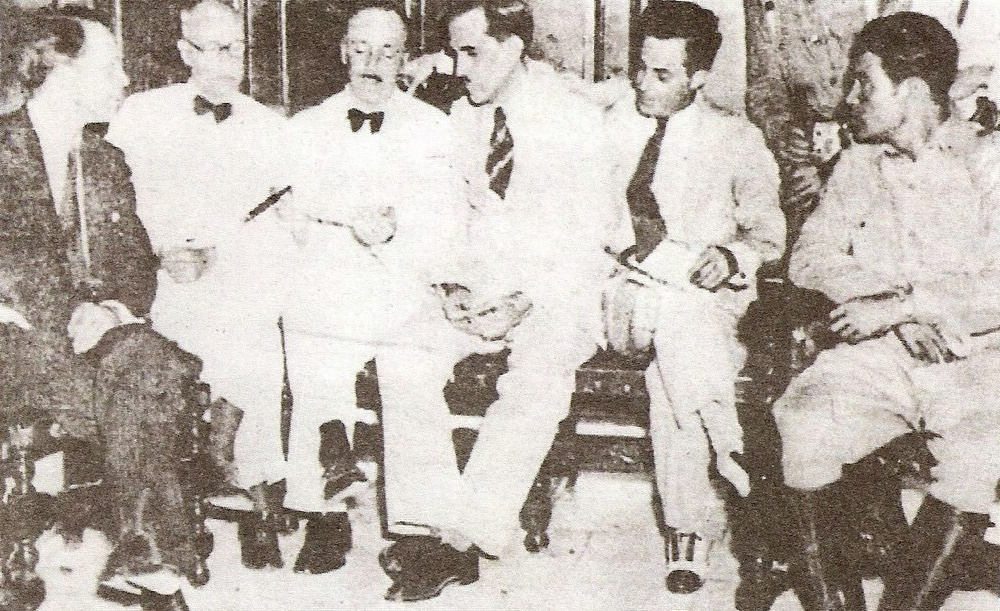
A Pentarquia de 1933. Fulgencio Batista, que controlava as Forças Armadas, aparece na ponta direita da imagem

Em setembro de 1933, a Revolta dos Sargentos, liderada por Fulgencio Batista, derrubou Céspedes. Um comitê executivo de cinco membros (a Pentarquia de 1933) foi escolhido para chefiar um governo provisório. Ramón Grau San Martín foi então nomeado presidente provisório. San Martín renunciou em 1934, deixando o caminho livre para Batista, que dominou a política cubana nos 25 anos seguintes, a princípio por meio de uma série de presidentes-fantoches. O período de 1933 a 1937 foi uma época de conflitos sociais e políticos virtualmente incessantes. Em suma, durante este período, Cuba sofreu com estruturas políticas frágeis, refletidas no fato de ter visto três presidentes diferentes em dois anos (1935–1936) e nas políticas militaristas e repressivas encapadas por Fulgencio Batista, então como Chefe do Exército.
Uma nova constituição foi adotada em 1940, que engendrou ideias progressistas radicais, incluindo o direito ao trabalho e à saúde. Fulgencio Batista foi eleito presidente no mesmo ano, mantendo o cargo até 1944. Seu governo realizou importantes reformas sociais, ao passo que vários membros do Partido Comunista ocuparam cargos sob sua administração. As forças armadas cubanas não estiveram muito envolvidas no combate durante a Segunda Guerra Mundial, embora o presidente Batista tenha sugerido um ataque conjunto entre os norte-americanos e a América Latina à Espanha franquista, com o objetivo de derrubar o regime espanhol, tido como autoritário. Cuba perdeu seis navios mercantes durante a guerra e a Marinha cubana foi responsável pelo naufrágio do submarino alemão U-176.
Batista aderiu às restrições da constituição de 1940, que impedia sua reeleição, e Ramon Grau San Martín foi eleito nas eleições de 1944. O governo San Martín foi acusado de deslegitimar o sistema político cubano, em particular o Congresso e a Suprema Corte. Carlos Prío Socarrás, um aliado de San Martín, tornou-se presidente em 1948. Os dois governos comandados pelo Partido Auténtico trouxeram um influxo de investimentos, que alimentou um crescimento econômico, elevou os padrões de vida para todos os segmentos da sociedade e criou uma classe média na maioria das áreas urbanas.

#### Golpe de Estado de 1952

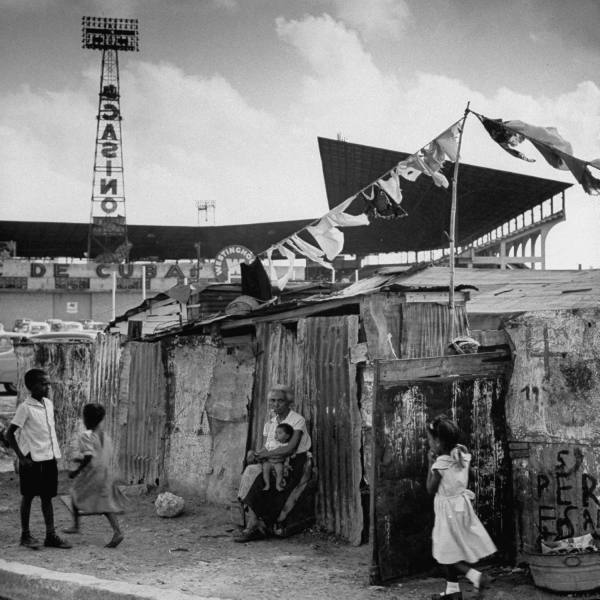
Moradias em favelas (bohio) em Havana (1954), perto do estádio Latinoamericano.

Após deixar a presidência em 1944, Fulgencio Batista morou na Flórida, retornando a Cuba para se candidatar à presidência em 1952. Enfrentando uma possível derrota eleitoral, Batista liderou um golpe militar que antecipou a eleição. De volta ao poder e recebendo apoio financeiro, militar e logístico do governo dos Estados Unidos, Batista suspendeu a Constituição de 1940 e revogou a maioria das liberdades políticas, o que incluía o direito de greve. Ele então se aliou aos proprietários de terras mais ricos que possuíam as maiores plantações de açúcar e presidiu uma economia estagnada que aumentava a desigualdade entre os cubanos ricos e os pobres, proibindo o Partido Comunista Cubano em 1952. Depois do golpe, Cuba passou a ter as maiores taxas de consumo per capita, na América Latina, de carnes, vegetais, cereais, automóveis, telefones e rádios, embora cerca de um terço da população fosse considerada pobre e desfrutasse relativamente pouco desse consumo.
Em 1958, Cuba era um país relativamente avançado para os padrões latino-americanos. Ainda que o país apresentasse uma visível pobreza e precariedade no emprego, havia sinais de modernização que, em alguns casos, eram superiores aos de países ricos. Cuba possuía uma média de carros, por habitantes, que a colocava em sexto lugar no mundo no consumo deste bem, sendo superada apenas pelos Estados Unidos, Canadá, Inglaterra, Venezuela e Alemanha Ocidental. Em 1953, importava um número de veículos tratores superior ao do Brasil e México; possuía a maior quantidade de importação de aparelhos de televisão na América Latina (proporcional ao número de habitantes); ostentava o sexto lugar, em âmbito local, em número de jornais publicados; era o quarto país com mais emissoras de rádio e salas de cinema e detinha o terceiro lugar na captação de investimentos diretos dos Estados Unidos, com cerca de 861 milhões de dólares investidos no país em 1958. Ainda que assim fosse, a estrutura do sistema econômico era desigual, beneficiando apenas grupos da aristocracia rural, a burguesia da indústria turística e imobiliária e profissionais liberais.
Cuba adotava uma política de interferência nas relações sindicais, o que incluía a proibição de demissões e da mecanização. Entre 1933 e 1958, a nação ampliou enormemente as regulamentações econômicas, causando problemas econômicos e desemprego. A classe média, que era comparável à dos Estados Unidos, tornou-se cada vez mais insatisfeita com o desemprego e a perseguição política. Fulgencio Batista renunciou em dezembro de 1958, sob pressão dos Estados Unidos, ao mesmo tempo em que as forças revolucionárias lideradas por Fidel Castro estavam vencendo militarmente no interior do país.

### Revolução e governo do partido comunista (1959–presente)

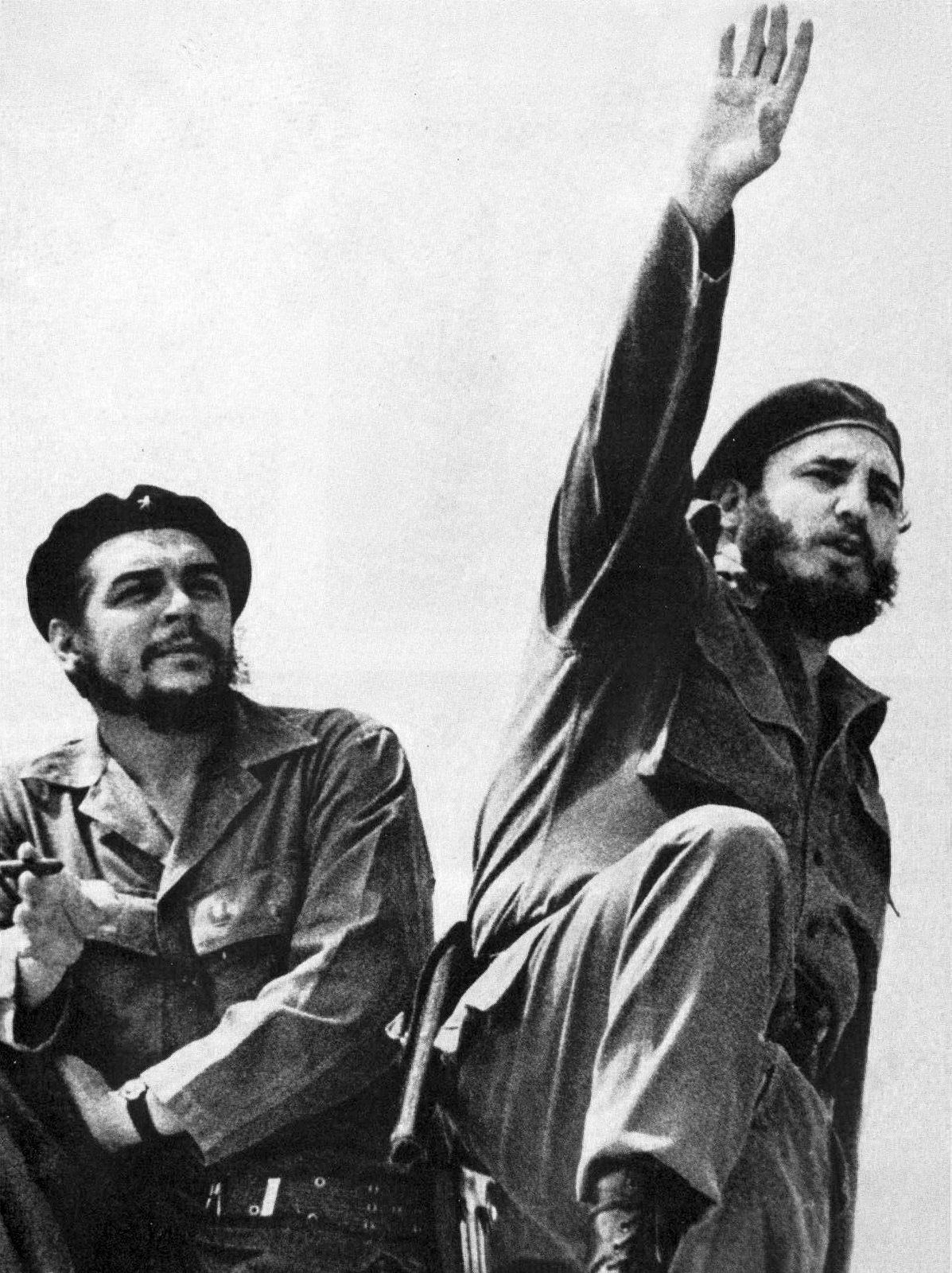
Che Guevara e Fidel Castro fotografados por Alberto Korda (1961).

Na década de 1950, várias organizações, incluindo algumas que defendiam o levante armado, competiram pelo apoio público para promover mudanças políticas. Em 1956, Fidel Castro e cerca de 80 apoiadores desembarcaram do iate Granma, na tentativa de iniciar uma rebelião contra o governo Batista. Em 1958, o Movimento 26 de Julho, de Castro, emergiu como o principal grupo revolucionário. Os Estados Unidos apoiaram Castro sob a imposição de um embargo de armas em 1958 contra o governo de Batista. Batista tentou evitar o embargo norte-americano adquirindo armas da República Dominicana.
Em fins de 1958, os revolucionários haviam escapado de Serra Maestra e lançaram uma insurreição popular geral. Depois que os combatentes de Castro tomaram Santa Clara, Batista fugiu com a família para a República Dominicana, em janeiro de 1959. Posteriormente, veio a exilar-se na ilha portuguesa da Madeira, estabelecendo-se finalmente no Estoril, perto de Lisboa. As forças de Fidel Castro entraram na capital em 8 de janeiro de 1959. O liberal Manuel Urrutia Lleó tornou-se o presidente provisório.
Inicialmente, o governo dos Estados Unidos reagiu favoravelmente à revolução cubana. Castro legalizou o Partido Comunista, promulgou a Lei de Reforma Agrária e expropriou milhares de hectares de terras agrícolas, incluindo aquelas de grandes proprietários de terras dos Estados Unidos. A partir de então, as relações entre o novo governo revolucionário e os norte-americanos começaram a se deteriorar. Em resposta, os Estados Unidos impuseram uma série de sanções entre 1960 e 1964, incluindo a proibição total do comércio entre os países e o congelamento de todos os ativos de propriedade de cubanos nos Estados Unidos. Castro assinou um acordo comercial com o vice-primeiro-ministro soviético Anastas Mikoyan.

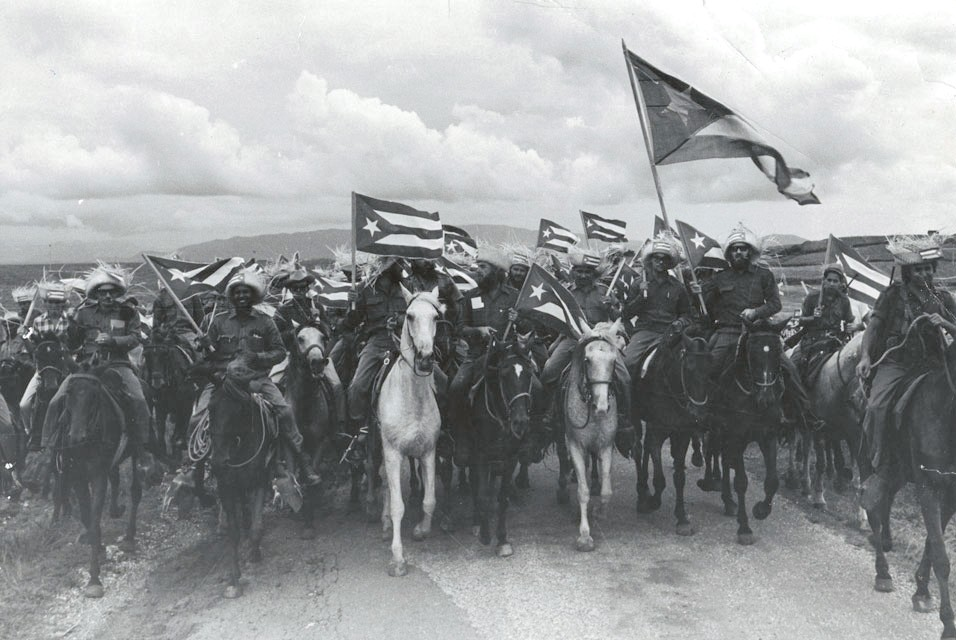
Revolucionários do Movimento 26 de Julho montados em cavalos em 1959.

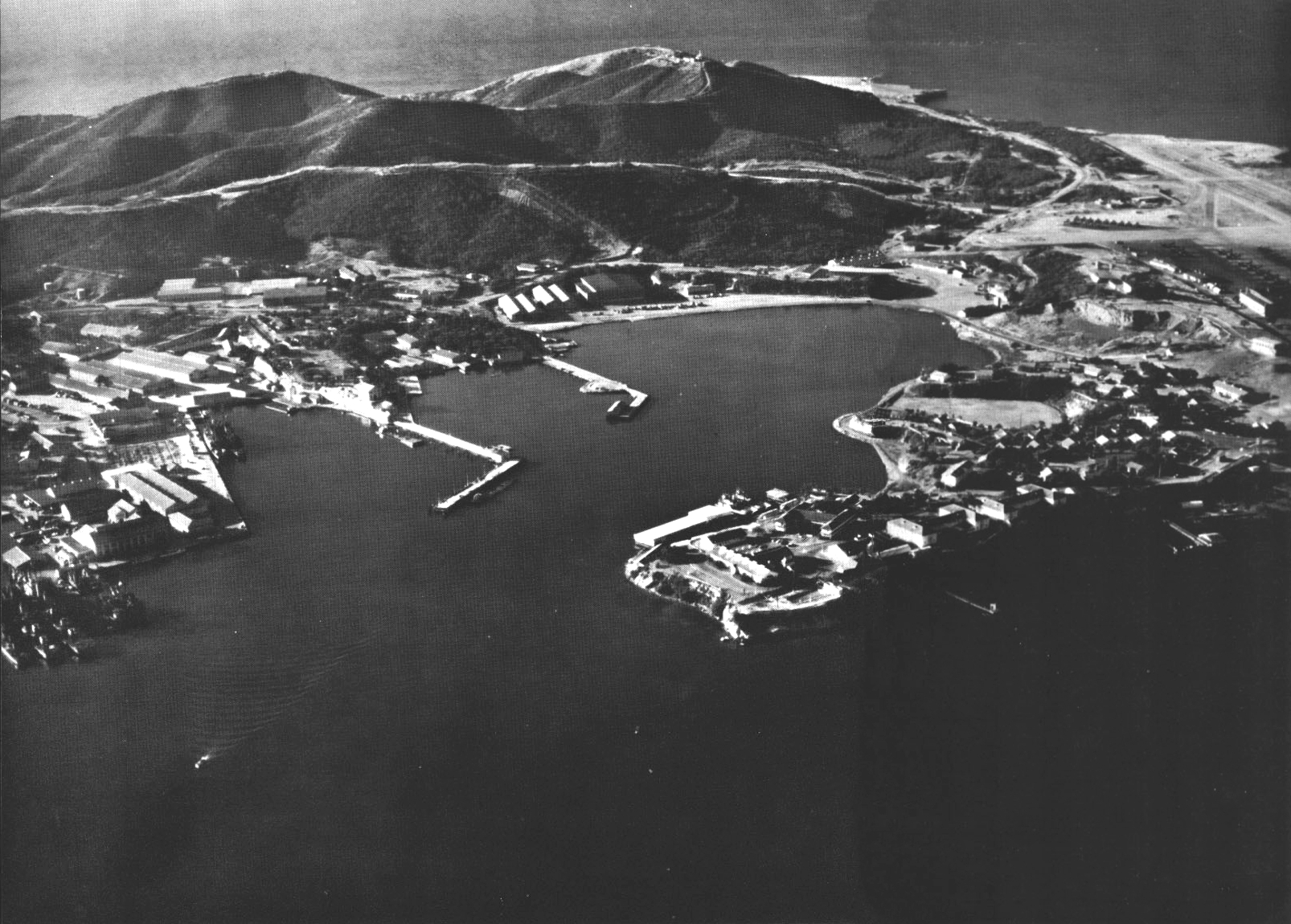
Desde 1959, Cuba considera a presença dos Estados Unidos na Baía de Guantánamo ilegal

Em março de 1960, o presidente estadunidense Dwight D. Eisenhower deu sua aprovação a um plano da Central Intelligence Agency (CIA) para armar e treinar um grupo de refugiados cubanos, visando derrubar o governo de Fidel Castro. A invasão da Baía dos Porcos, como ficou conhecida, foi levada a cabo em 14 de abril de 1961, durante o mandato do presidente John F. Kennedy, quando cerca de 1.400 exilados cubanos desembarcaram na Baía dos Porcos. Tropas cubanas e milícias locais derrotaram a invasão, matando mais de 100 invasores e fazendo o restante prisioneiro. Em janeiro de 1962, Cuba foi suspensa da Organização dos Estados Americanos (OEA) e, no mesmo ano, a OEA começou a impor sanções contra Cuba, de natureza semelhante às sanções americanas. A crise dos mísseis cubanos (outubro de 1962), em plena Guerra Fria, quase desencadeou a Terceira Guerra Mundial. Em 1963, Cuba estava se movendo em direção a um sistema comunista de pleno direito modelado na União das Repúblicas Socialistas Soviéticas (URSS).
A partir de então, Cuba passou a apoiar outras nações e movimentos com ideais socialistas e comunistas. Durante a Guerra das Areias, travada entre a Argélia e o Marrocos, o país apoiou militarmente os argelinos. Em 1964, uma reunião de comunistas latino-americanos foi organizada em Havana, desencadeando uma guerra civil em Santo Domingo, capital dominicana, o que levou os Estados Unidos a invadir a República Dominicana em 1965. Por outro lado, Che Guevara — que havia se engajado em atividades de guerrilha na África — foi morto em 1967 enquanto tentava iniciar uma revolução na Bolívia. Durante a década de 1970, Fidel Castro enviou milhares de soldados à África em apoio às guerras apoiadas pelos soviéticos no continente, apoiando especialmente o Movimento Popular de Libertação de Angola (MPLA). Em 1975, Cuba efetivou uma das mais rápidas mobilizações militares da história, ao enviar cerca de 65 mil soldados e 400 tanques de fabricação soviética à Angola, em apoio ao MPLA. Seu apoio ao MPLA perdurou até 1988 quando, na batalha de Cuito Cuanavale, o MPLA derrotou a União Nacional para a Independência Total de Angola (UNITA) e as forças sul-africanas do apartheid. A atuação cubana na África também se caracterizou por seu apoio à República Democrática Popular da Etiópia, sob liderança de Mengistu Haile Mariam, tendo sido proeminente em 1978, quando o país ajudou a derrotar uma invasão somali em território etíope.
A atuação e o poderio militar cubano também foi registrado em outras partes do mundo. No Oriente Médio, o país forneceu apoio bélico ao Iémen do Sul, que travava conflitos com o Iêmen do Norte, envolvendo-se também na Guerra do Yom Kippur entre Israel e uma coalizão de estados árabes, como Egito e Iraque. Na América Latina, Fidel Castro apoiou insurgências marxistas em Guatemala, El Salvador e Nicarágua. No Sudeste Asiático, o país apoiou deliberadamente o Vietnã do Norte contra o Vietnã do Sul, em um conflito que reuniu forças e colocou em lados opostos o Estados Unidos e a União Soviética, durante a Guerra do Vietnã.

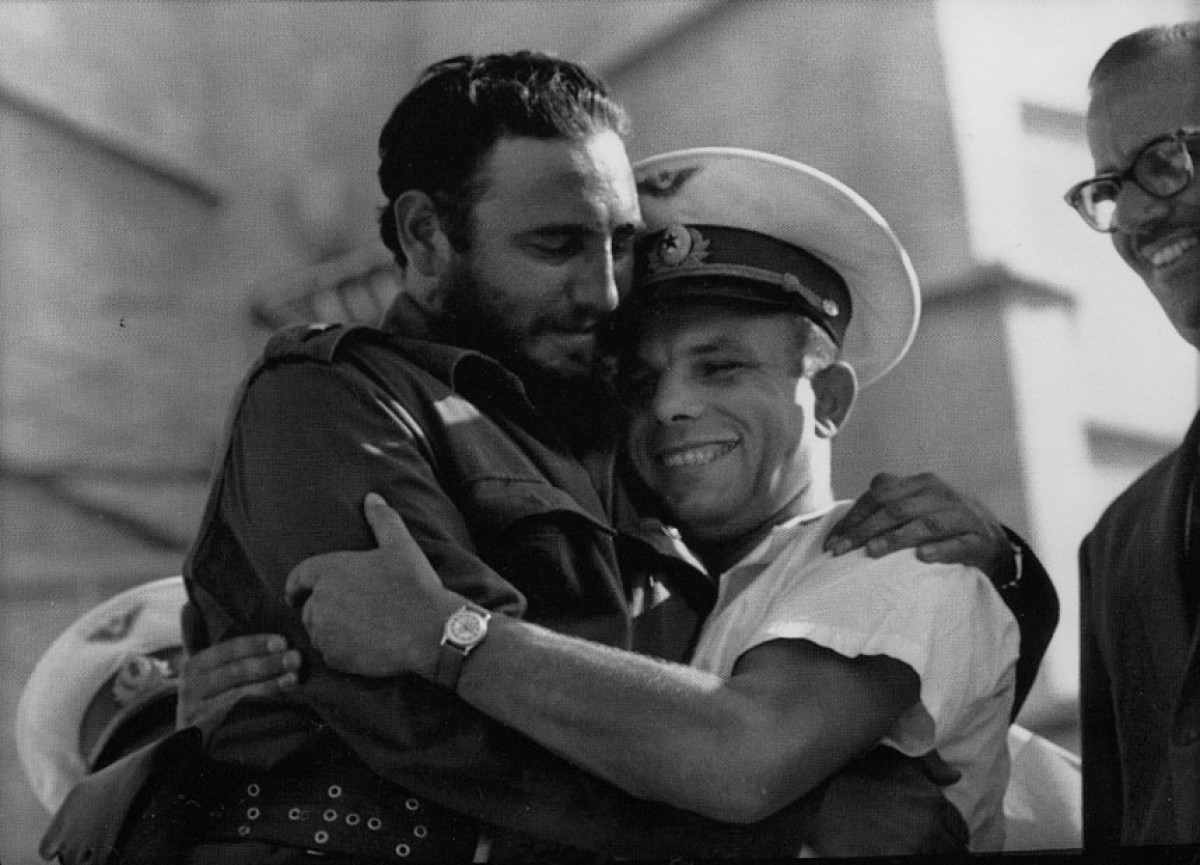
Fidel Castro e Iuri Gagarin em junho de 1961

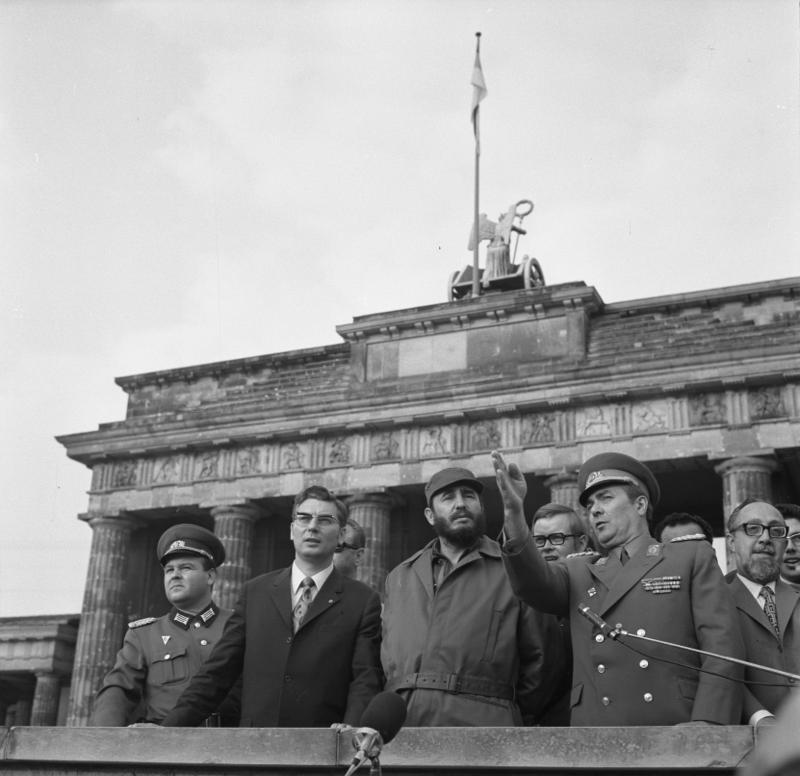
Fidel Castro e membros do Politburo da Alemanha Oriental no Muro de Berlim com o Portão de Brandemburgo ao fundo em 1972

O regime socialista cubano adotou como política de Estado tratativas de combate à desigualdade social, o que permitiu, hodiernamente, a eliminação do analfabetismo através da Campanha Nacional de Alfabetização em Cuba, a implementação de um sistema de saúde pública universal e a diminuição significativa das taxas de mortalidade infantil. Ao longo dos anos da revolução, críticos do regime de Cuba passaram a sustentar afirmações envolvendo a possível violação de direitos humanos no país, como a existência das Unidades Militares de Ajuda à Produção que, a partir de 1965, guiava a campos de trabalhos forçados pessoas consideradas alheias à moral revolucionária. O historiador Abel Serra Madero estima que até 30 mil cubanos foram enviados a estes campos, onde predominavam delinquentes comuns, dissidentes políticos, religiosos e homossexuais. Outro estudo, conduzido pela Universidade Federal de Uberlândia (UFU), enfoca que, a partir de 1971, pessoas homossexuais passaram a sofrer exonerações de cargos públicos ligados à área cultural, sob a justificativa de que não reuniam os parâmetros políticos e morais conscritos à revolução, especialmente após a realização do I Congresso de Educação e Cultura.

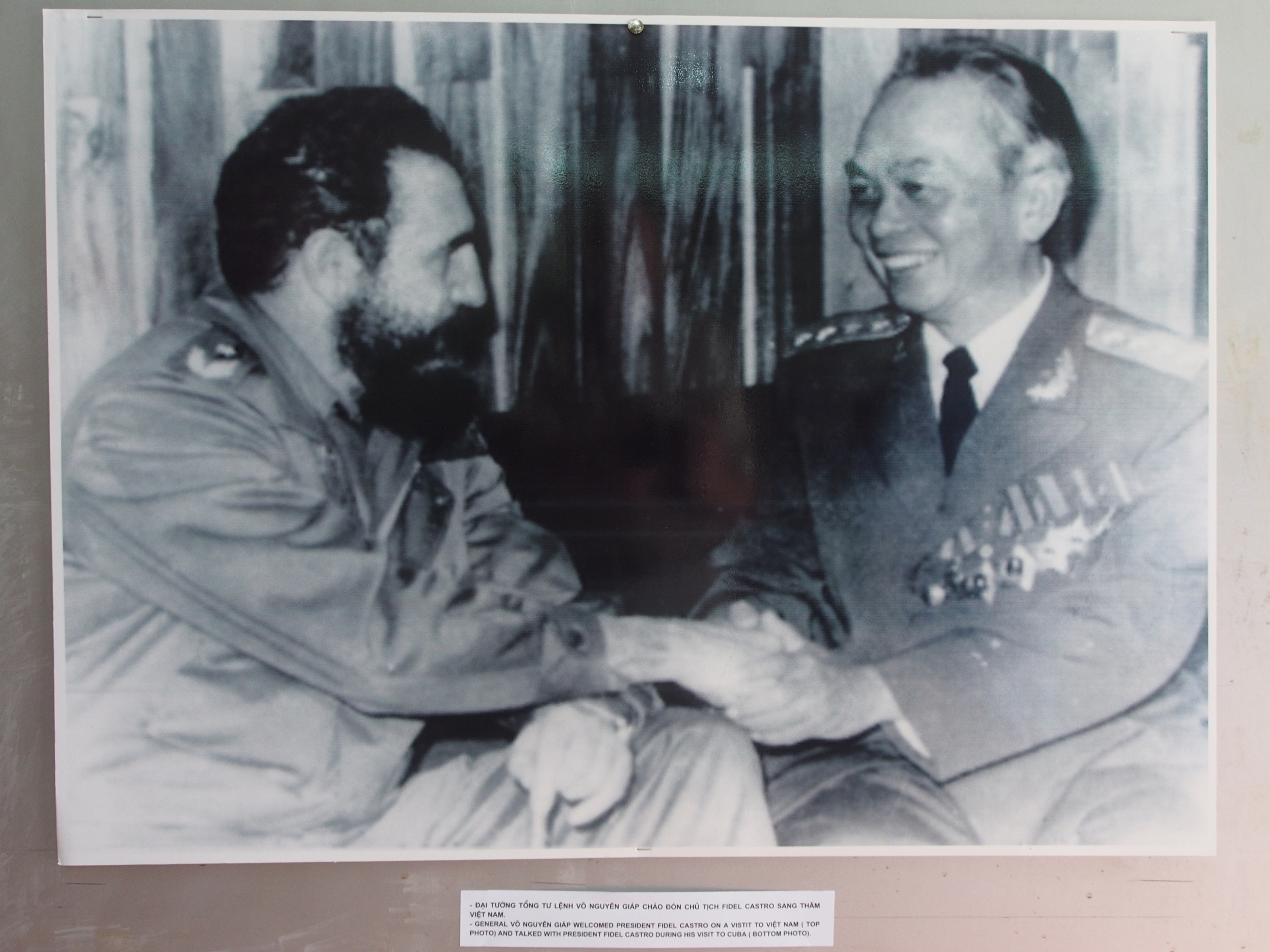
Fidel Castro se encontra com Võ Nguyên Giáp

A OEA veio a suspender suas sanções contra Cuba em 1975, com a aprovação de 16 Estados membros. Os Estados Unidos, entretanto, mantiveram suas próprias sanções. Em 1979, os norte-americanos se opuseram à presença de tropas de combate soviéticas em Cuba. Em 23 de outubro de 1983, as forças dos Estados Unidos invadiram a ilha caribenha de Granada, sob a justificativa de que a ilha estaria muito próxima politicamente de Cuba e da União Soviética após o golpe de Estado de Bernard Coard, além de relatos de ameaças ao território dos Estados Unidos. Neste intervalo, os estadunidenses mataram quase duas dezenas de trabalhadores da construção civil de origem cubana, expulsando de Granada o restante da força de ajuda enviada por Cuba.
As tropas soviéticas começaram a se retirar de Cuba em setembro de 1991. Com a dissolução da União Soviética, o governo revolucionário foi severamente testado e o país enfrentou uma crise econômica severa, em parte devido à retirada dos subsídios soviéticos. A crise econômica resultou em efeitos como a escassez de alimentos e combustível, ao passo que uma manifestação popular notável ocorreu em Havana em agosto de 1994. Outro efeito da crise, que perdurou até 1995, foi a queda significativa do Produto interno bruto (PIB) cubano, cujo valor chegou a encolher 35%. Mais de cinco anos foram necessários para que o PIB do país atingisse os níveis anteriores à crise.
A década de 1990 também propiciou uma aproximação relevante entre Cuba e China, fator experimentado especialmente após a desintegração da União Soviética, que comprava 60% do açúcar e fornecia petróleo e manufaturas. Nos anos subsequentes, o país também aproximou-se da Venezuela e Bolívia, sob o governo de Hugo Chávez e Evo Morales, respectivamente, além de flexibilizar a economia, permitindo, dentro da estrutura socialista, a abertura para atividades capitalistas, como o turismo. Na década seguinte, em 2003, registrou-se a Primavera Negra, onde um grande número de dissidentes cubanos foram presos em nome do governo sob a acusação de que agiam como agentes do Estados Unidos. Posteriormente, os dissidentes foram liberados, com alguns passando a viver no exílio na Espanha.
Fidel Castro renunciou ao cargo de Presidente do Conselho de Estado em fevereiro de 2008, alegando motivos de saúde. Raúl Castro, de quem Fidel era irmão, foi declarado o novo presidente. Em 3 de junho de 2009, durante sua 39ª Assembleia Geral, a OEA adotou uma resolução objetivando retirar a suspensão de Cuba da organização. Cuba, cuja suspensão se dava desde 1962, motivada pela adesão cubana ao marxismo-leninismo e alinhamento com o bloco comunista, pôde reintegrar-se á organização e de todas as instituições subordinadas à OEA, como a Comissão de Direitos Humanos. Até o momento, Cuba não solicitou sua reincorporação, sendo considerada pela OEA um membro inativo.

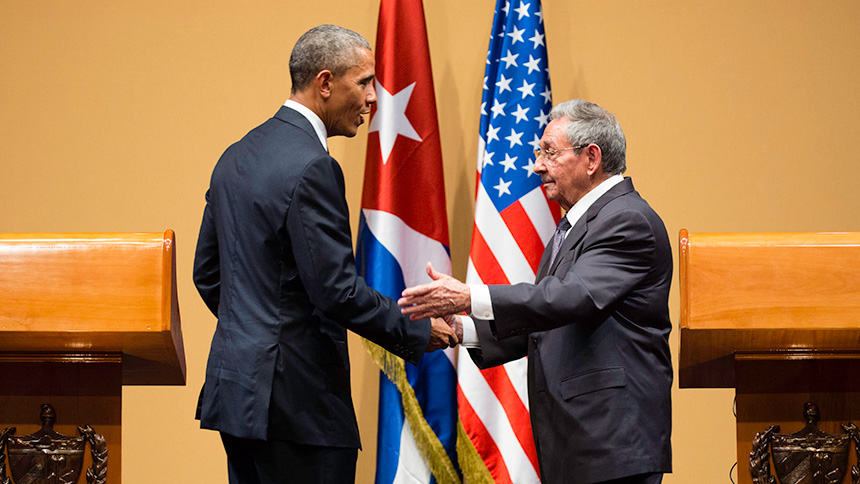
Raúl Castro e o presidente estadunidense Barack Obama, em sua coletiva de imprensa conjunta em Havana, 21 de março de 2016

Em janeiro de 2013, Cuba encerrou a exigência estabelecida em 1961, de que qualquer cidadão que desejasse viajar para o exterior fosse obrigado a obter uma licença governamental e uma carta-convite. Em 1961, o governo cubano impôs amplas restrições às viagens para evitar a emigração em massa de pessoas após a revolução de 1959; aprovando vistos de saída apenas em raras ocasiões. A partir de 2013, os requisitos foram simplificados, necessitando-se apenas de passaporte e documento oficial. No primeiro ano desta nova política, cerca de 180 mil naturais de Cuba deixaram o país e retornaram. Em 2016, os Estados Unidos, sob o Governo Barack Obama, iniciou uma política de reaproximação com Cuba, com o restabelecimento da diplomacia entre as duas nações, a retirada de restrições a cidadãos americanos que desejam visitar o país e a flexibilização do embargo econômico, para permitir a importação, exportação e certo comércio limitado, mas as negociações não prosperaram.
Cuba é único país socialista do Ocidente e um dos poucos do mundo, ao lado da China, da Coreia do Norte, do Vietnã e do Laos. A nação aprovou uma nova constituição em 2019, por meio de um plebiscito nacional. A nova constituição mantém o Partido Comunista como o único partido político legítimo, alça o acesso à saúde e educação como direitos fundamentais, impõe limites aos mandatos presidenciais, consagra o direito à representação legal na prisão, reconhece a propriedade privada e fortalece os direitos das multinacionais que investem com o estado. Em 2021, 250 mil cubanos, ou 2% da população, imigrou para os Estados Unidos devido à Pandemia de COVID-19.

## Geografia

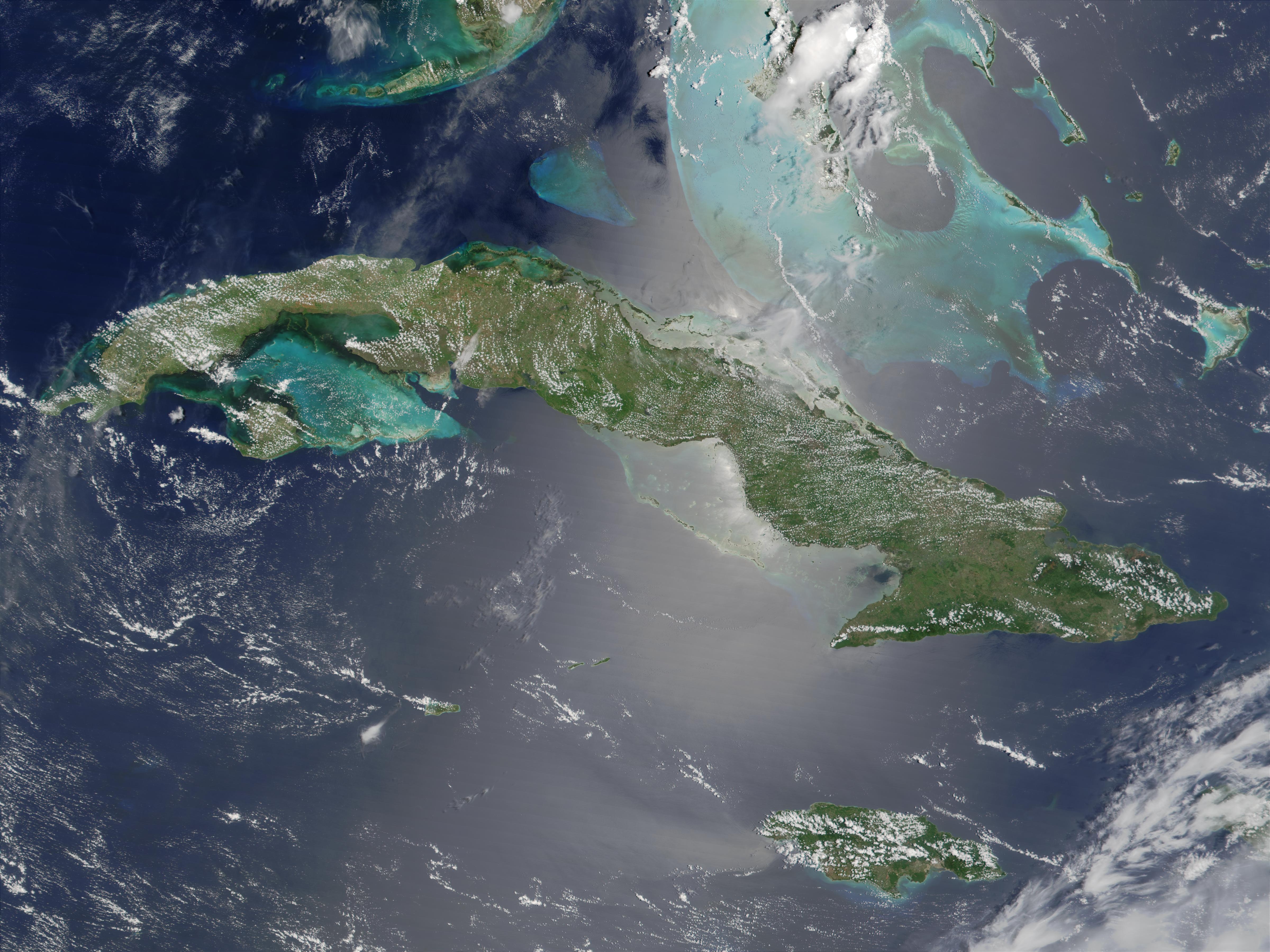
Imagem de satélite do território cubano em 2001.

Cuba é um arquipélago formado por mais de 1 500 ilhas. As maiores são a Ilha de Cuba e a Ilha da Juventude (que tem uma superfície de 2 200 km²). A Ilha de Cuba é a maior ilha do Caribe, com uma superfície 104 945 km². O conjunto do arquipélago cubano possui uma superfície de 110 860 km² e uma dimensão linear máxima de cerca de 1 200 km. A ilha de Cuba é a 16.ª maior ilha do mundo. Banhada a norte pelo estreito da Flórida e pelo oceano Atlântico Norte, a noroeste pelo golfo do México, a oeste pelo canal da Península de Iucatã, a sul pelo mar do Caribe e a leste pela passagem de Barlavento.
A ilha de Cuba está formada principalmente por planícies onduladas, com colinas e montanhas mais escarpadas situadas maioritariamente na zona sul da ilha. O ponto mais elevado é o Pico Real del Turquino com 1 974 m de altitude. O clima é tropical, embora temperado pelos ventos alísios. Existe uma estação relativamente seca de novembro a abril e uma estação mais chuvosa de maio a outubro. Havana é a capital e a cidade mais populosa. Santiago de Cuba e Camagüey são também cidades importantes. A Baía de Guantanamo contém uma base naval tomada pelos Estados Unidos desde 1903.

### Clima

Cuba de acordo com a classificação climática de Köppen-Geiger

Como a maior parte da ilha está ao sul do Trópico de Câncer, o clima local é tropical, moderado por ventos alísios vindos do nordeste que sopram durante todo o ano. A temperatura também é formada pela corrente caribenha, que traz água quente a partir do equador. Isso faz com que o clima de Cuba seja mais quente que o de Hong Kong, por exemplo, que está à mesma latitude de Cuba, mas tem um clima subtropical. Em geral (com variações locais), há uma estação seca de novembro a abril e uma estação mais chuvosa de maio a outubro. A temperatura média é de 21 °C em janeiro e 27 °C em julho. As temperaturas quentes do Mar do Caribe e o fato do país estar localizado na entrada do Golfo do México se combinam para tornar o país mais propenso a ciclones tropicais frequentes. Estes são os mais comuns entre os meses de setembro e outubro.
Cuba é regularmente atingida por furacões durante o Verão e o Outono. Destes, destaca-se o furacão cubano de 1910, que afectou a ilha durante 5 dias, e o furacão de 1932, que continua a ser o mais mortífero a atingir o país, com mais de 3 mil mortos. Este último atingiu o máximo da categoria 5 na escala Saffir-Simpson, mas tinha descido para a categoria 4 antes de atingir Cuba. A temporada furacões de 2008 afectou gravemente a economia cubana, especialmente a agricultura e a pecuária: a destruição causada pelos ciclones tropicais foi estimada pelo líder Raúl Castro em 10 mil milhões de dólares (7,9 mil milhões de euros). 500 mil famílias foram afectadas, 156 mil hectares de cana-de-açúcar foram destruídos e 500 mil ficaram inundados.
Perante as crises regulares provocadas pelos furacões, o povo e o Estado cubanos adquiriram experiência e desenvolveram uma logística para proteger as pessoas e os bens dos ventos selvagens que são comuns na ilha. Entre 1985 e 2004, Cuba foi atingida por dez grandes furacões, dos quais resultaram apenas vinte e duas mortes. Por exemplo, quando Cuba foi atingida pelo furacão Georges em 1998, houve apenas quatro mortes, em comparação com 600 noutros países afectados. Do mesmo modo, o furacão Charley, em agosto de 2004, causou quatro mortes em Cuba contra 30 na Florida. Em julho de 2005, o furacão Dennis também matou apenas 16 pessoas, mas causou danos consideráveis e obrigou à evacuação de mais de 1,5 milhões de pessoas. Foi um furacão de categoria 4 com ventos sustentados de 240 km/h, semelhante ao furacão de 1932 quando atingiu a costa cubana. Para o director da Agência das Nações Unidas para a Estratégia Internacional de Redução de Catástrofes, Salavano Briceno, este êxito cubano baseia-se na importância dos esforços de educação e de prevenção desenvolvidos pelas autoridades cubanas. A qualidade dos serviços de emergência cubanos foi objecto de um fórum específico na Conferência Mundial sobre a Redução de Catástrofes, em janeiro de 2005.

### Biodiversidade

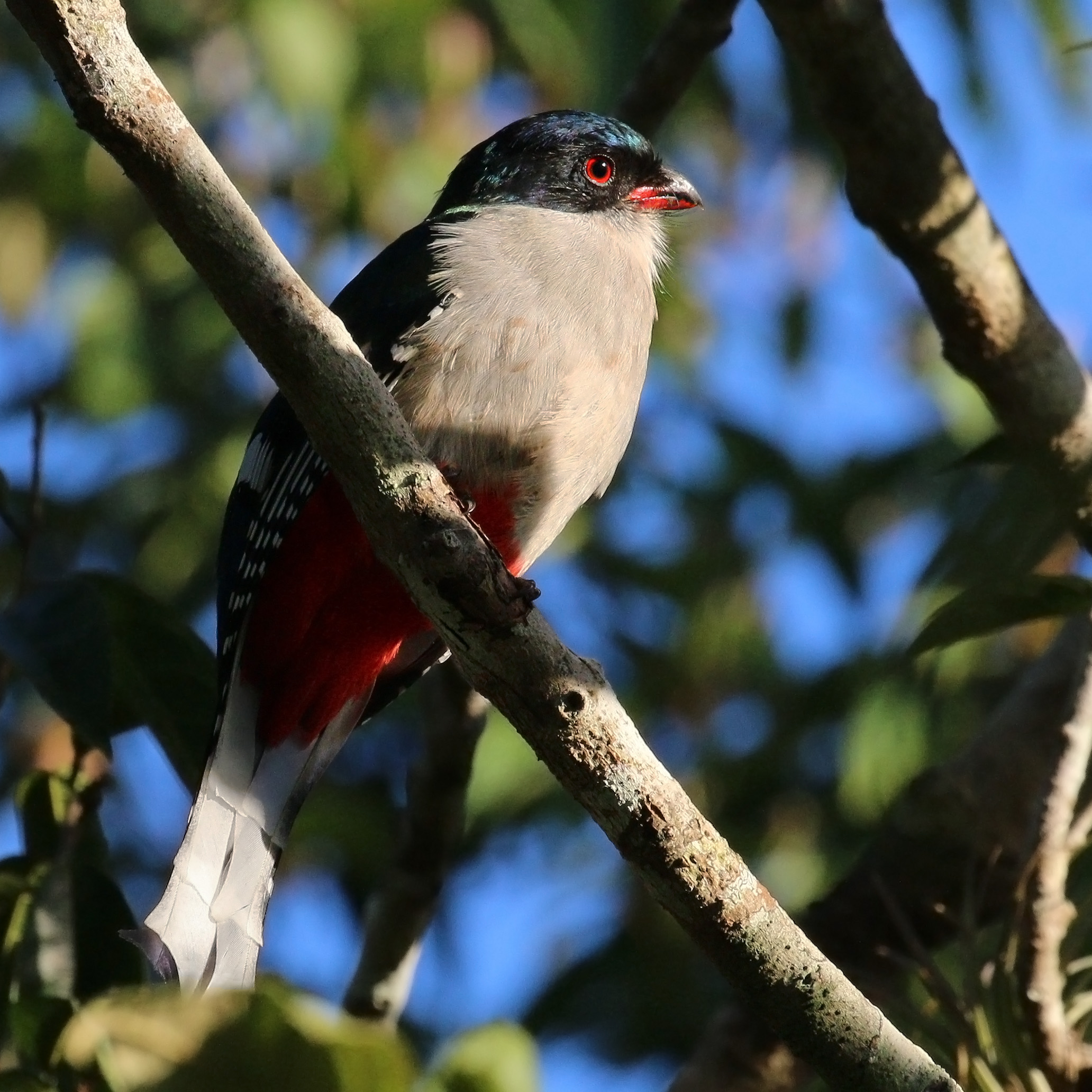
O tocororo é a ave nacional da ilha

Cuba assinou a Convenção sobre Diversidade Biológica, em 12 de junho de 1992 durante a ECO-92 no Rio de Janeiro, e tornou-se membro da convenção em 8 de março de 1994. Posteriormente, o país produziu uma Estratégia e um Plano de Ação Nacional de Biodiversidade, com uma revisão que foi recebido pela convenção sobre 24 de janeiro de 2008.
A revisão compreende um plano de ação com prazos para cada item e uma indicação do órgão governamental responsável pela realização da meta. No entanto, existe quase nenhuma informação nesse documento sobre a biodiversidade em si.
O quarto relatório nacional cubano para a convenção, no entanto, contém uma análise detalhada dos números de espécies de cada reino biológico registrado no território cubano, sendo os principais grupos: animais (17 801 espécies), bactérias (270 espécies), Chromista (707 espécies), fungos (5 844 espécies), plantas (9 107 espécies) e protozoários (1 440 espécies).

## Demografia

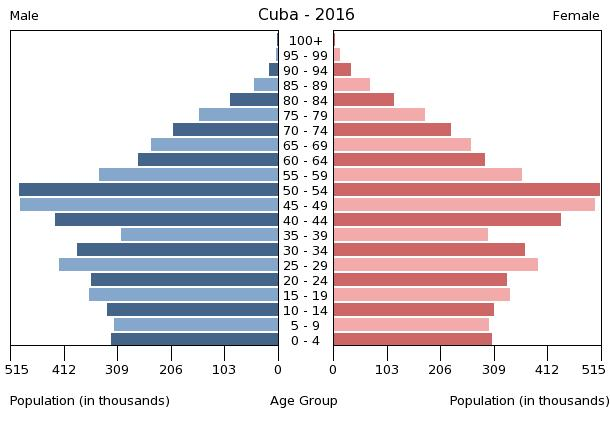
Pirâmide etária de Cuba em 2016

Taxas de mortalidade infantil em Cuba entre 1963 e 2016

Em 2017, a população cubana era de 11,2 milhões de habitantes, incluindo 5 580 810 homens e 5 610 798 mulheres. A composição étnica era de 7 271 926 brancos, 1 126 894 negros e 2 778 923 mulatos (ou mestiços). A população de Cuba tem origens muito complexas e casamentos entre os diversos grupos raciais são comuns. Há discordância sobre as estatísticas raciais. O Instituto para Estudos Cubanos e Cubano-Americanos da Universidade de Miami, diz que 62% da população é negra, enquanto as estatísticas do censo do governo cubano afirmam que 65,05% da população era branca em 2002. O Minority Rights Group International diz que "uma avaliação objetiva da situação dos afro-cubanos continua a ser problemática devido aos registros escassos e a uma falta de estudos sistemáticos tanto pré como pós-revolução. A estimativa do percentual de pessoas de ascendência africana na população cubana varia enormemente, variando de 33,9% para 62%".
A taxa de natalidade cubana (9,88 nascimentos por mil habitantes em 2006) é uma das mais baixas do hemisfério ocidental. Sua população em geral teve um aumento contínuo de cerca de 7 milhões em 1961 para mais de 11 milhões atualmente, mas o aumento foi interrompido nas últimas décadas e uma queda começou em 2006, com uma taxa de fecundidade de 1,43 filhos por mulher. Esta queda da fecundidade é um das maiores do hemisfério ocidental. Cuba tem acesso irrestrito ao aborto legal e uma taxa de aborto de 58,6 por mil gestações, em 1996, em comparação com uma média de 35 no Caribe, 27 na América Latina em geral e 48 na Europa. O uso de anticoncepcionais é estimado em 79% (um terço superior dos países do hemisfério ocidental).

### Composição étnica
Antes da chegada dos europeus, a ilha de Cuba era habitada por dois povos indígenas: os ciboneyes, espalhados por toda a ilha, e os tainos, ocupando principalmente o centro e o leste. Pouco se sabe sobre os ciboneyes, porém é sabido que eram caçadores-coletores e não conheciam a cerâmica. Os tainos, por outro lado, eram sedentários, viviam em grandes aldeias e dominavam técnicas avançadas de agricultura.
Com a chegada dos espanhóis, as populações indígenas foram drasticamente reduzidas em poucas gerações, como consequência da escravidão, de conflitos com os colonizadores, da fome e da infecção por doenças. Desde o século XVI, escravos africanos foram levados para Cuba, sendo que esse tráfico aumentou exponencialmente ao longo dos séculos. Os escravos foram trazidos principalmente para trabalharem nas minas de ouro, como forma de compensar a falta de trabalhadores em decorrência do extermínio dos índios.

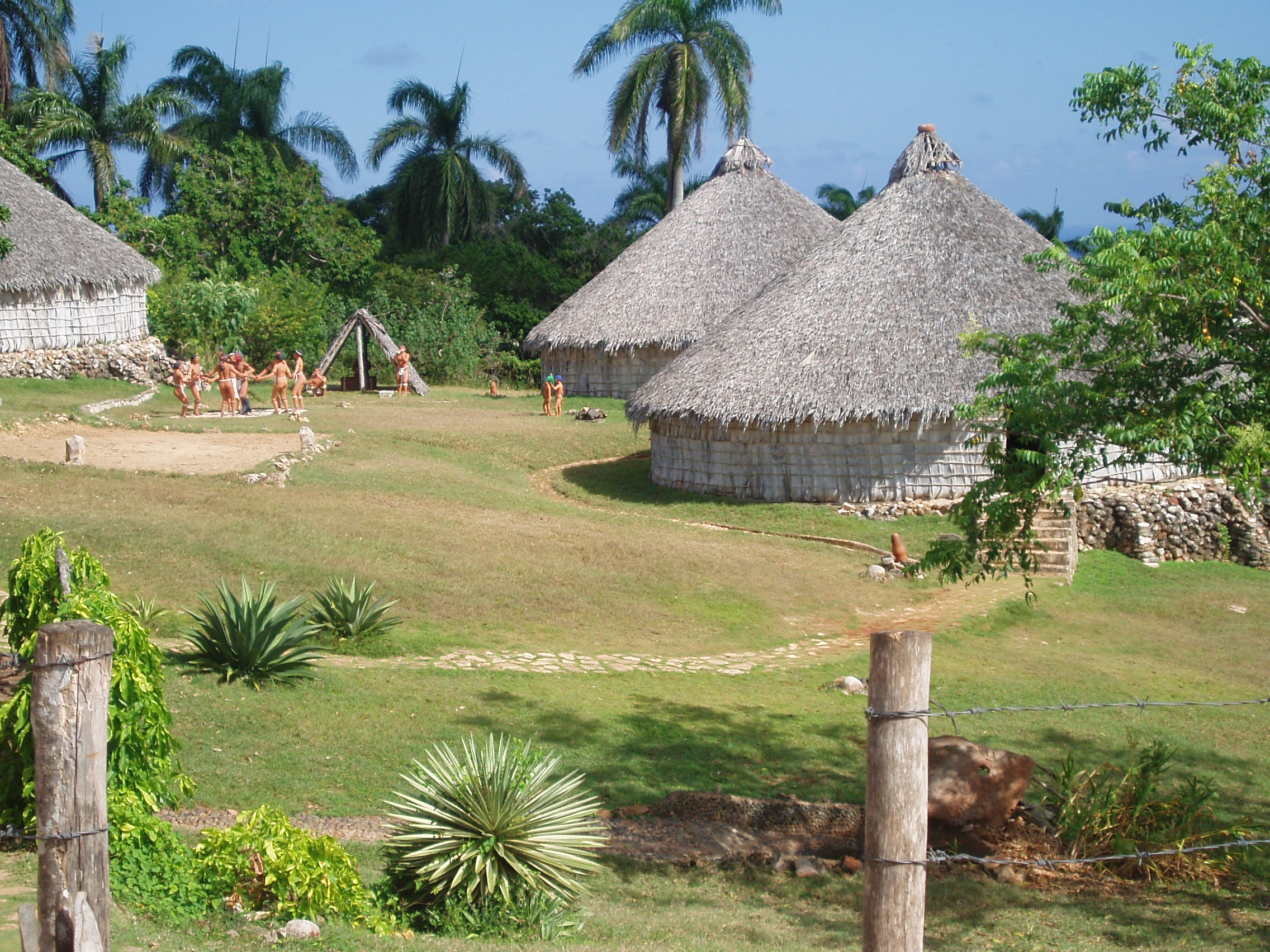
Reconstrução de uma vila taíno em Chorro de Maíta, Cuba

De maneira geral, os escravos africanos compunham uma pequena parte da população cubana, que continuou predominantemente de origem europeia, em razão da constante chegada de colonos espanhóis, sobretudo das Ilhas Canárias. A situação se modificou na segunda metade do século XVIII, quando cresceu rapidamente o número de africanos entrando em Cuba, fato que mudou dramaticamente a composição étnica da ilha. De acordo com estimativas, cerca de 700 mil africanos foram levados para a ilha durante todo o período do tráfico, embora outra fonte estime o número em mais de 1,3 milhão de pessoas. Os escravos vinham sobretudo do Oeste e do Sudeste da África.
No século XIX, a imigração da Espanha, sobretudo das Canárias, se intensificou, na tentativa de "branquear" o país, haja vista o temor das classes dirigentes com a crescente presença africana na ilha. No Continente Americano, Cuba foi o segundo país que mais recebeu imigrantes espanhóis, ficando atrás apenas da Argentina (entre 1882 e 1930, mais de um milhão de espanhóis imigraram para Cuba). Naquela época, a economia cubana estava crescendo com base na produção de açúcar, fato que atraiu muitos imigrantes espanhóis, para trabalharem nas fábricas de açúcar do país, haja vista que, para exercer essa atividade, era necessário ter alguma qualificação. Além dos europeus, imigrantes asiáticos, sobretudo de Bengala e do sul da China, foram trazidos para substituírem os escravos, quando o tráfico negreiro tornou-se ilegal. Cerca de 125 mil chineses entraram em Cuba, onde trabalharam em condições de semiescravidão, em meados do século XIX. Em torno de 95% desses imigrantes chineses eram do sexo masculino, de modo que muitos desses chineses não tiveram filhos ou se casaram com mulheres não chinesas. Assim, após algumas gerações, essa presença chinesa desapareceu ou foi diluída pela mestiçagem.
A atual população cubana é, portanto, diversificada e heterogênea. Um estudo genético mostra que houve uma intensa miscigenação de homens europeus com mulheres africanas e, menos frequente, com indígenas, na constituição da população cubana. Historicamente, na região oeste do país a ancestralidade africana é mais forte, nas áreas centrais a europeia mais forte e no leste há um equilíbrio entre ambas. Um estudo genético dividiu os habitantes de Havana em três grupos: mulatos, descendentes de espanhóis e descendentes de africanos. Os mulatos apresentaram 57–59% de ancestralidade europeia e 41–43% de africana; os descendentes de espanhóis 85% de ancestralidade europeia e os descendentes de africanos 74–76% de contribuição africana. Nenhuma contribuição indígena foi detectada.
Um estudo genético de 2014 revelou que a ancestralidade total em Cuba é a seguinte: 72% de contribuição europeia, 20% de contribuição africana e 8% de contribuição indígena.

### Migração

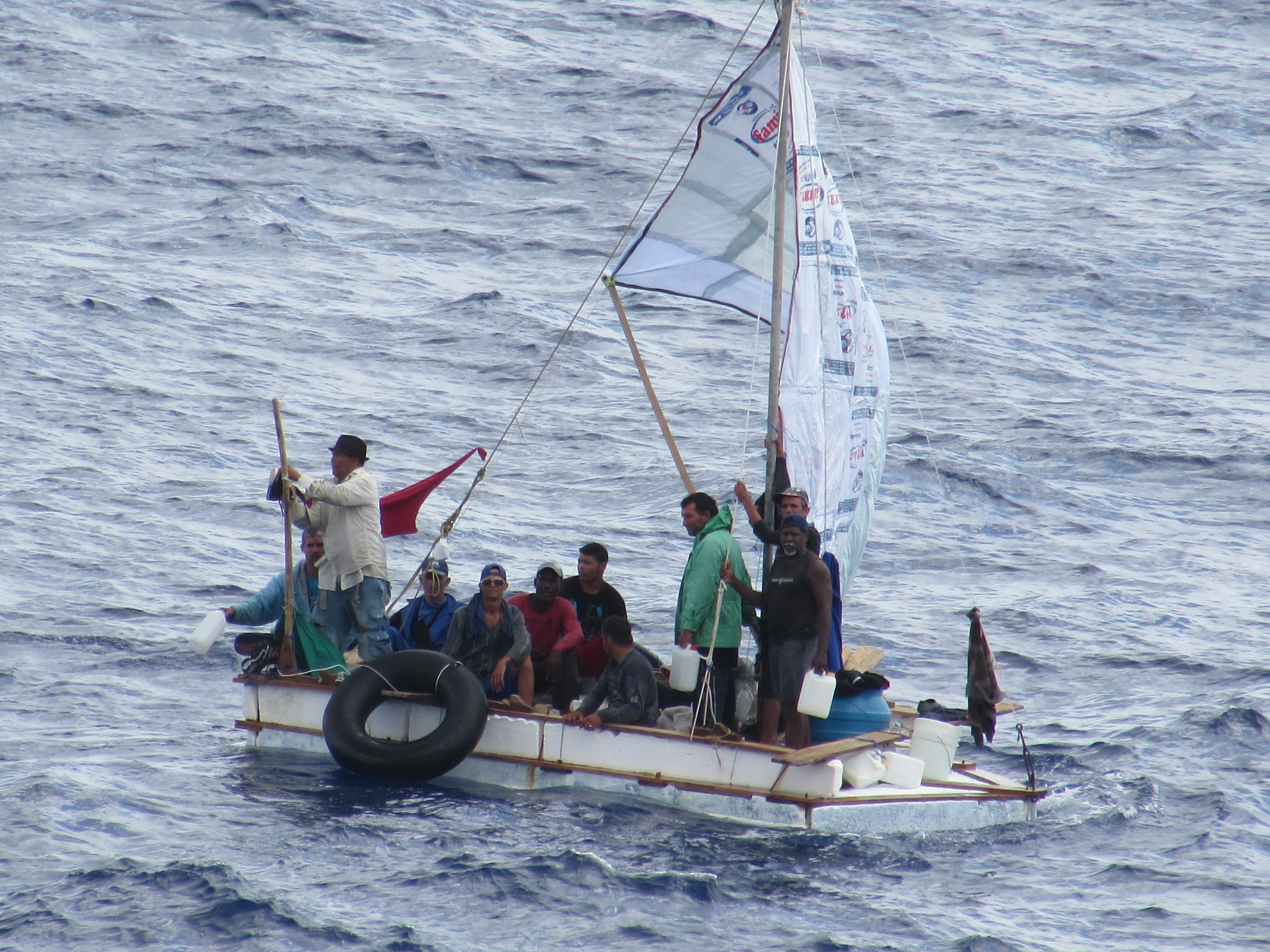
Refugiados cubanos em 2014

A imigração e a emigração desempenharam um papel importante no perfil demográfico de Cuba. Entre o século XVIII e o início do século XX, grandes ondas de canários, catalães, andaluzes, galegos e outros espanhóis imigraram para Cuba. Apenas entre 1899 e 1930, cerca de um milhão de espanhóis entraram no país, embora muitos eventualmente voltassem para a Espanha. Outros grupos de imigrantes proeminentes incluíram os franceses, entre outros.
A Cuba pós-revolução foi caracterizada por níveis significativos de emigração, o que levou a uma grande e influente comunidade da diáspora. Durante as três décadas após janeiro de 1959, mais de um milhão de cubanos de todas as classes sociais — constituindo 10% da população total — emigrou para os Estados Unidos.
Até 13 de janeiro de 2013, os cidadãos cubanos não podiam viajar para o exterior, sair ou retornar a Cuba sem primeiro obter permissão oficial junto com a solicitação de passaporte emitido pelo governo, além do visto de viagem, que muitas vezes era negado. Quem saía do país costumava fazê-lo por via marítima, em pequenas embarcações e frágeis jangadas. Em 9 de setembro de 1994, os governos dos Estados Unidos e de Cuba concordaram que os Estados Unidos concederiam pelo menos 20 mil vistos anualmente em troca da promessa do governo cubano de evitar novas partidas ilegais de barcos. Em 2013, os principais destinos de emigração eram os Estados Unidos, Espanha, Itália, Porto Rico e México.

### Urbanização

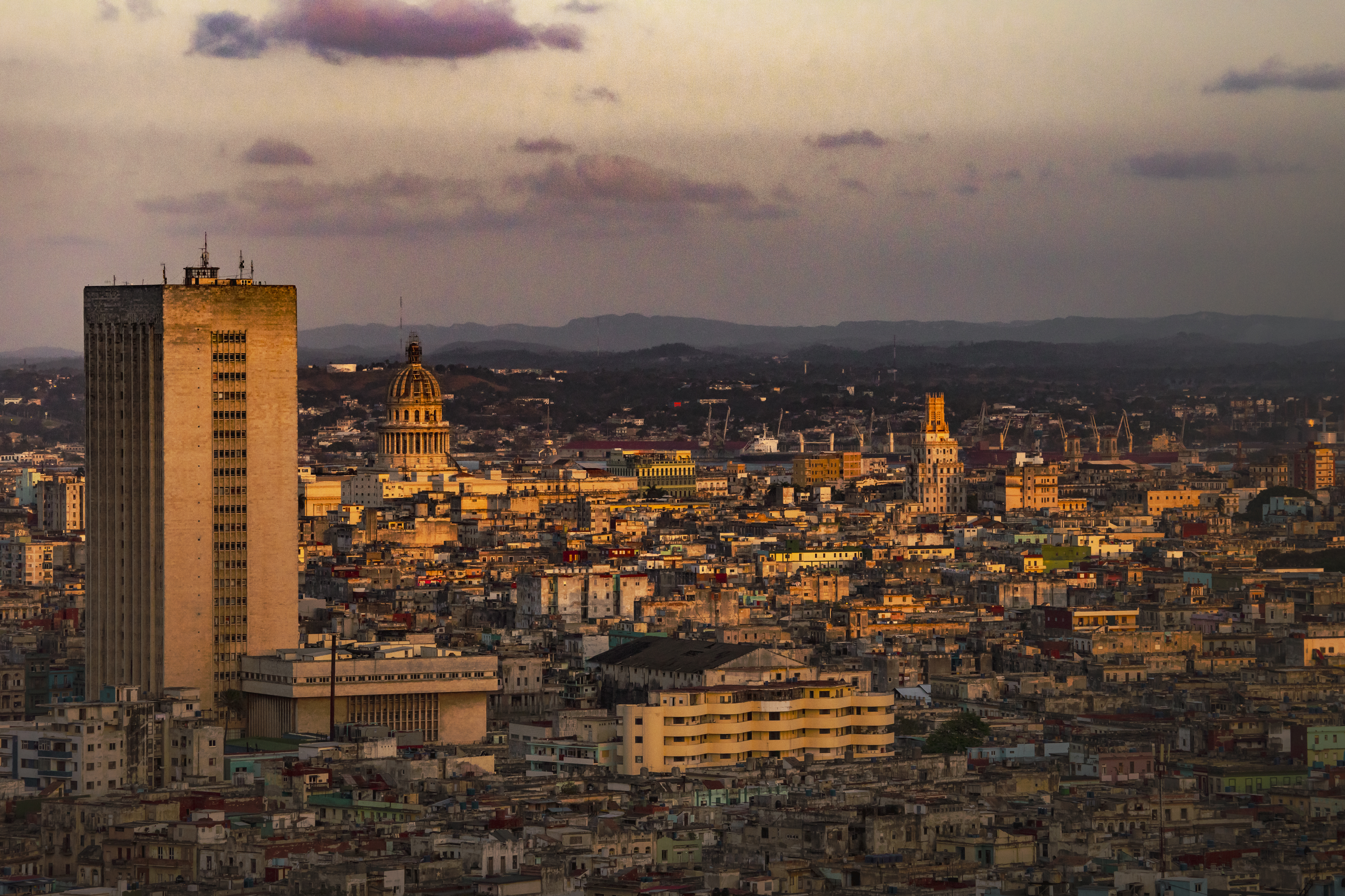
Havana, capital e maior cidade do país

Embora o termo genérico favela (ou tugurio em espanhol) seja muito raramente empregado para descrever as condições de habitação substandard em Cuba, existem outras formas de sub habitação, (baseadas no tipo de construção, condição de conservação, materiais e tipo de ocupação) que são descritas em Cuba. A maioria das sub habitações cubanas localizam-se em La Habana Vieja, Centro Habana e Antares.
A comparação entre as condições de habitação substandard de Cuba e as favelas (em inglês slums) de outros países de economia de mercado é complexa e não pode ser feita de forma direta. Em 2003 um projeto internacional, solicitado pelo governo comunista de Cuba à organizações internacionais tais como UNDP, UNEP, UNOPS, UN-HABITAT, e com a colaboração do governo da Bélgica, nos termos da Agenda 21, visando aumentar a capacidade dos atores locais de conduzir atividades de planejamento e administrações urbanos resultou no estabelecimento de mecanismos de capacitação para atividades de construção e um time nacional foi treinado para dar apoio técnico a times locais, que foram formados.
No ano de 2011 o governo cubano relaxou as normas de comercialização de moradias. Supõem-se que tal fato visou retirar da clandestinidade o mercado informal de moradias e de tentar suprir a grande carência de moradias. O Instituto Nacional da Moradia cubano divulgou de forma pública que do fundo habitacional do país, com cerca de mais de três milhões de casas, apenas 61% se encontram em bom estado, enquanto as demais estão em mau estado ou em condições regulares. Estima-se que faltariam cerca de 600 mil residências devido a falta de investimento e da destruição ocasionada pela passagem de três furacões.

### Religião

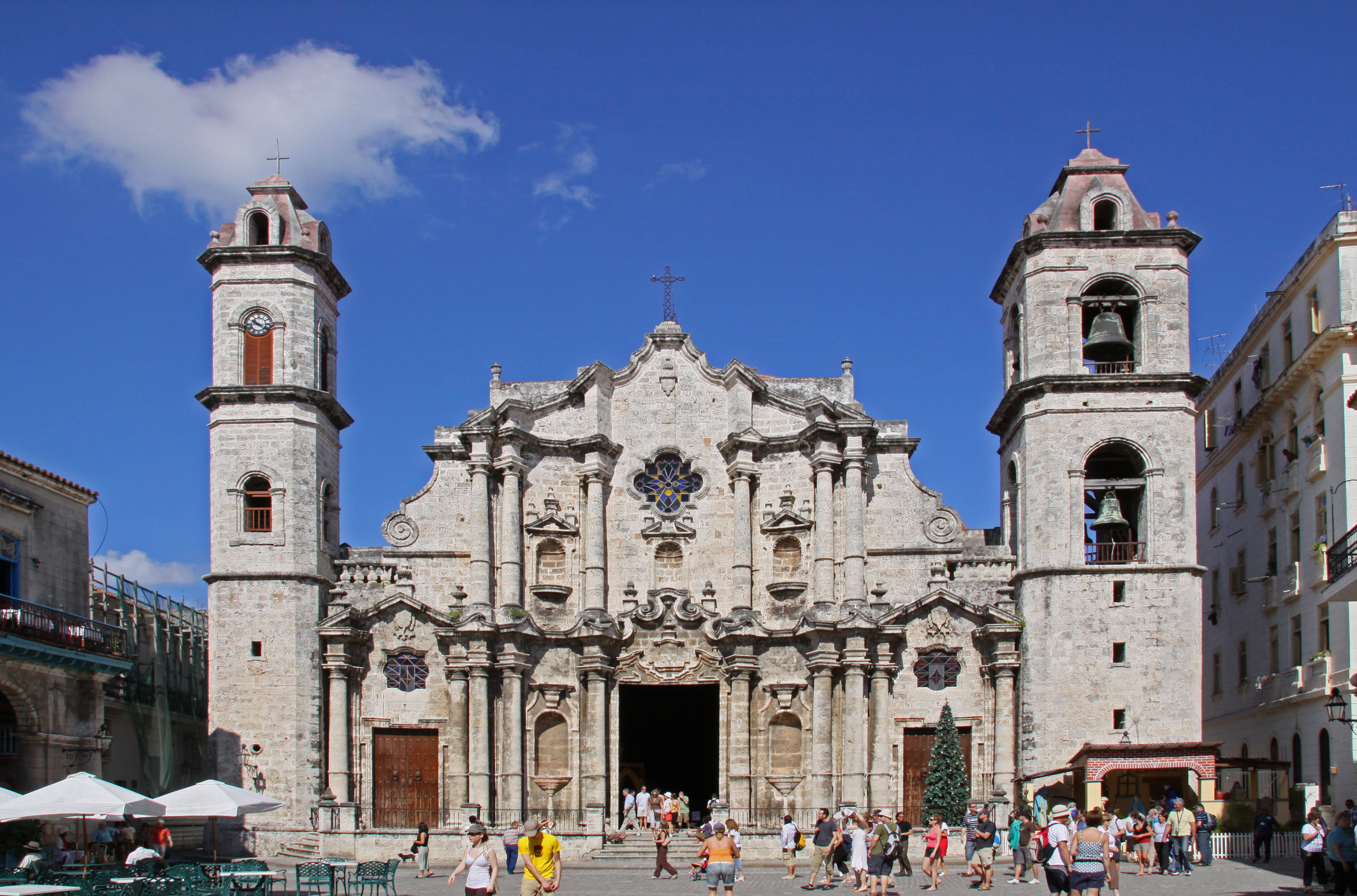
A Catedral de São Cristóvão de Havana

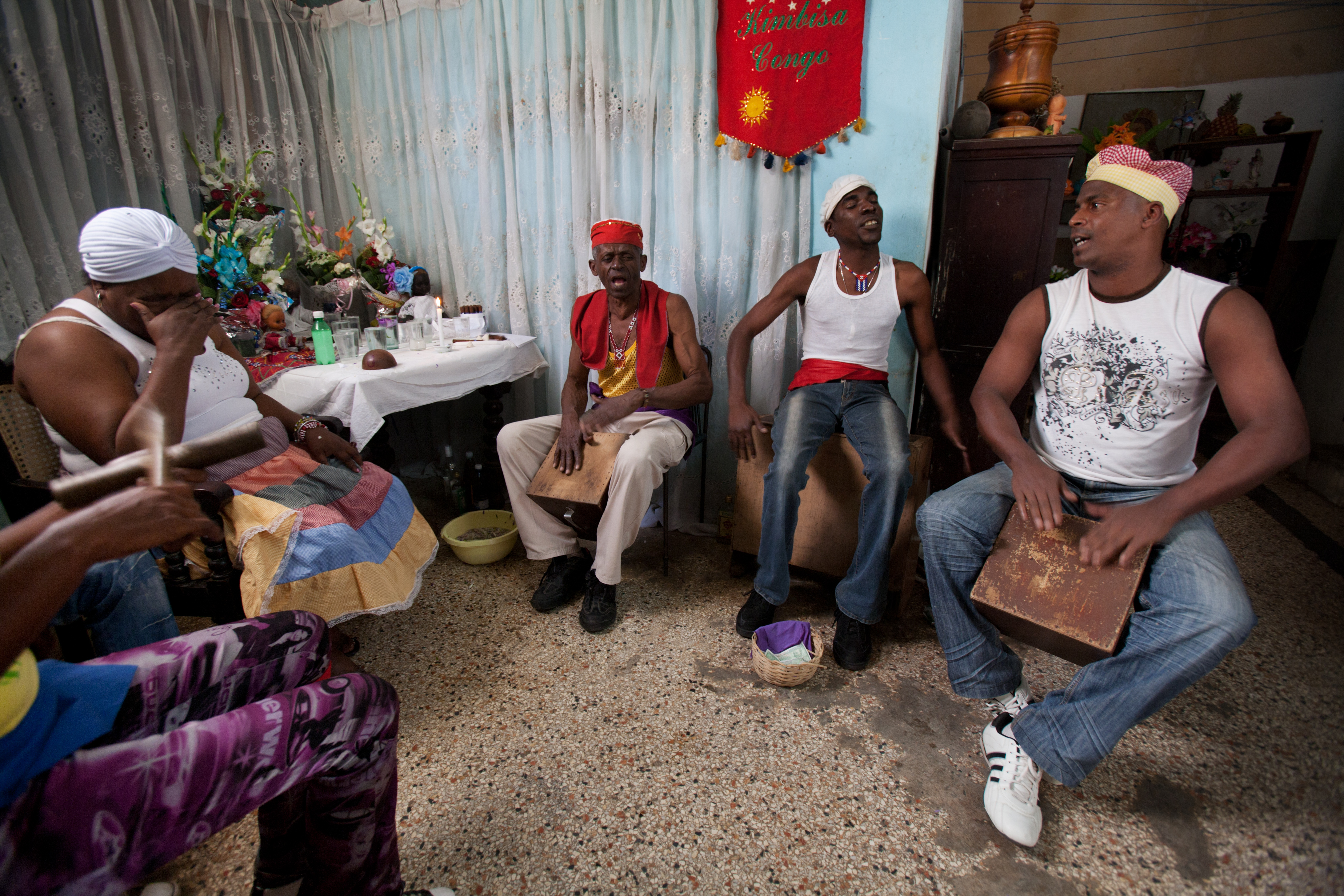
Um grupo de praticantes de santeria realizando a cerimônia Cajón de Muertos em Havana em 2011

Em 2010, o Pew Forum estimou que a afiliação religiosa em Cuba é 59,2% de cristãos, 23% irreligiosos, 17,4% praticantes de religião folclórica (como santería) e os 0,4% restantes consistindo de seguidores de outras religiões. Em uma pesquisa patrocinada pela Univision, 44% dos cubanos disseram que não eram religiosos e 9% não deram uma resposta, enquanto apenas 34% disseram que eram cristãos. Cuba também hospeda pequenas comunidades de judeus (500 em 2012), muçulmanos e membros da Fé Bahá'í. Cuba é oficialmente um Estado secular. A liberdade religiosa aumentou ao longo da década de 1980, com o governo emendando a constituição em 1992 para retirar a caracterização de Estado ateu.
O catolicismo romano é a maior religião, com suas origens na colonização espanhola. Apesar de menos da metade da população se identificar como católica em 2006, ela continua sendo a fé dominante. O Papa João Paulo II, o Papa Bento XVI e o Papa Francisco visitaram Cuba em 1998, 2011 e 2019, respectivamente. Antes de cada visita papal, o governo cubano perdoava prisioneiros como um gesto humanitário. O relaxamento das restrições do governo às igrejas domésticas na década de 1990 levou a uma explosão do pentecostalismo, com alguns grupos reivindicando até 100 mil membros. No entanto, as denominações evangélicas protestantes, organizadas no Conselho de Igrejas de Cuba, permanecem muito mais vibrantes e poderosas.
A paisagem religiosa de Cuba também é fortemente definida por sincretismos de vários tipos. O cristianismo é frequentemente praticado em conjunto com a santería, uma mistura de catolicismo e religiões de matriz africana, que incluem vários cultos. La Virgen de la Caridad del Cobre (a Virgem do Cobre) é a padroeira católica de Cuba e um símbolo da cultura cubana. Na santería, ela foi sincretizada com a deusa Oxum. Uma análise dos seguidores das religiões afro-cubanas mostrou que a maioria dos praticantes de palo eram negros e a maioria dos praticantes de vodu eram pardos e da santeria eram brancos.

### Línguas
A língua oficial de Cuba é o espanhol, que é falado pela grande maioria dos cubanos. O espanhol falado em Cuba é conhecido como espanhol cubano e é uma variação do espanhol caribenho. A língua lucumi, um dialeto da língua iorubá da África Ocidental, também é usado como língua litúrgica pelos praticantes da santería e, portanto, apenas como segunda língua. O crioulo haitiano é a segunda língua mais falada em Cuba e é falada por imigrantes haitianos e seus descendentes. Outras línguas faladas por imigrantes incluem galego e corso.

## Governo e política

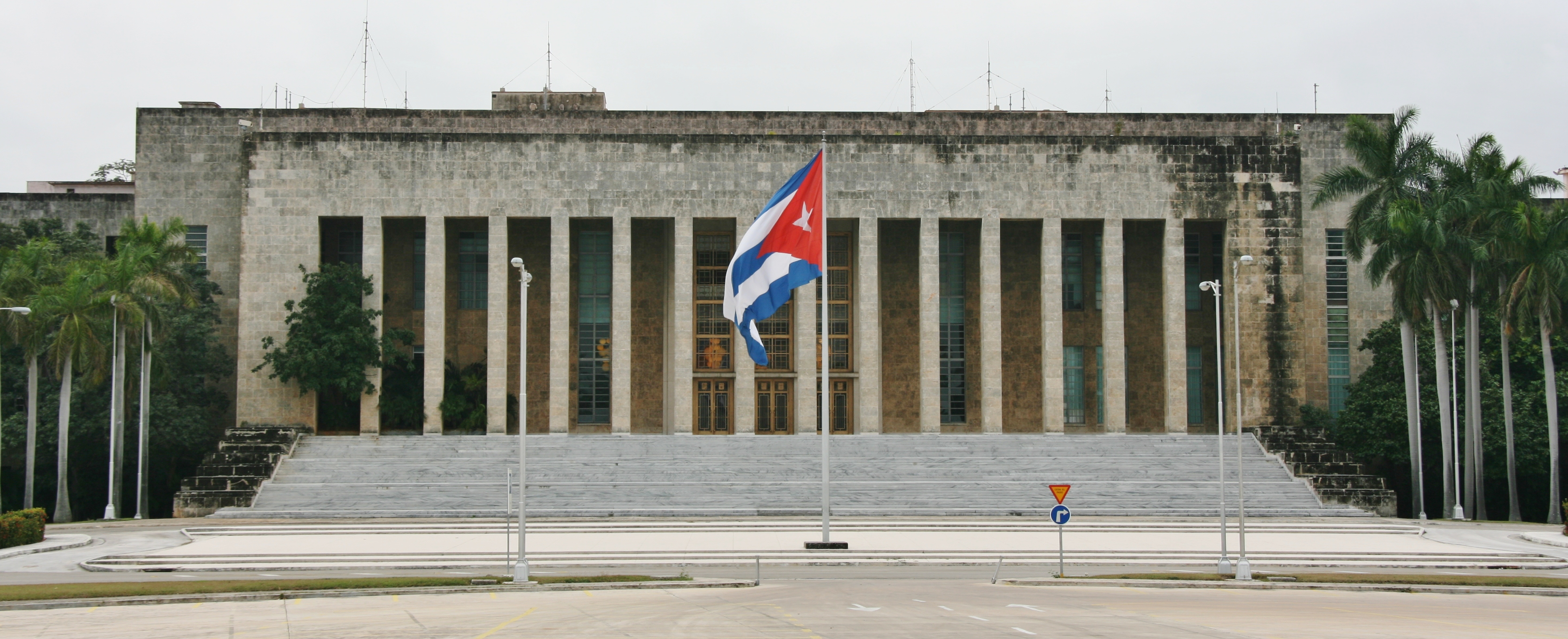
Sede do Comitê Central do Partido Comunista, em Havana

Cuba é uma república socialista, organizada segundo o modelo marxista-leninista, (partido único, sem eleições diretas para cargos executivos), da qual Fidel Castro foi o primeiro-secretário do Comitê Central do Partido Comunista de Cuba e o presidente dos Conselhos de Estado e de Ministros (presidente da República), e que governou desde 1959 como chefe de governo e a partir de 1976 também como chefe de estado e comandante em chefe das forças armadas. Fidel afastou-se do poder em 1 de agosto de 2006, pela primeira vez desde a vitória da insurgência, por problemas de saúde. Seu irmão, Raúl Castro, assumiu interinamente as funções de Fidel (secretário-geral do Partido Comunista Cubano, comandante supremo das Forças Armadas e presidente do Conselho de Estado), exercendo-as até 19 de fevereiro de 2008 nessa condição, quando Fidel Castro renunciou oficialmente. Raúl Castro foi eleito novo presidente de Cuba no dia 24 de fevereiro de 2008 em eleição de candidato único, mantendo-se no cargo até abril de 2018, quando foi sucedido por Miguel Díaz-Canel, o primeiro chefe do Executivo da ilha que não era da família Castro em quase 60 anos.
Raúl prometeu "eliminar proibições" na ilha, mas reconheceu o legado de seu irmão, que ficou mais de 49 anos a frente do poder: Nas próximas semanas, começaremos a eliminar as (proibições) mais simples, já que muitas delas tiveram como objetivo evitar o surgimento de novas desigualdades em um momento de escassez generalizada, declarou durante seu discurso de posse. Em março de 2008 Raúl Castro liberou a venda de computadores pessoais (PC's) e DVDs em Cuba, a venda de telefones celulares e televisores a cidadãos comuns também foi liberada. No final de abril, Raul Castro convocou uma assembleia do Congresso do Partido Comunista Cubano (PCC) para o segundo semestre de 2009, para redefinir os eixos políticos e econômicos do país. O VI Congresso do PCC, quando ocorrer, terão decorrido onze anos sem que se tenha reunido o órgão supremo de decisão política de Cuba.

### Eleições gerais

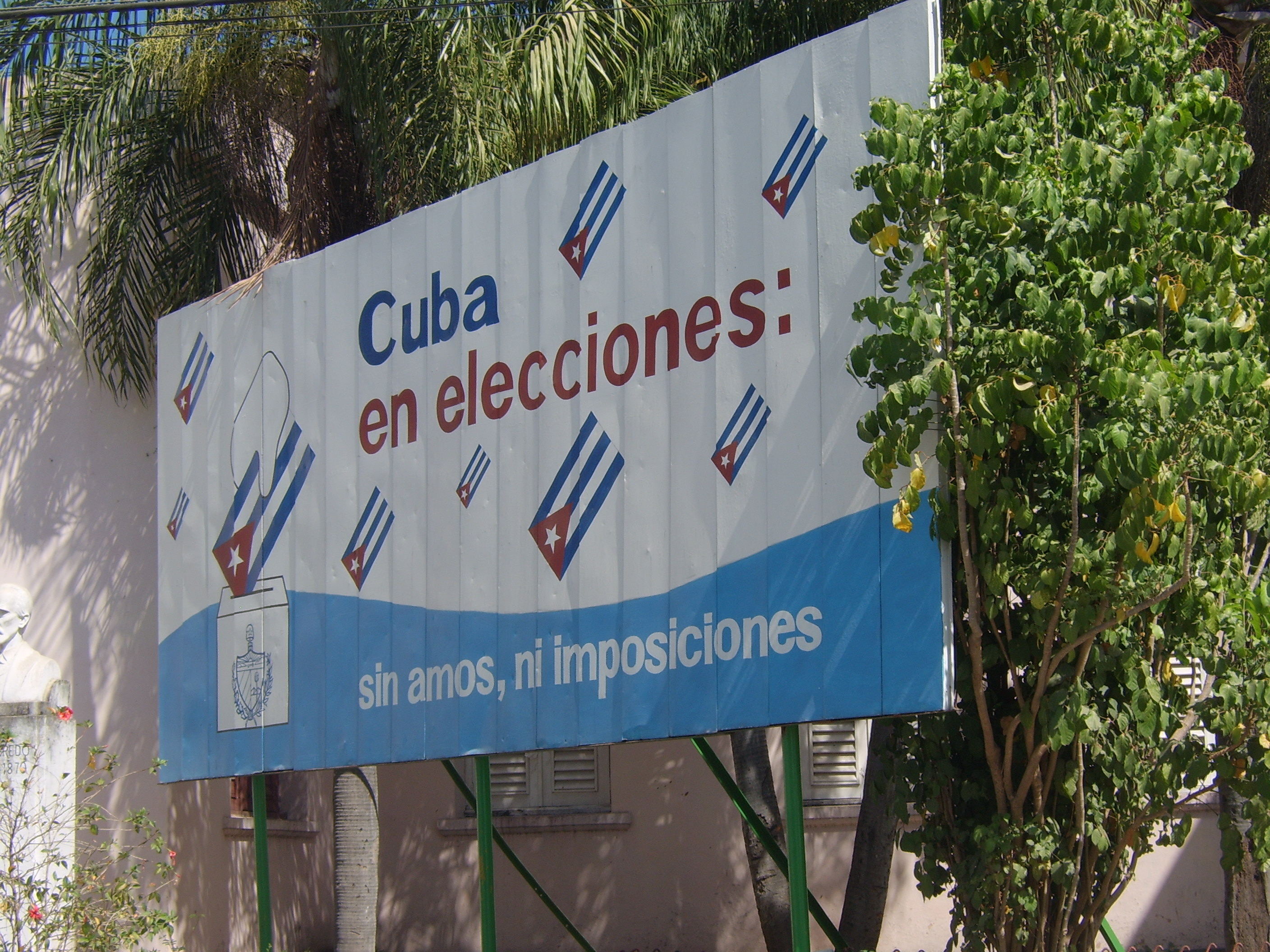
Placa promovendo as eleições parlamentares cubanas de 2008

Em 21 de outubro de 2007 realizaram-se em Cuba eleições gerais, com o comparecimento de mais de 8 milhões de eleitores, para eleger os delegados das "Assembleias Municipais do Poder Popular" na ilha. Segundo a ministra da Justiça, María Esther Reus, têm direito a exercer o voto cerca de 8,3 milhões de pessoas, nos 37 749 colégios eleitorais habilitados em 169 municípios. Por ocasião da realização das eleições gerais, Fidel Castro conclamou, mais uma vez, o presidente George W. Bush a por fim ao embargo comercial a Cuba. O governo dos Estados Unidos, a União Europeia e opositores cubanos ao regime de Castro se referem às eleições cubanas como sendo um "exercício cosmético de democracia" que exclui a oposição do país e é completamente supervisionado pelo partido comunista cubano. E ativistas cubanos qualificaram as eleições como ilegítimas e inconstitucionais.
Fidel Castro renunciou à presidência em 19 de fevereiro de 2008 e seu irmão Raúl “encabeçou a uma lista única de candidatos apresentada à Assembleia, que ratificou a cédula e o elegeu” em 24 de fevereiro para sucedê-lo na Presidência de Cuba. O general já governava Cuba interinamente desde julho de 2006, devido aos problemas de saúde de Fidel, que culminaram em sua renúncia ao cargo.

### Forças armadas

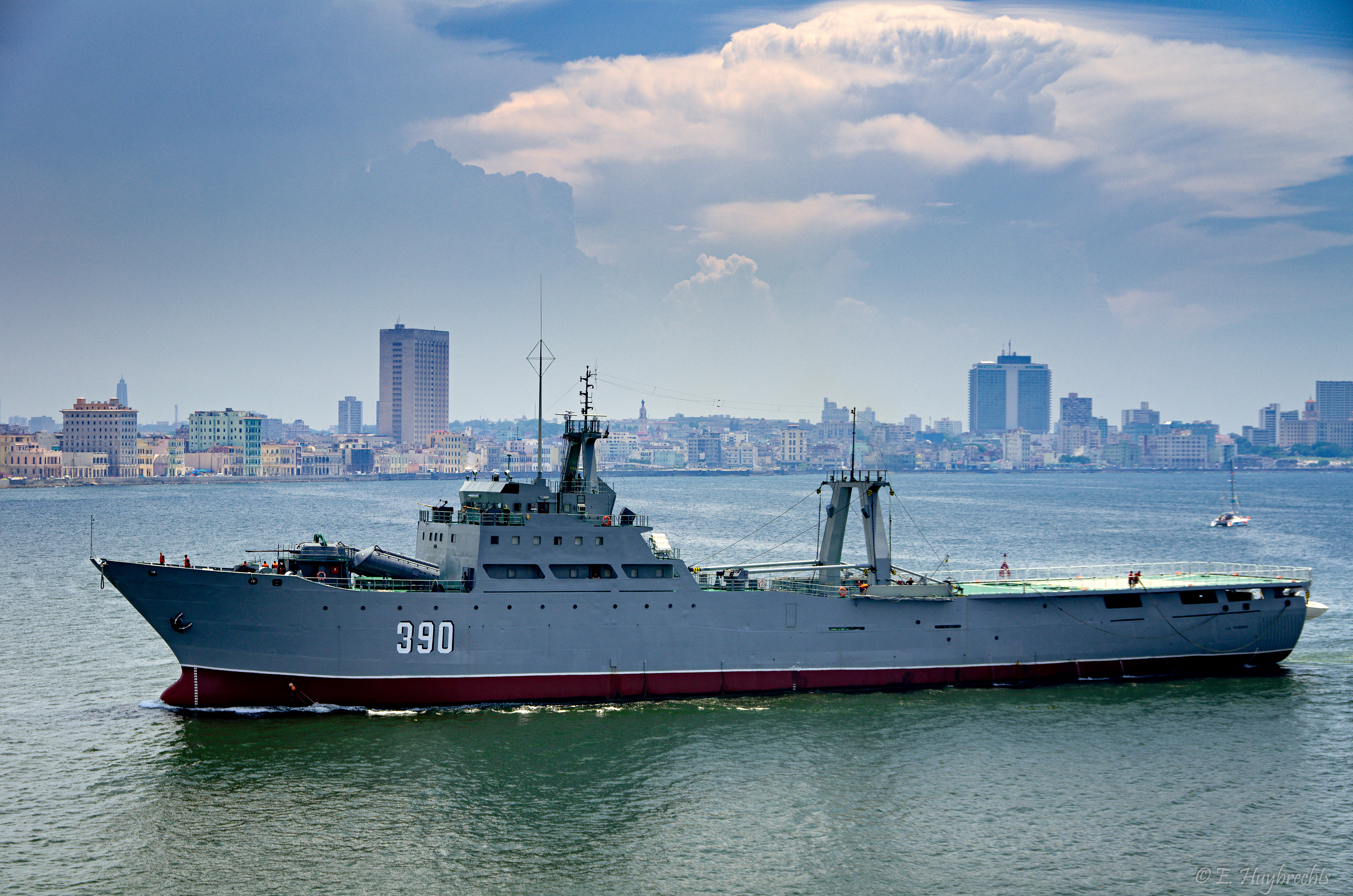
O navio Rio Damuji n° 390 da marinha cubana

Em 2018, Cuba gastou cerca de 91,8 milhões de dólares com suas forças armadas ou 2,9% de seu PIB. Em 1985, o governo cubano dedicava mais de 10% do PIB a gastos militares. Em resposta à agressão estadunidense, como a Invasão da Baía dos Porcos, Cuba construiu uma das maiores forças armadas da América Latina, perdendo apenas para as forças brasileiras.
De 1975 até o final dos anos 1980, a assistência militar soviética permitiu a Cuba atualizar suas capacidades militares. Após a perda dos subsídios soviéticos, Cuba reduziu o número de militares, de 235 mil em 1994 para cerca de 49 mil em 2021. Em 2017, Cuba assinou o Tratado sobre a Proibição das Armas Nucleares.

### Direitos humanos

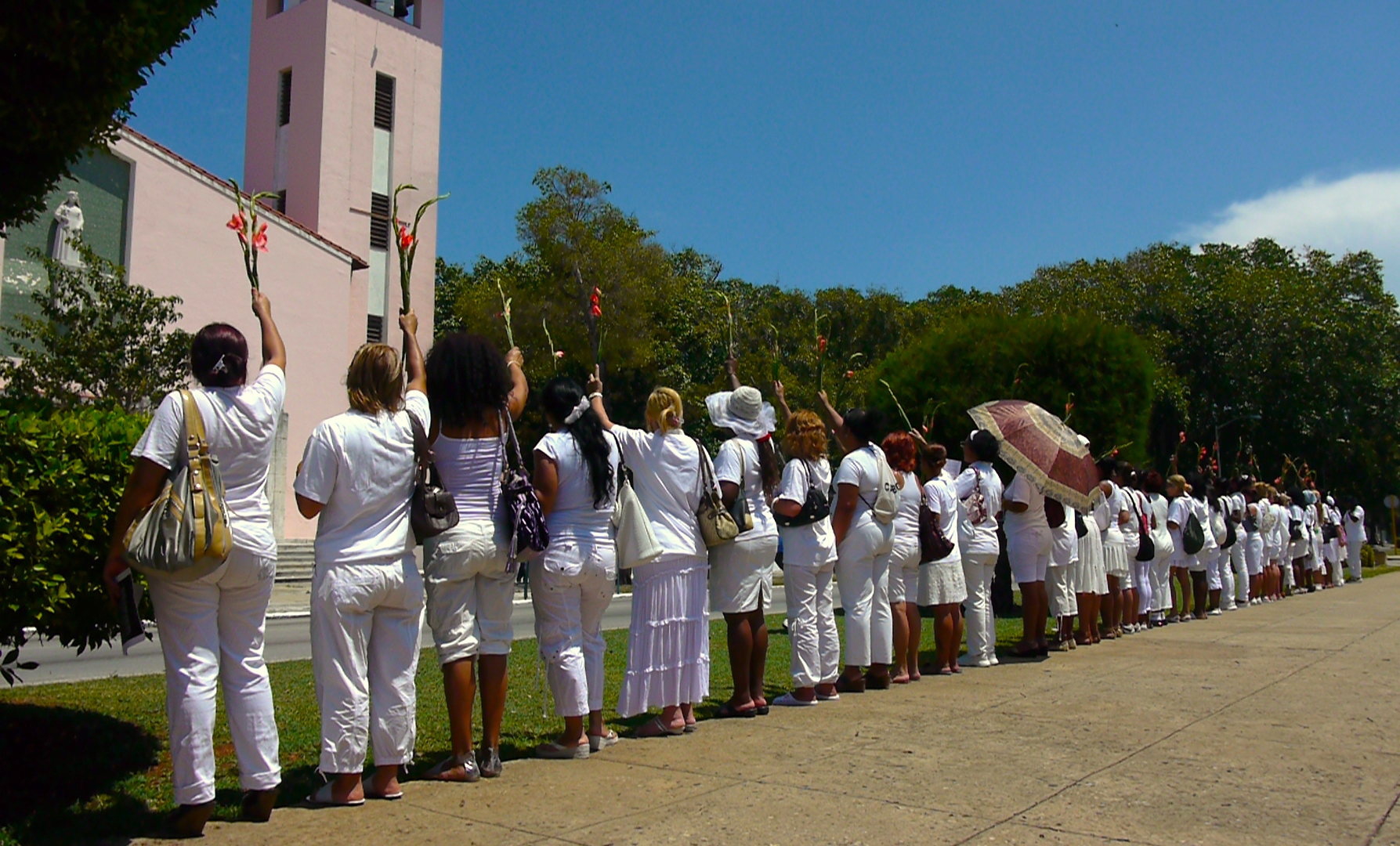
Manifestação das Damas de Branco em Havana em abril de 2012

Nos anos iniciais da Revolução, o governo cubano foi acusado de violações dos direitos humanos, incluindo detenções arbitrárias, julgamentos injustos e execuções (também conhecido como "El paredón").
Fidel, em 2010, admitiu que o governo perseguiu homossexuais nas décadas de 1960 e 1970, exonerando-os de cargos públicos, prendendo-os ou enviando-lhes a campos de trabalho forçado, afirmando que foram "momentos de muita injustiça". Em 1978 havia entre quinze e vinte mil presos políticos em Cuba, número que subiu para cerca de 112 mil em 1986. Na década de 1990, segundo a Human Rights Watch, o sistema prisional de Cuba era composto por cerca de 40 prisões de segurança máxima, trinta prisões de segurança mínima e mais de duzentos campos de trabalho. Em 2006, apesar de uma redução substancial, ainda havia, segundo a Anistia Internacional, entre 80 mil e 80,5 mil prisioneiros políticos na ilha, e, de acordo com esta, os dissidentes cubanos enfrentam detenção e prisão. Segundo a Human Rights Watch, em 2007, os presos políticos, juntamente com o resto da população prisional de Cuba, estão confinados a celas com condições precárias e insalubres. A Human Rights Watch acusou em 2008 o governo de "reprimir quase todas as formas de dissidência política" e que "aos cubanos são sistematicamente negados direitos fundamentais de livre expressão, associação, reunião, privacidade, movimento e devido processo legal". Esse número continuou a cair significativamente nos anos seguintes. Em 2007, era de 234 e, em 2008, era de 205. "O resultado óbvio é que segue a tendência, observada nos últimos vinte anos, da diminuição gradual de pessoas condenadas por motivações políticas", segundo a Comissão Cubana de Direitos Humanos, um grupo ilegal embora tolerado. Mas a comissão também chama a atenção para as mais de mil e quinhentas detenções rápidas, feitas de forma arbitrária. Cuba teve o segundo maior número de jornalistas presos em 2008, de acordo com o Committee to Protect Journalists (CPJ) e a Human Rights Watch.

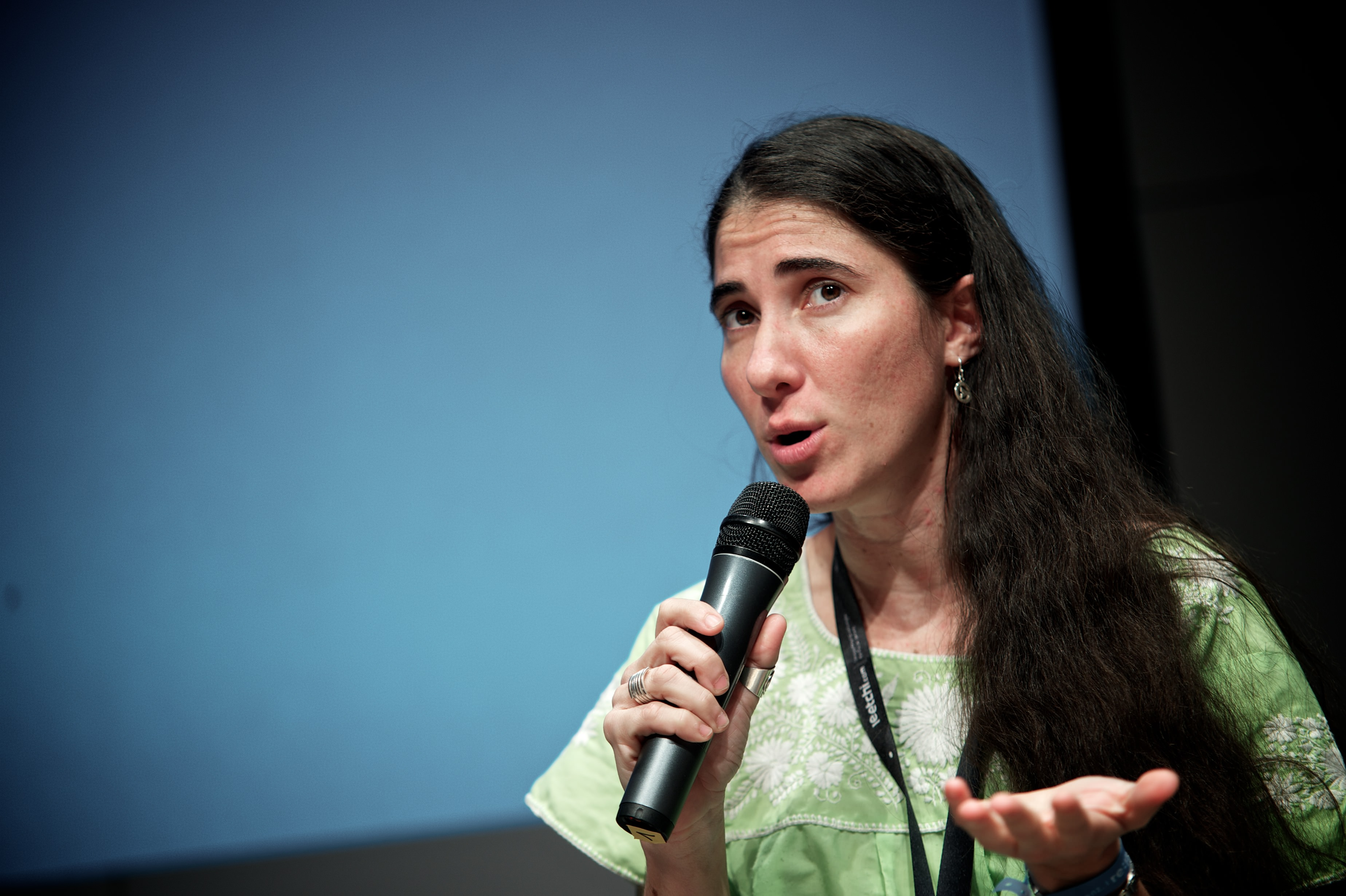
A jornalista Yoani Sánchez é uma proeminente crítica do governo cubano

Segundo Elías Carranza, diretor do Instituto Latinoamericano das Nações Unidas para a Prevenção do Delito e Tratamento do Delinquente, Cuba teria erradicado a exclusão social graças “a grandes conquistas na redução da criminalidade”. Trataria-se, em 2012, do “país mais seguro da região, enquanto que a situação em relação aos crimes e à falta de segurança no continente se deteriorou nas últimas três décadas com o aumento do número de mortes nas prisões e no exterior”. O governo se defende salientando o respeito, em Cuba, aos direitos à saúde e à educação, à liberdade religiosa e de associação. Além disso, acusa os Estados Unidos de limitar, com seu embargo econômico, os direitos humanos na ilha: "Cuba é um país onde nos últimos 50 anos não foi registrado um único desaparecido, torturado ou uma execução extrajudicial", disse, em 2009, o chanceler cubano Felipe Pérez Roque.

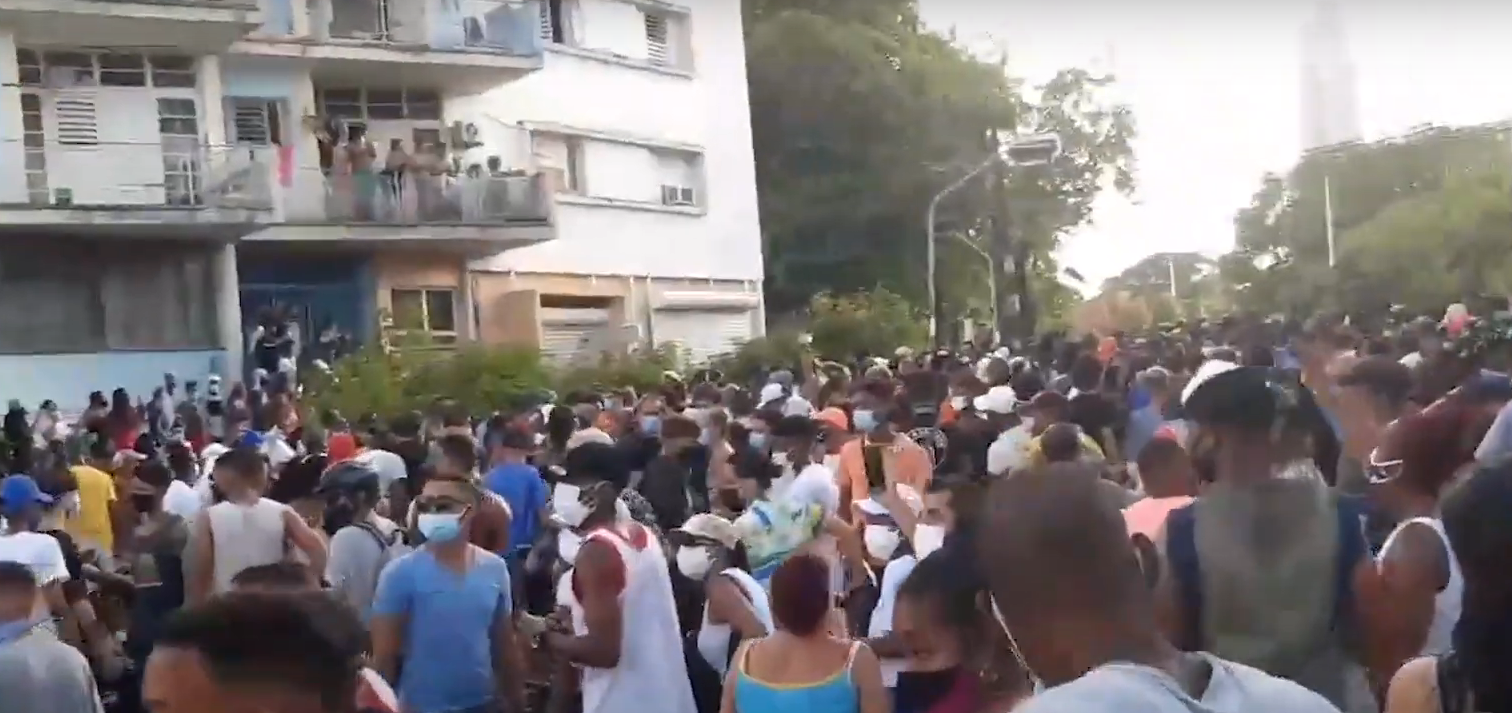
Manifestantes anti-governo em Havana durante os protestos de 2021

Em 2020, o MSI (Movimiento San Isidro), grupo dissidente cubano, declarou que a polícia invadiu a sua sede na capital, Havana, detendo membros em greve de fome por causa da prisão de um rapper. O grupo exige a libertação do rapper Denis Solís, que foi condenado após uma discussão com um agente da polícia. As autoridades cubanas disseram que a rusga foi realizada por violação sanitária, relacionada com o coronavírus. O site jornalístico cubadebate afirma que o rapper está associado a grupos terroristas nos Estados Unidos, tendo admitido o fato em vídeo.
A crise econômica e a pandemia de COVID-19 motivaram protestos no país em Julho de 2021, sob o lema Patria y Vida. Estas manifestações contra o governo cubano, vem sendo apontadas como as maiores desde o Maleconazo de agosto de 1994.
De acordo com o Repórteres sem Fronteiras, o direito de utilizar a internet é monitorado e só é concedido a quem contrata os serviços do governo cubano.

### Relações internacionais

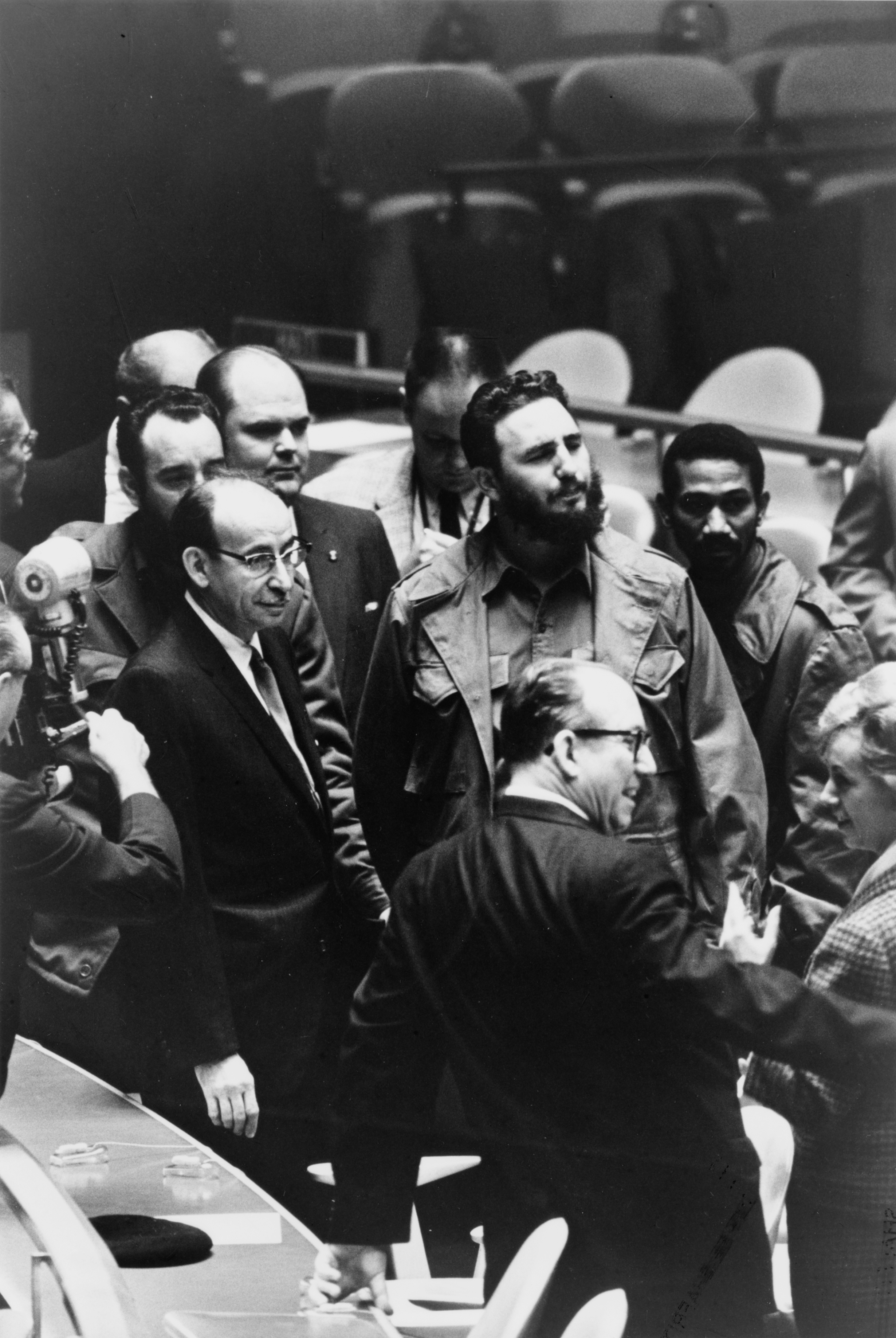
Fidel Castro na Assembleia Geral da ONU, em 22 de setembro de 1960.

A política dos Estados Unidos para Cuba está permeada por grandes conflitos de interesses que remontam ao governo de Thomas Jefferson, na primeira década do século XIX. As relações conflituosas aprofundaram-se com a Revolução Cubana de 1959, em que os revolucionários encabeçados por Fidel Castro Ruz promoveram reformas estatais de cunho socialista que desagradavam os Estados Unidos naquele contexto da Guerra Fria.
Eu tinha a maior vontade de entender-me com os Estados Unidos. Até fui lá, falei, expliquei nossos objetivos. (...) Mas os bombardeios, por aviões americanos, de nossas fazendas açucareiras, das nossas cidades; as ameaças de invasão por tropas mercenárias e a ameaça de sanções econômicas constituem agressões à nossa soberania nacional, ao nosso povo”. Fidel Castro, a Louis Wiznitzer, enviado especial do GLOBO a Havana, em entrevista publicada em 24 de março de 1960.
Para se defender, Fidel buscou apoio do líder soviético na época, Nikita Khrushchov, com quem iniciou conversações em 6 de fevereiro de 1960, estabelecendo relações diplomáticas formais com a União Soviética em 8 de maio desse ano. A União Soviética se comprometeu a adquirir cinco milhões de toneladas de açúcar produzidas em Cuba, a facilitar a aquisição de petróleo e cereais, prover crédito e passou a dar cobertura militar à defesa da ilha. Por outro lado, em 17 de março de 1960, o presidente Dwight Eisenhower aprovou oficialmente, e divulgou publicamente, um "plano anti-Castro", criando embargos comerciais ao livre comércio do açúcar cubano, e à sua importação de petróleo e armamentos, e lançou uma propaganda antiCastro. O plano de Eisenhower incluía incentivos para os exilados cubanos de Miami tentarem derrubar Castro através de ações terroristas. Na sua campanha presidencial Kennedy acusou as políticas de Nixon e Eisenhower de "negligência e indiferença", e de terem colaborado para que Cuba entrasse na cortina de ferro.
Desde a Revolução Cubana de 1959, o governo cubano tem protestado consistentemente contra a presença dos Estados Unidos em solo cubano através da Base Naval da Baía de Guantánamo, argumentando que a base "foi imposta a Cuba pela força" e é ilegal segundo o direito internacional.

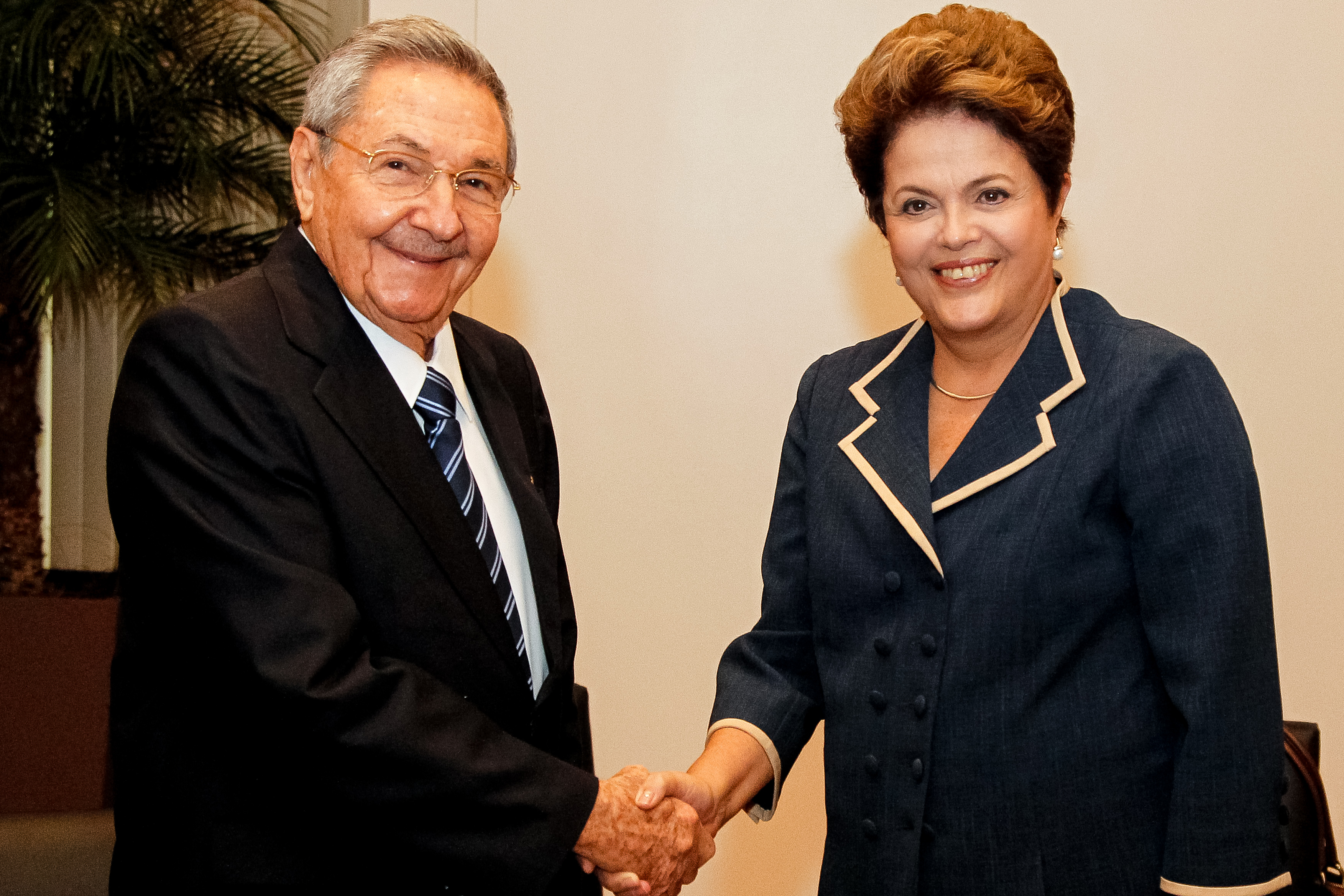
Raúl Castro em um encontro com Dilma Rousseff, a ex-presidente do Brasil, em junho de 2012

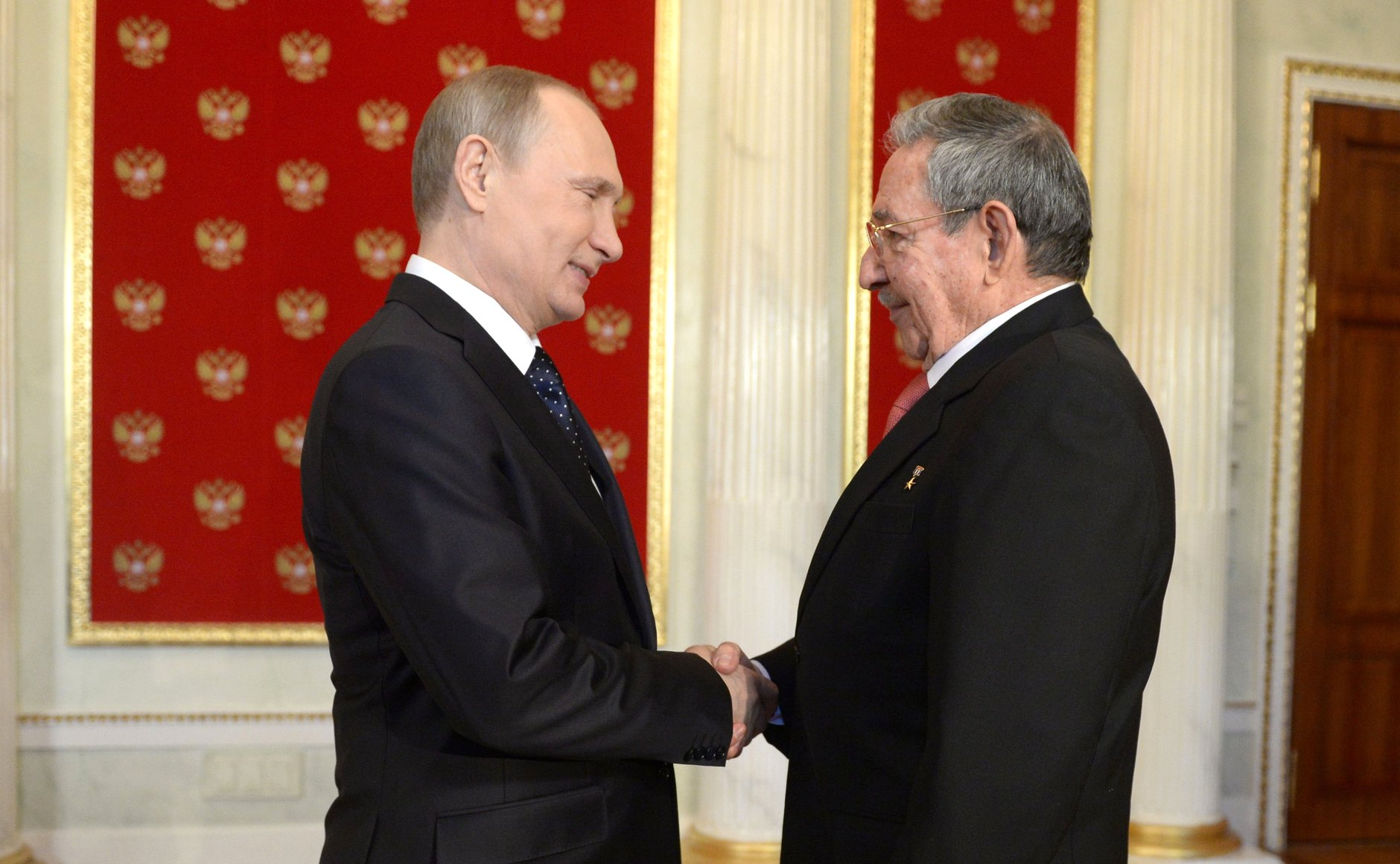
O presidente russo Vladimir Putin e Raúl Castro durante encontro em setembro de 2015

A política internacional de Cuba deixou de ser ambiciosa e passou a ter baixo porte como resultado das dificuldades econômicas enfrentadas pelo país após o colapso do bloco soviético. Sem os maciços subsídios do seu então principal parceiro comercial, a União Soviética, Cuba foi relativamente isolada na década de 1990, mas desde então entrou em um processo de cooperação bilateral com vários países sul-americanos, principalmente Venezuela e Bolívia. Os Estados Unidos continuaram até 2015 com o embargo, declarando que continuará "enquanto o país continuar se recusando a se mover em direção à democratização e ao maior respeito pelos direitos humanos", enquanto a União Europeia, em 2004, acusava Cuba de "contínua violação flagrante dos direitos humanos e das liberdades fundamentais". Cuba tem desenvolvido uma relação crescente com a República Popular da China e a Rússia. Ao todo, Cuba continua a ter relações formais com 160 nações e fornece os trabalhadores civis de assistência — principalmente médicos — para dezenas de países.
Cuba é hoje um país líder no Conselho de Direitos Humanos das Nações Unidas, é membro fundador da organização antiamericana conhecida como Aliança Bolivariana para as Américas, um membro da Associação Latino-Americana de Integração e da Organização das Nações Unidas. Além dos quais, o país é um membro do Movimento dos Países Não Alinhados e organizou a sua cúpula em setembro de 2006. Como membro da Associação dos Estados do Caribe (AEC), Cuba foi reconduzida como presidente da comissão especial sobre questões de transporte para a região do Caribe. Desde 2004, vários líderes da América do Sul têm tentado fazer de Cuba seja membro pleno ou associado do bloco comercial sul-americano, conhecido como Mercosul.
Extintas desde 1961, em 17 de dezembro de 2014 o presidente dos Estados Unidos Barack Obama e o presidente de Cuba Raúl Castro anunciaram o restabelecimento total das relações diplomáticas entre os dois países, assim como a reabertura da embaixada norte-americana em Havana e uma considerável diminuição no embargo econômico feito à ilha, assim como uma maior facilidade para viagens de negócios e transações econômicas, comerciais e financeiras entre cidadãos e empresas dos dois países. O acordo foi anunciado após 18 meses de conversações secretas entre os dois governos, com a mediação de Sua Santidade o Papa Francisco. Estados Unidos e Cuba restauraram formalmente relações diplomáticas em 20 de julho de 2015.

## Subdivisões
Cuba está dividida em quinze províncias com 169 municípios, além de um município especial (a Isla de la Juventud).
| Ilha de Cuba | |
| 1. Pinar del Río - Capital: Pinar del Río 2. Artemisa - Capital: Artemisa 3. Cidade de Havana - Capital: Havana 4. Mayabeque - Capital: San José de las Lajas 5. Matanzas - Capital: Matanzas 6. Cienfuegos - Capital: Cienfuegos 7. Villa Clara - Capital: Santa Clara 8. Sancti Spíritus - Capital: Sancti Spíritus | 1. Ciego de Ávila - Capital: Ciego de Ávila 2. Camagüey - Capital: Camagüey 3. Las Tunas - Capital: Victoria de Las Tunas 4. Granma - Capital: Bayamo 5. Holguín - Capital: Holguín 6. Santiago de Cuba - Capital: Santiago de Cuba 7. Guantánamo - Capital: Guantánamo 8. Isla de la Juventud (Ilha da Juventude) - Capital: Nueva Gerona |

## Economia

Exportações de Cuba em 2019

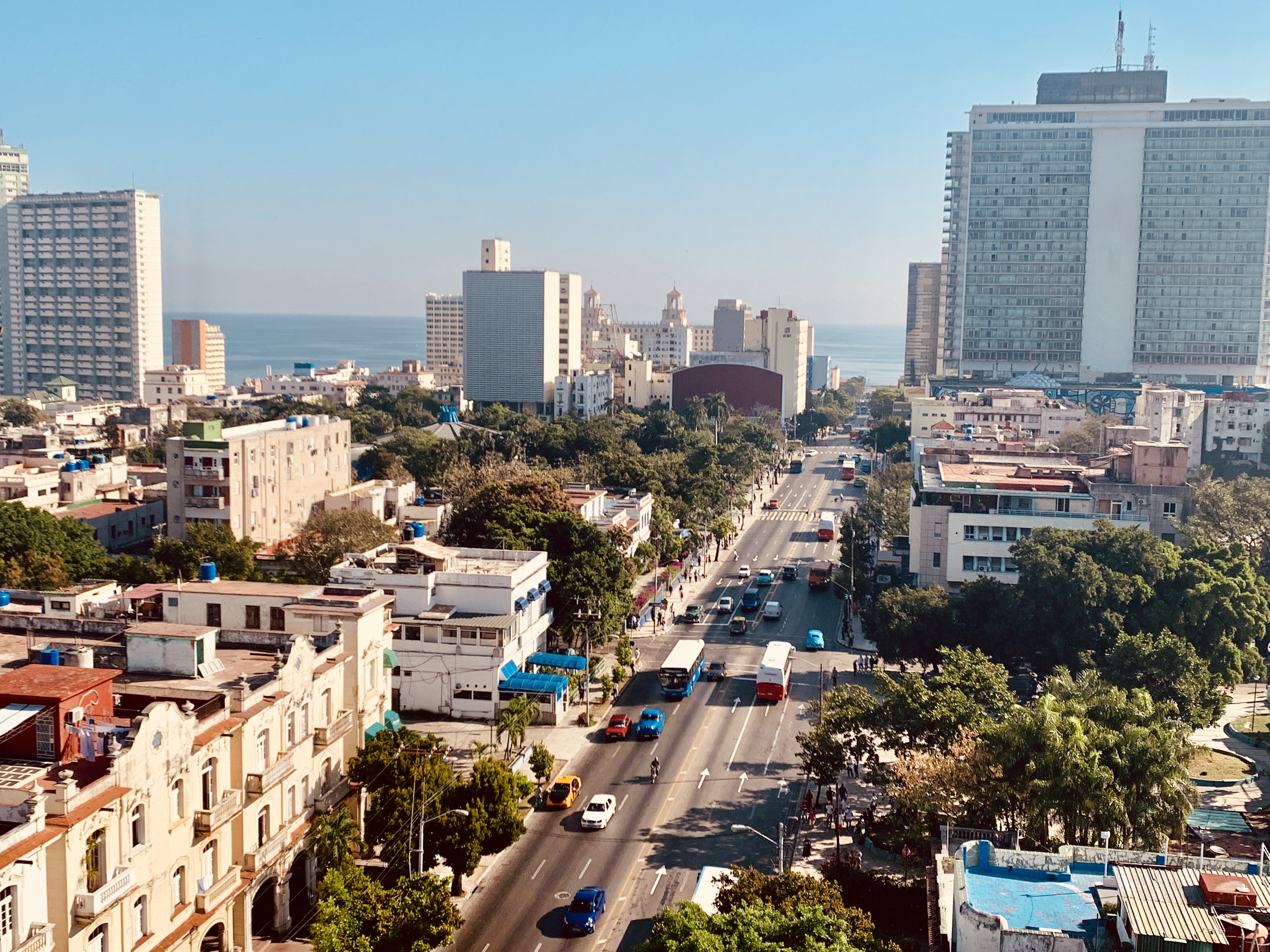
Avenida 23 (La Rampa) em Vedado, Havana

Em 2018, o Banco Mundial listou a indústria cubana como a 66ª mais valiosa do mundo (13 bilhões de dólares). A economia de Cuba ainda hoje sofre as consequências do embargo comercial imposto pelos Estados Unidos desde 1962. Quase seis décadas de embargo pelos Estados Unidos causaram danos quantificáveis em mais de 922,6 bilhões de dólares na economia cubana.
Na agricultura, Cuba produziu, em 2018, 8,7 milhões de toneladas de cana-de-açúcar (entre o 21 e o 25º maior produtor mundial); 950 mil toneladas de banana; 795 mil toneladas de mandioca; 752 mil toneladas de legume; 555 mil toneladas de batata doce; 480 mil toneladas de tomate; 382 mil toneladas de manga; 377 mil toneladas de arroz; 307 mil toneladas de milho; 206 mil toneladas de yautia; 184 mil toneladas de mamão; 169 mil toneladas de feijão; 129 mil toneladas de batata; 27 mil toneladas de tabaco; além de outras produções de outros produtos agrícolas.
Os charutos cubanos são considerados, historicamente, como um dos melhores do mundo e são sinônimos da cultura da ilha e contribuem com quase um quarto do valor de todas as importações do país. O enchimento, o aglutinante e a embalagem podem vir de diferentes áreas da ilha, embora muito seja produzido na província de Pinar del Rio, nas regiões de Vuelta Abajo e Semi Vuelta, bem como em fazendas na região de Viñales. Toda a produção de charutos em Cuba é controlada pela estatal Cubatabaco. O charuto cubano também é conhecido como "El Habano". Cubatabaco e Habanos SA (detida em partes iguais pelo Estado cubano e pela Altadis, uma empresa privada com sede na Espanha) fazem todo o trabalho relacionado aos charutos cubanos, incluindo fabricação, controle de qualidade, promoção, distribuição e exportação. A Habanos SA lida com exportação e a distribuição, em grande parte por meio de seu parceiro europeu Altadis.
Na pecuária, Cuba produziu, em 2019, 234 mil toneladas de carne de porco, 438 milhões de litros de leite de vaca, 81 mil toneladas de carne bovina, 24 mil toneladas de carne de frango, entre outros. A pecuária do país é bastante reduzida. Na mineração, o país era o 5º maior produtor mundial de cobalto e o 10º maior produtor mundial de níquel em 2019.

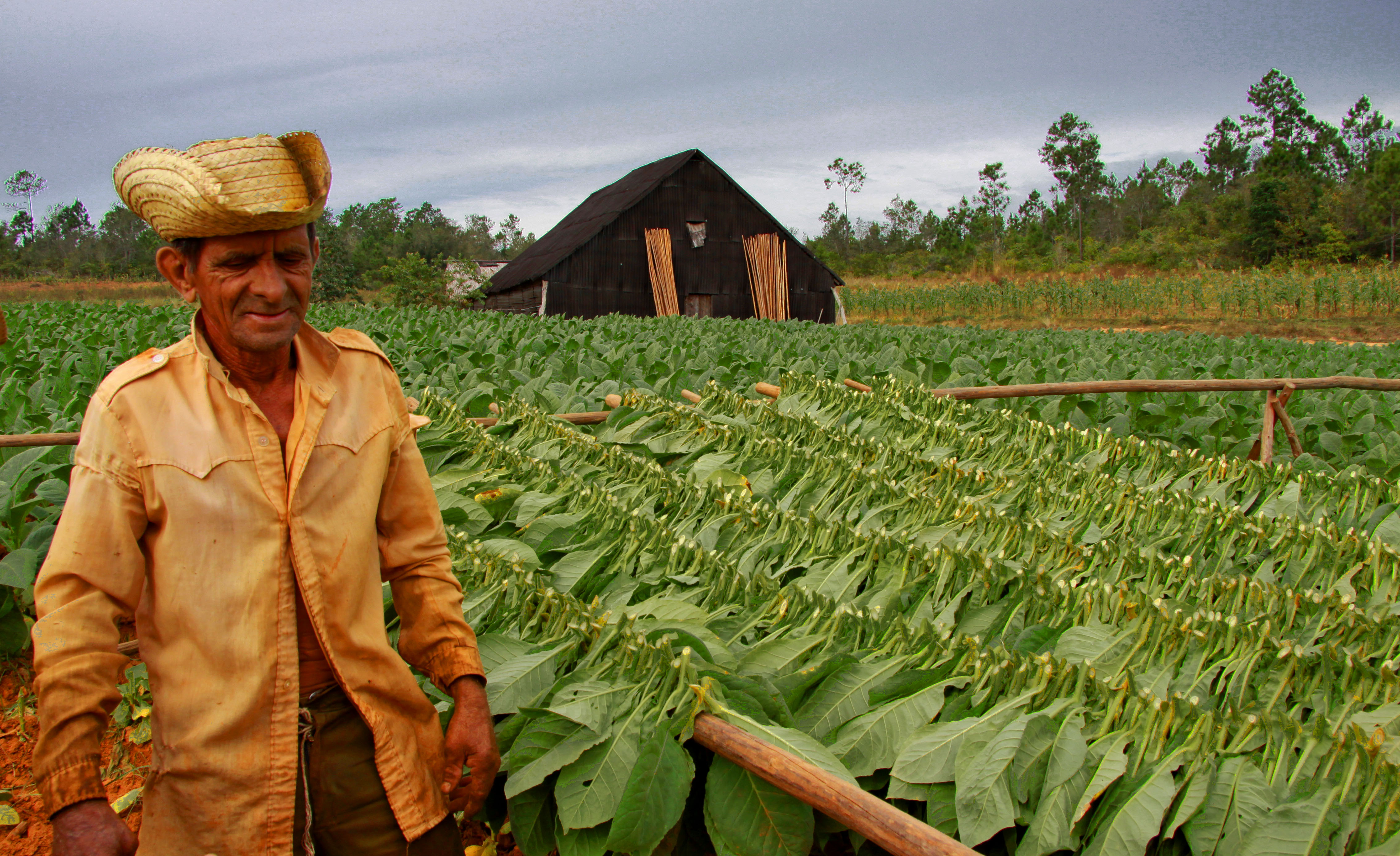
Uma plantação de tabaco no Vale de Viñales

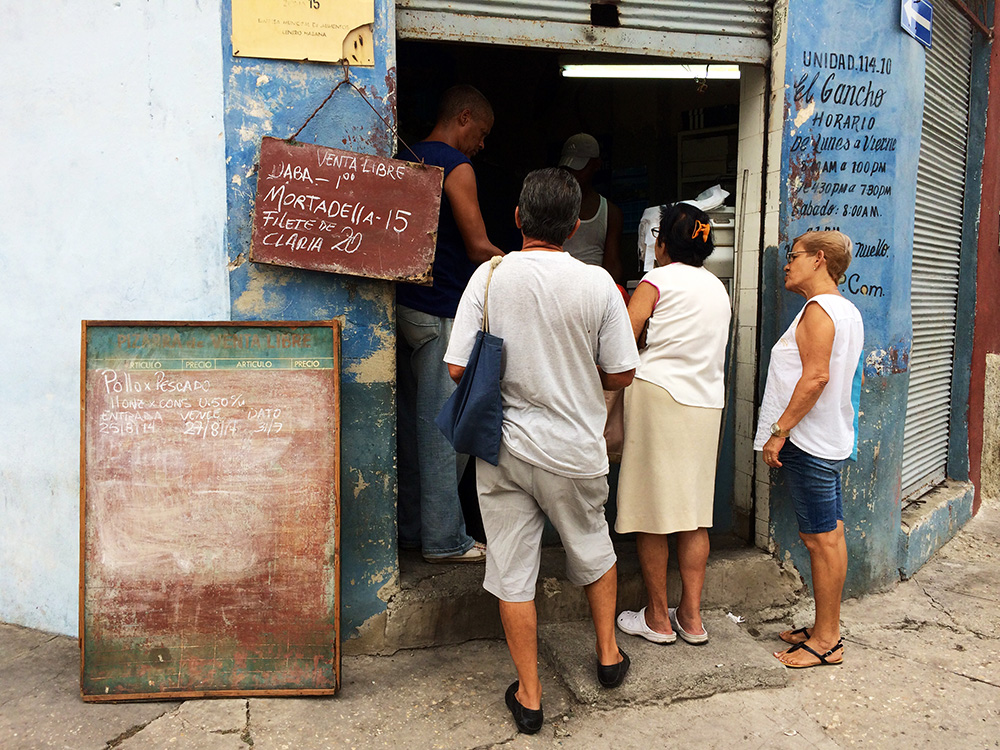
Loja libreta, um sistema racionado para compra de alimentos

De 1994 até 2021, Cuba teve duas moedas oficiais: o peso nacional (ou CUP) e o peso conversível (ou CUC, muitas vezes chamado de "dólar" na língua falada). Em janeiro de 2021, entretanto, um tão esperado processo de unificação da moeda começou, com os cidadãos cubanos tendo seis meses para trocar seus CUCs restantes a uma taxa de um para cada 24 CUPs.
Em 2004, o índice de pobreza era o sexto menor em 2004 dentre os 102 países em desenvolvimento pesquisados (de acordo com o Programa das Nações Unidas para o Desenvolvimento) e Cuba está entre os 83 países do mundo que ostentam um alto Índice de Desenvolvimento Humano (acima de 0,800): em 2007, o índice de desenvolvimento humano de Cuba foi 0,863 (51º lugar; 44º, se ajustado pelo produto nacional bruto).
Em 2012, o crescimento econômico de Cuba, segundo as últimas estimativas da Agência Central de Inteligência dos Estados Unidos, foi de 3,1 por cento (estimativa), um pouco melhor que os 2,8 por cento conseguido em 2011. Cuba apresenta um défice na sua balança comercial, importando mais do dobro do que exporta. A produção industrial cresceu 6,6 por cento em 2012 pela estimativa da Agência Central de Inteligência dos Estados Unidos. A renda per capita dos cubanos atingiu 10 200 dólares estadunidenses em 2011: a 117a na colocação mundial.
O embargo comercial imposto a Cuba pelos Estados Unidos, desde 1962, dificulta enormemente a expansão do comércio exterior cubano. Mas Cuba tem conseguido atrair alguns investimentos estrangeiros, cerca de metade deles feitos pela União Europeia; grandes investimentos têm sido feitos nas áreas de turismo, energia e telecomunicações. Em meados de 2007, o presidente em exercício, Raul Castro, anunciou novas medidas para incentivar os investimentos estrangeiros em Cuba.
O governo cubano tem criado novas leis e aumentado a fiscalização objetivando regulamentar a criação de novos negócios particulares. Em 2012, 27,7 por cento do produto interno bruto de Cuba foi gerado por negócios particulares. As atividades que podem ser realizadas por particulares são oficinas, pequenos negócios, e prestação de alguns serviços. Seu produto interno bruto anual é de 72 bilhões de dólares estadunidenses (2012).

### Turismo

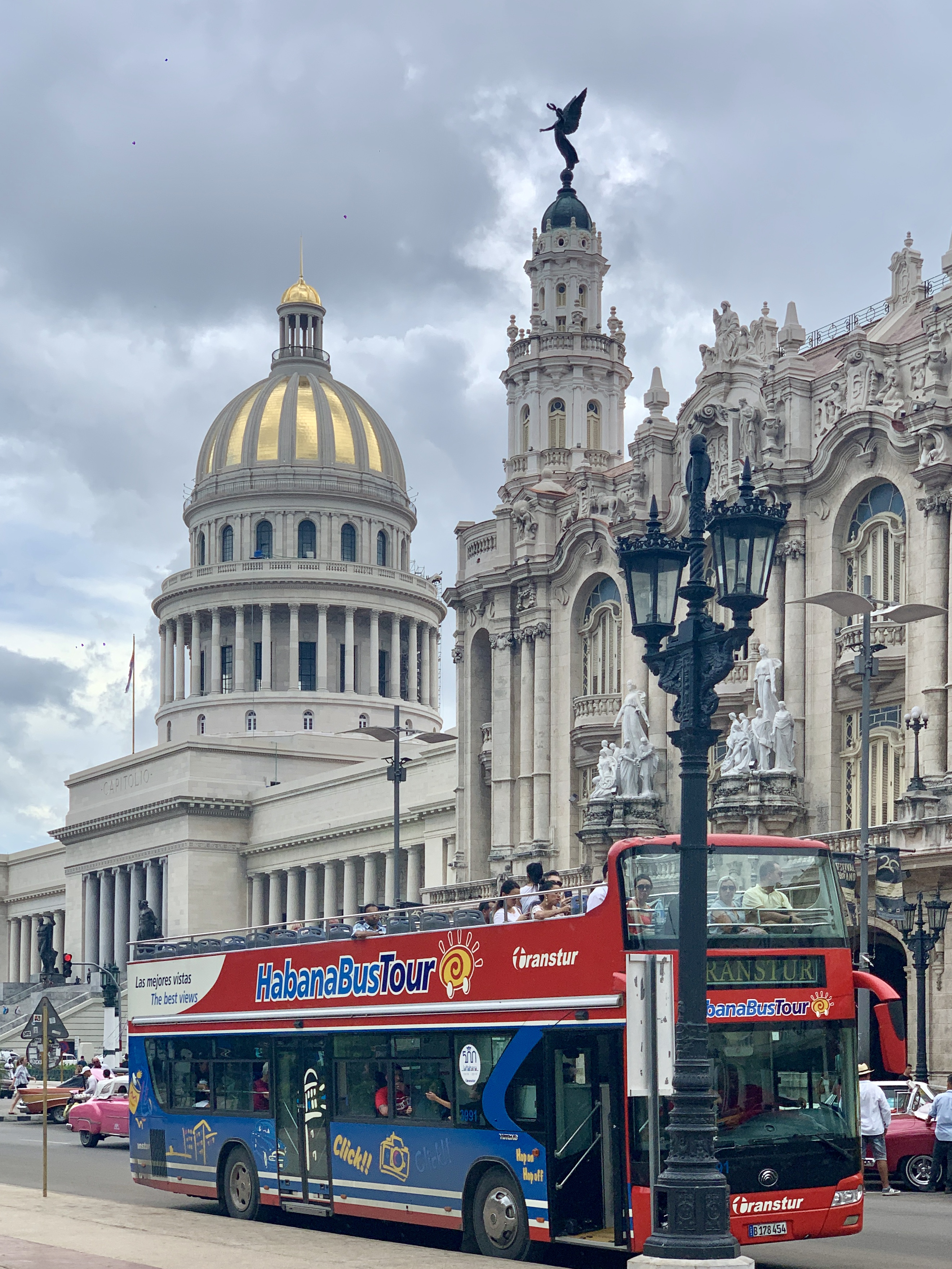
Um ônibus panorâmico com o Capitólio ao fundo, no Centro Histórico de Havana

Em 2018, Cuba foi o 50º país mais visitado do mundo, com 4,6 milhões de turistas internacionais. As receitas do turismo, neste ano, foram de US$ 2,9 bilhões. Em 2003, Cuba recebeu 1,9 milhões de turistas, que geraram 2 bilhões de dólares estadunidenses em receitas. Em 2005, Cuba recebeu seu recorde de 2,3 milhões de turistas, o que representou um incremento de 13,2 por cento em relação a 2004. Em 2006, a receita com turismo bateu o recorde, atingindo 2,4 bilhões de dólares estadunidenses, mas houve uma pequena queda no número de visitantes, que somaram 2,2 milhões.
Em 2007, o Ministro do Turismo, Manuel Marrero, divulgou uma série de medidas tomadas para tornar o turismo cubano mais competitivo no Caribe. Em 2019, a praia de Varadero foi considerada como uma das melhores praias do mundo no TripAdvisor de 2019, ficando em segundo lugar na classificação.
O turismo de massa foi uma das formas encontradas para se contornar a crise econômica, e, hoje, é a principal fonte de divisas para o país. Estimativas feitas pela Organização Mundial de Turismo indicam que, caso tivesse sido levantado o embargo norte-americano, em 2007 cerca de 4 milhões de turistas poderiam ter visitado Cuba, representando uma fatia de mercado de 15,9 por cento do turismo na região do Caribe.
A indústria do turismo gera uma receita direta de 7,5 bilhões de dólares. A atividade turística já dá emprego a cerca de 268 mil cubanos, sendo 138 mil em empregos diretos (dos quais cerca de 20 por cento de nível universitário), e 130 mil indiretos.

## Infraestrutura

### Energia elétrica

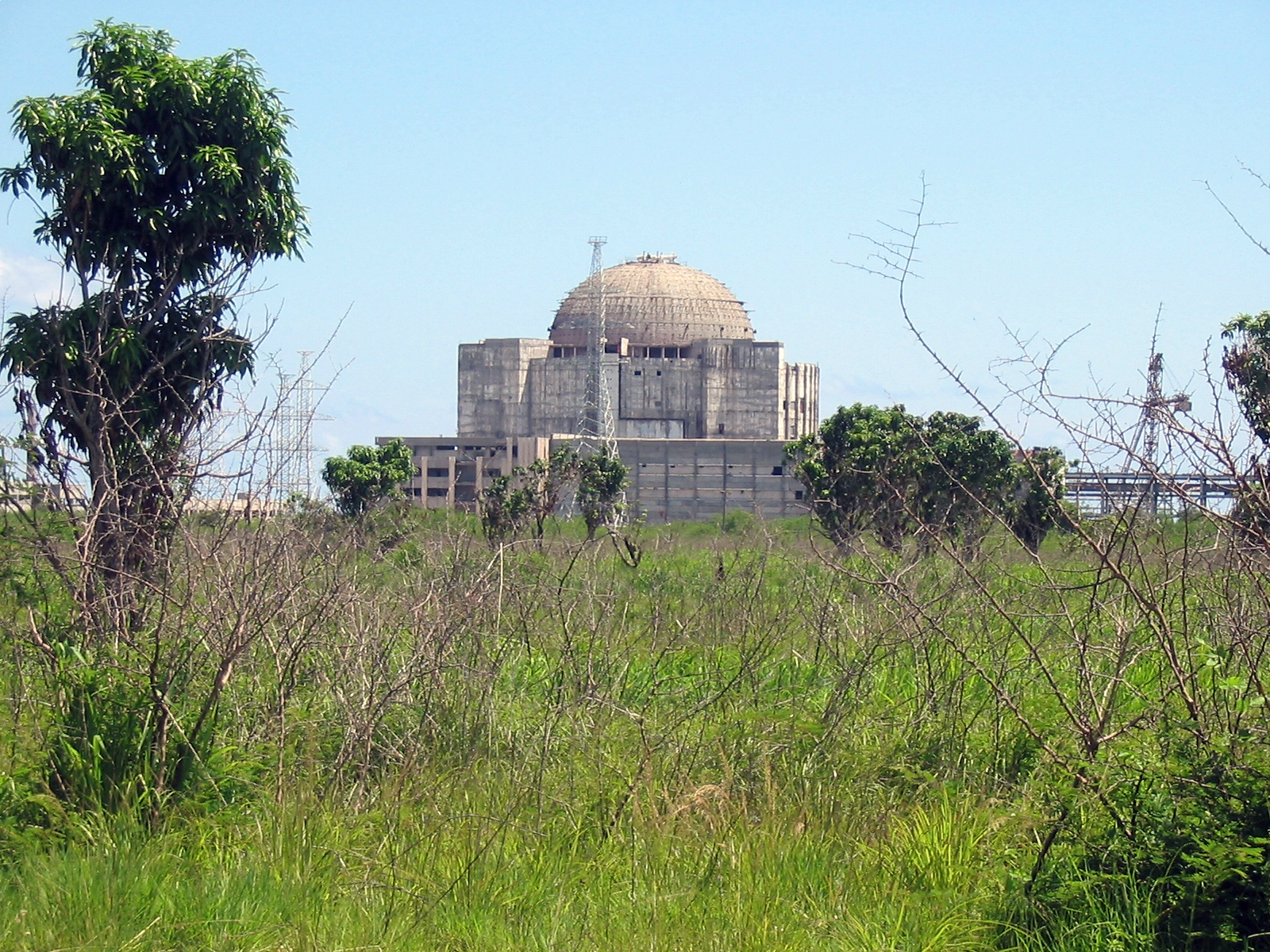
Prédio da antiga Central Nuclear Juragua, cuja construção era financiada pela União Soviética

Com o agravaento crise econômica iniciada em 1989, no que ficou conhecido em Cuba como Período Especial, o país passou a sofrer muito com a falta crônica de eletricidade, devido à insuficiência de recursos financeiros do estado cubano para modernizar e ampliar as suas termoelétricas e suas linhas de transmissão, carentes de expansão para atender ao crescimento da demanda de energia elétrica, que aumenta, em média, 7% ao ano. Os chamados apagões chegaram a durar 16 horas, e foram uma constante na vida do povo cubano. A partir da posse de Hugo Chavez na Presidência da Venezuela em 1999 houve uma aproximação política entre os dois países e em 2000 foram assinados diversos acordos, entre os quais um acordo para fornecimento de petróleo.  Não obstante, no início de 2007 o governo cubano pôs em operação 4.158 novos geradores a diesel, que custaram 800 milhões de dólares e têm capacidade total de gerar 711 811 kW, como uma medida emergencial para reduzir os apagões. Diante das dificuldades na geração de energia o governo cubano contratou em 2022 navios-usina da empresa turca Karadeniz.
Nas energias não-renováveis, em 2020, o país era o 53º maior produtor de petróleo do mundo, extraindo 41 mil barris/dia. Em 2011, o país consumia 150 mil barris/dia (64º maior consumidor do mundo). O país foi o 37º maior importador de petróleo do mundo em 2013 (160 mil barris/dia). Em 2016, Cuba era o 62º maior produtor mundial de gás natural, 1,1 bilhões de m3 ao ano. Em 2016 o país era o 87º maior consumidor de gás (1,1 bilhões de m3 ao ano). O país não produz carvão. Nas energias renováveis, em 2020, Cuba não produzia energia eólica. Muitos dos seus habitantes têm instalado painéis solares em suas residências e estabelecimentos comerciais e o Governo pretende construir diveros parques de energia solar até 2030  Cuba conta com um parque de energia solar de 62MW instalado junto ao Porto de Mariel.

### Transportes

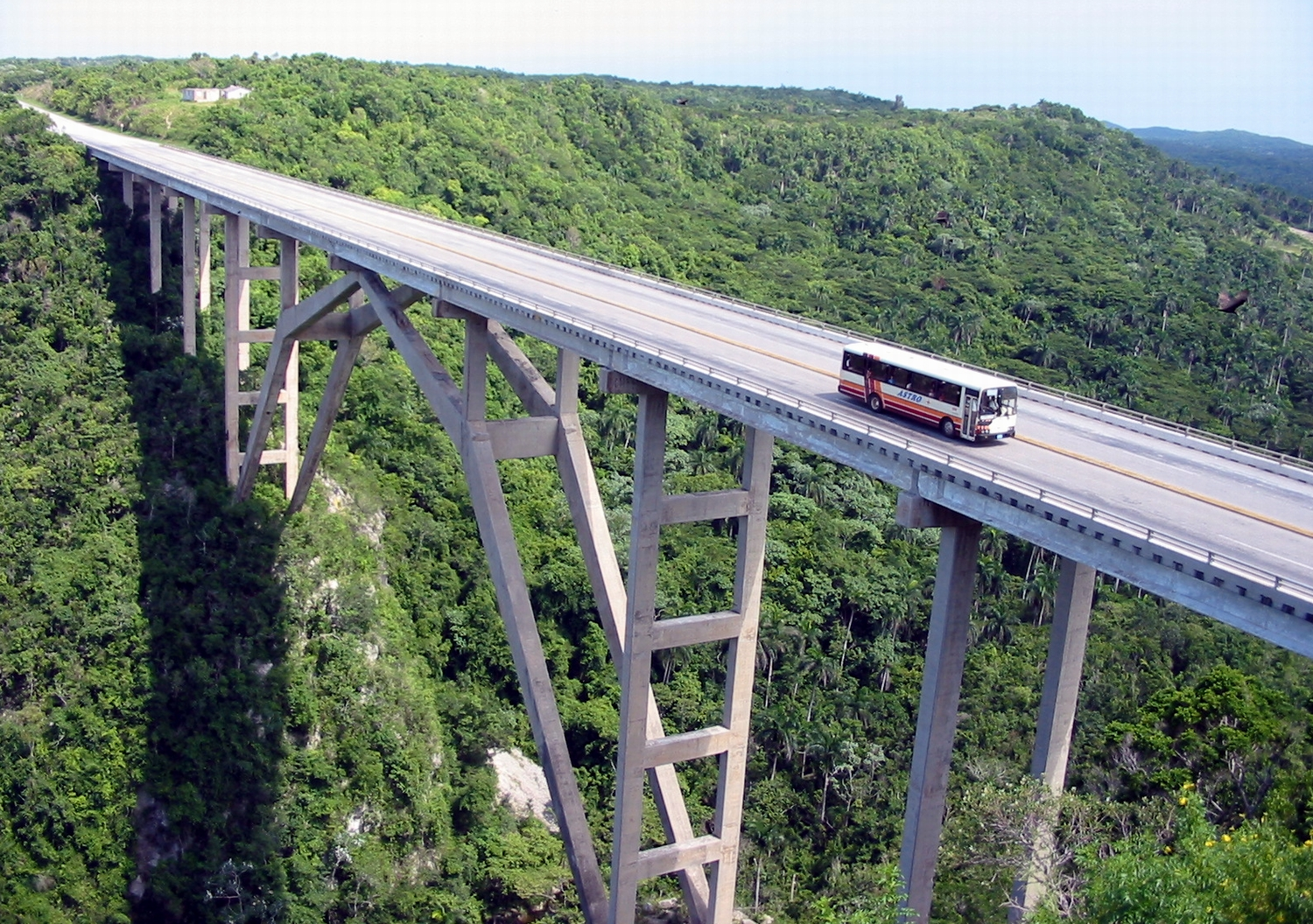
Ponte em um trecho da Vía Blanca, rodovia que conecta Havana com Matanzas

Cuba possui 20 mil km de vias pavimentadas, incluindo 915 km de oito vias expressas gratuitas chamadas de autopistas, sete delas centralizadas na cidade de Havana e conectadas entre si pelo anel viário de Havana, com exceção da rodovia para Mariel. A faixa de rodagem é dividida e as faixas em cada direção vão de duas a quatro. O limite máximo de velocidade é 100 km/h.
O país possui 133 aeroportos, sendo que 64 deles têm pistas de pouso pavimentadas. O Aeroporto Internacional José Martí, em Havana, é um hub para as empresas Cubana de Aviación e Aerogaviota, além de ter sido o antigo hub na América Latina para a companhia aérea soviética (posteriormente russa) Aeroflot.
Cuba tem uma rede de 8 367 km de ferrovias. Os sistemas de metrô não estão presentes na ilha, embora uma rede ferroviária suburbana exista em Havana. Os bondes urbanos estiveram em operação entre 1858 e 1954, inicialmente como sistemas puxados por cavalos. No início do século XX, bondes elétricos ou bondes movidos a bateria de armazenamento foram introduzidos em sete cidades.
A ilha tem 240 km de hidrovias e seus principais portos estão localizados nas cidades de Antilla, Cienfuegos, Guantánamo, Havana, Matanzas, Mariel, Nuevitas e Santiago de Cuba.

### Educação

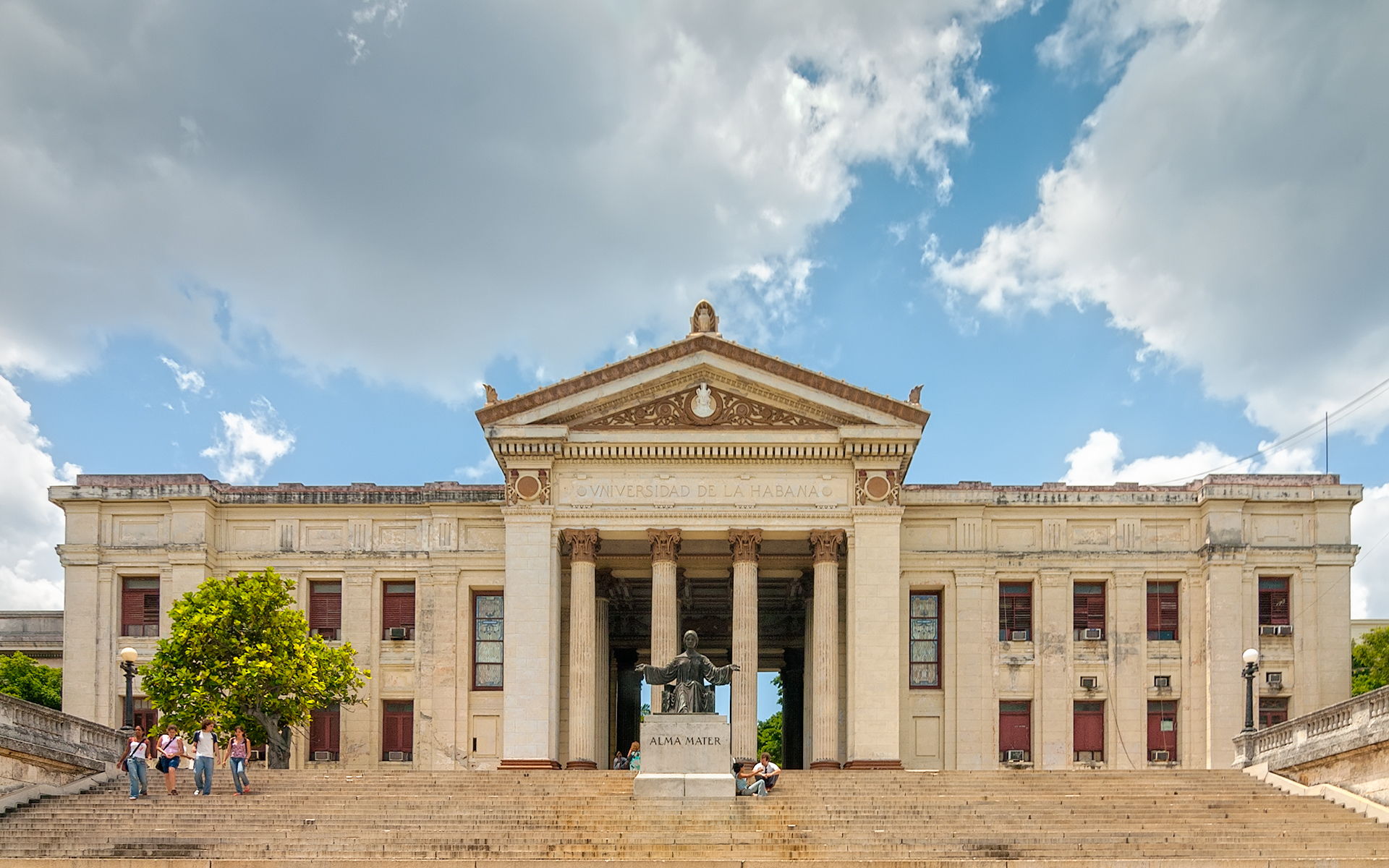
Universidade de Havana, fundada em 1728.

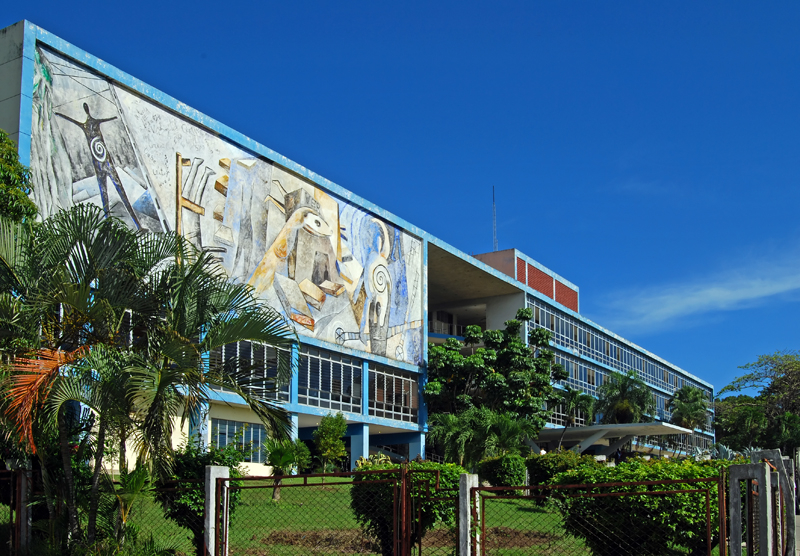
Reitoria da Universidade do Oriente em Santiago de Cuba

O sistema educacional cubano é supervisionado e administrado pelo Ministério da Educação e pelo Ministério da Educação Superior. A educação é controlada pelo Estado e é obrigatória até o 9º ano. A Constituição de Cuba determina que os ensinos fundamental, médio e superior devem ser gratuitos a todos os cidadãos cubanos. O ensino fundamental tem a duração de seis anos, o ensino médio é dividido em ensino básico e pré-universitário. Ao alcançar a independência, os governos subsequentes promoveram a educação em Cuba. Apesar de este setor nunca ter usufruído de amplos recursos, foi estabelecido um sistema de ensino básico público, gratuito e obrigatório. Com isso, Cuba alcançou níveis de educação satisfatórios quando comparada aos demais países latino-americanos.
Em 1958, antes do triunfo da revolução, 23,6% da população cubana era analfabeta e, entre a população rural, os analfabetos eram 41,7%. Em 1961 se realiza uma campanha nacional para alfabetizar a população e Cuba torna-se o primeiro país do mundo a erradicar o analfabetismo (Segundo dados do próprio governo). Hoje não há mais analfabetos em Cuba. Segundo dados de 2015 do The World Factbook, publicado pela CIA, 99,8% da população cubana acima de 15 anos sabe ler e escrever, com a maior proporção dando-se entre homens (99,9%) do que entre mulheres (99,8%). Cuba destina, atualmente, cerca de 12,8% de seu Produto Interno Bruto (PIB) para gastos e investimentos em educação, a maior destinação entre os países do mundo. A expectativa de vida escolar, do ensino primário ao superior, era de 14 anos de estudos em 2018.
De acordo com os resultados obtidos nos testes de avaliação de estudantes latino-americanos, conduzidos pelo painel da Unesco, Cuba lidera, por larga margem de vantagem, nos resultados obtidos pelas terceiras e quartas séries em matemática e compreensão de linguagem. "Mesmo os integrantes do quartil mais baixo dentre os estudantes cubanos se desempenharam acima da média regional", disse o painel. O ensino superior é fornecido por universidades, institutos superiores, institutos pedagógicos superiores e institutos politécnicos superiores. O Ministério de Educação Superior de Cuba opera um programa de educação à distância que oferece cursos regulares à tarde e à noite em áreas rurais para trabalhadores agrícolas. A educação tem uma forte ênfase política e ideológica e espera-se que os alunos que progridem para o ensino superior tenham um compromisso com os objetivos do Estado cubano. Cuba oferece educação subsidiada pelo estado a um número limitado de estrangeiros na Escola Latino-Americana de Medicina. De acordo com o Webometrics Ranking of World Universities, as melhores universidades do país são a Universidade de Havana (1 680ª a nível mundial), o Instituto Superior Politécnico José Antonio Echeverría (2 893ª) e a Universidade do Oriente (3 831ª).

### Saúde

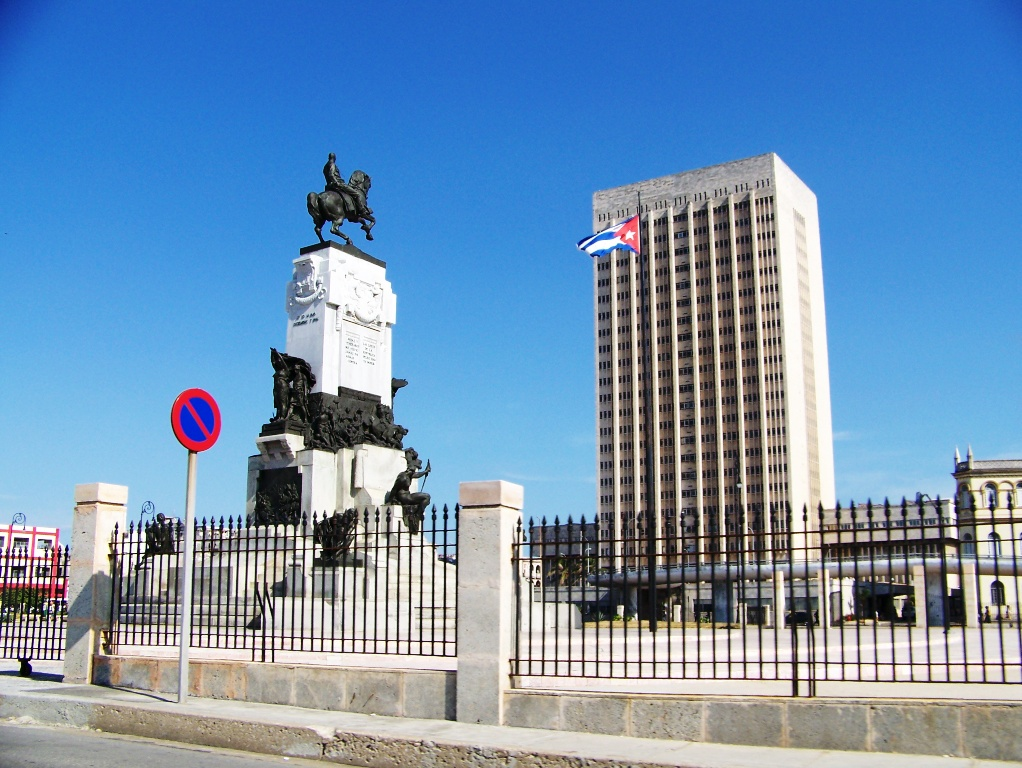
O edifício do Hospital Hermanos Ameijeiras ao fundo com o monumento dedicado a Antonio Maceo, em Havana

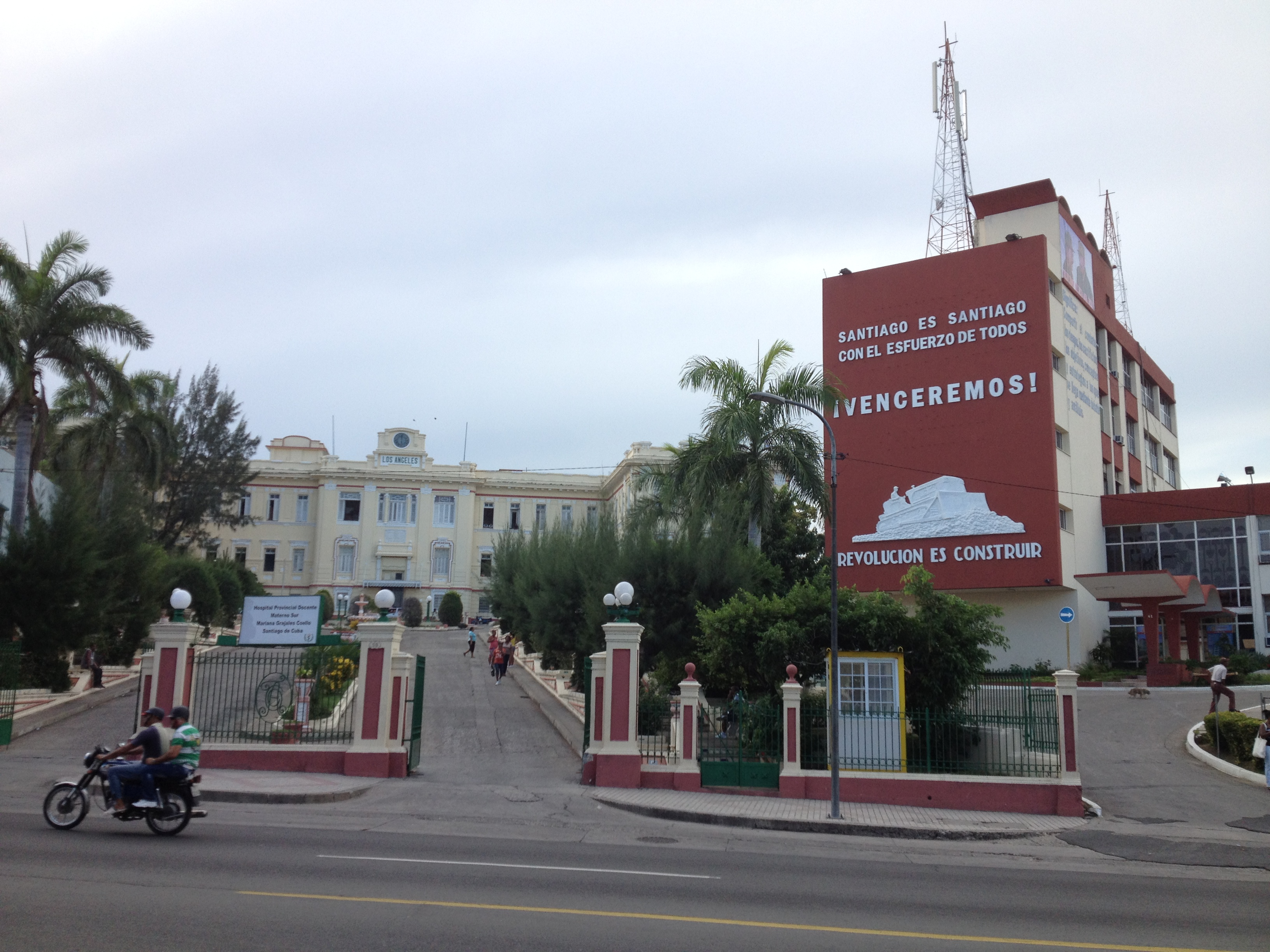
Hospital Materno em Santiago de Cuba

Em Cuba, a prestação de serviços relacionados à saúde é totalmente gratuita para residentes da ilha, o que se espelha em seus indicadores padrão. Segundo dados da Organização mundial da saúde (OMS), em 2015, a taxa de mortalidade infantil para crianças abaixo de cinco anos de idade foi de quatro para cada mil nascidos, sendo o menor índice da América. A expectativa de vida ao nascer em Cuba é de 75 anos para os homens e de 79 para as mulheres, índice semelhante ao dos Estados Unidos, que é de 75 e 80 respectivamente. A mortalidade adulta, de 15 a 60 anos, é em Cuba de 128 para homens e de 83 para mulheres, índices superados, na América, pelo Canadá e pela Costa Rica.
Em 25 de maio de 2011, foi anunciado na nona edição do Congresso sobre Longevidade Satisfatória, em Havana, que Cuba é o país com a maior proporção demográfica de pessoas com mais de 100 anos, à frente até do Japão. Cuba conta com aproximadamente 1 551 centenários em uma população de 11,2 milhões de habitantes. Esses dados mostram que quintuplicaria a proporção existente no Japão, país com maior número de centenários em termos absolutos. Em 2006, segundo a Organização Mundial de Saúde, não ocorreu em Cuba nenhum caso de difteria, sarampo, coqueluche, poliomielite, rubéola, rubéola CRS, tétano neonatal, ou febre amarela. Uma pequena pandemia de caxumba iniciou-se em 2004 e ainda não foi controlada, até aquele ano não havia caxumba em Cuba. Houve apenas três casos de tétano comum em 2006 (não relacionados a partos).
A vacinação da população cubana, segundo as estatísticas da UNICEF, desde 1980 atinge índices bastante elevados. Em 2006, 99% da população tomou a vacina BCG, 99% tomou a primeira dose da vacina tríplice DTP1 (difteria, tétano e coqueluche), e 89% tomaram sua terceira dose; 99% da população cubana tomou a terceira dose da vacina contra poliomielite, 96% tomou a vacina contra sarampo e 89% contra a hepatite B. Estes resultados, obtidos na prestação de serviços de saúde ao povo cubano — que colocam os índices padrão internacionais de Cuba dentre os de países do primeiro mundo — são obtidos com relativamente pouco uso dos recursos econômicos de sua sociedade. Cuba gasta 7,7% de seu PIB em saúde (Estados Unidos 15,3%, Canadá 10%, Brasil 7,5%).

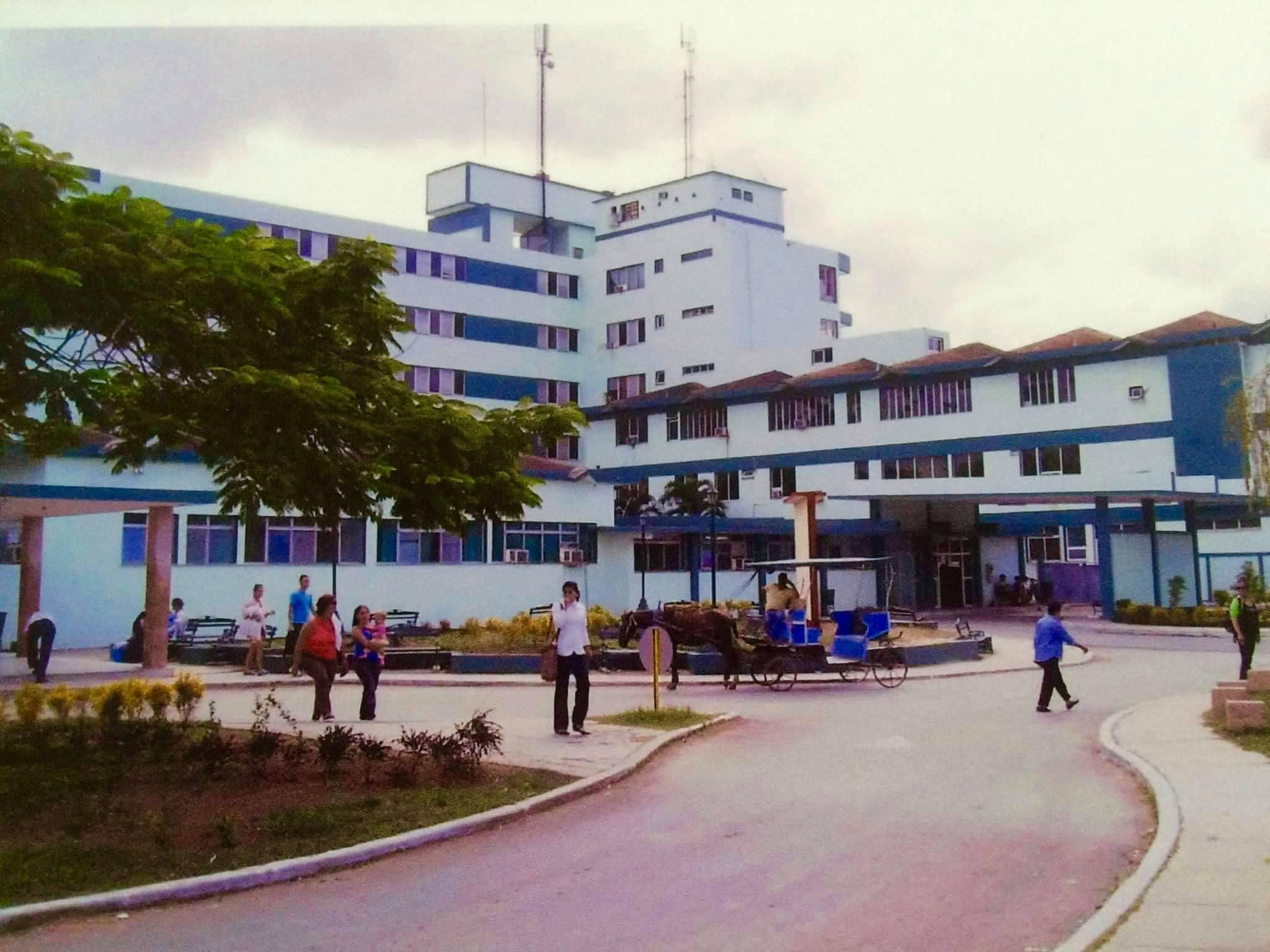
Hospital Docente Regional Mario Muñoz em Colón

Em 2009 a UNICEF anunciou que Cuba é o único país dentre todos da América Latina e Caribe que havia erradicado a desnutrição infantil. Tal informação é confirmada por relatório apresentado pela organização em 2011. Em 2010 o país começou a exigir que os visitantes devem obrigatoriamente contratar um plano de saúde. Em 2015, a OMS certificou que Cuba conseguiu impedir que o vírus do HIV e o Sífilis fosse transmitido entre uma mãe e seu bebê, feito nunca antes realizado na medicina.
Desde 1993, Cuba vem fazendo grandes progressos na área de biotecnologia, tendo obtido registro de suas patentes e direitos de sua exploração comercial nos Estados Unidos. Sua vacina contra hepatite B é vendida em 30 países do mundo. Em 1994, o ingresso de divisas em Cuba através da exportação de biotecnologia alcançou a cifra de 400 milhões de dólares e se estima que no futuro poderia ser maior que o do açúcar. A biotecnologia cubana já gerou mais de 600 patentes para drogas novas e inovadoras como vacinas, proteínas recombinantes, anticorpos monoclonais, equipamento médico com software especial, e sistemas de diagnósticos. Cerca de sessenta outros produtos estão nos estágios finais de pesquisa. Em 2011, Cuba anunciou ter desenvolvido a primeira vacina terapêutica contra o câncer de pulmão, chamada CimaVax-EGF.

## Cultura
A cultura cubana é influenciada por seu caldeirão de culturas, principalmente as da Espanha, África e os indígenas taínos. Após a revolução de 1959, o governo iniciou uma campanha nacional de alfabetização, ofereceu educação gratuita a todos e estabeleceu programas rigorosos de esportes, balé e música.

### Patrimônio mundial

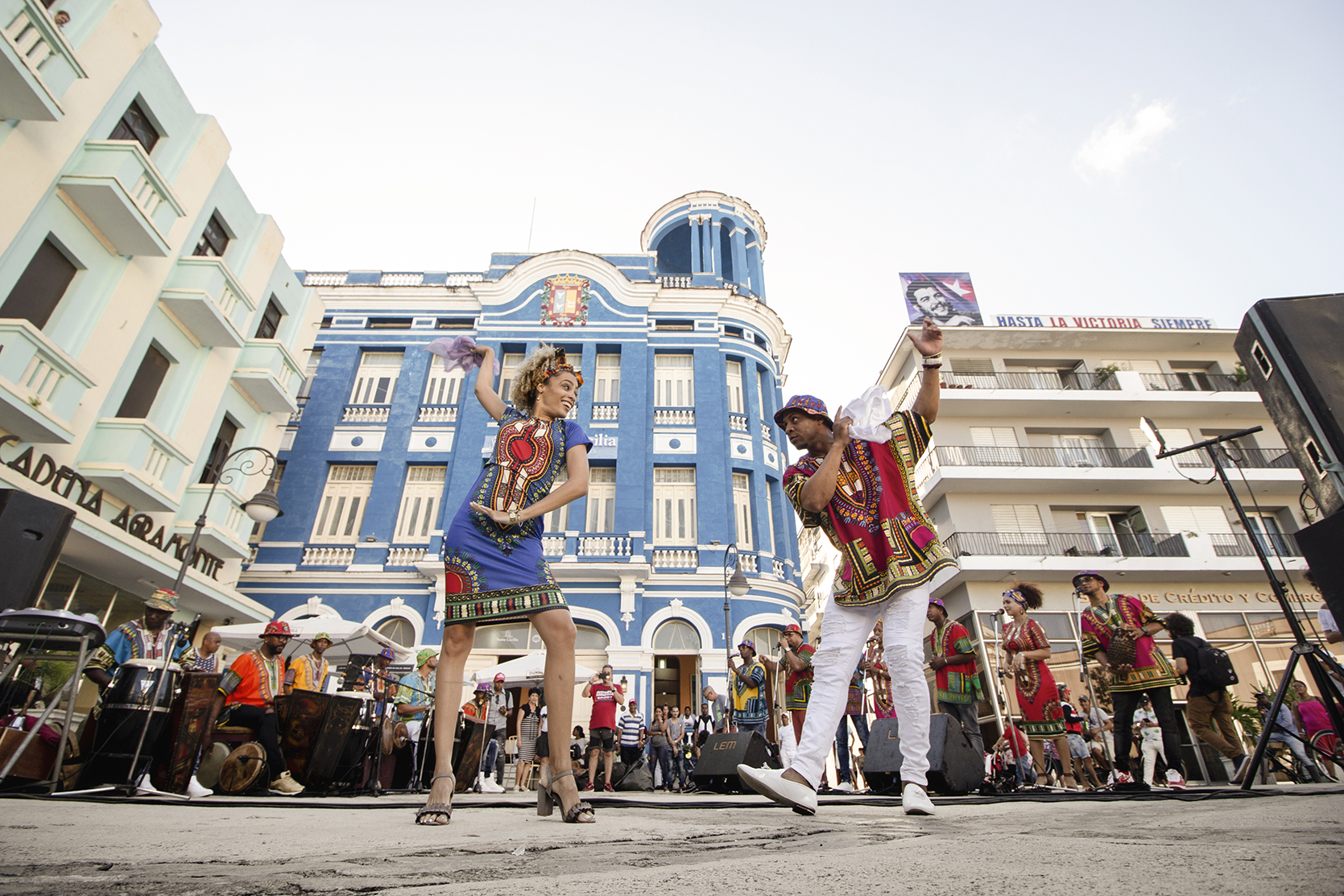
Dançarinos de rumba no centro histórico de Camagüey, considerado um Patrimônio Mundial pela Unesco

Cuba teve seu primeiro local incluído na lista na 6ª Sessão do Comité do Patrimônio Mundial, realizado na sede da UNESCO em Paris, França, em Dezembro de 1982. Naquela sessão, a Cidade antiga de Havana e suas fortificações, um local incluído a parte e central histórico de Havana, bem como fortificação colonial espanhola, foi inscrita na lista.
As inclusões de Cuba na lista incluem uma variedade de locais. Dois locais são selecionados por sua importância natural: o Parque Nacional Alejandro de Humboldt nas províncias orientais de Holguín e Guantánamo, e o Parque Nacional Desembarco del Granma, nomeados pelo iate que levou os membros do Movimento 26 de Julho que iniciaram a Revolução Cubana. As paisagens da cidade incluem Havana Antiga, Trinidad e Camagüey, todas fundadas pelos primeiros colonizadores espanhóis no século XVI. Os locais também incluem regiões agrícolas históricas, incluindo as plantações de café do sudeste de Cuba, e na região do tabaco do Vale de Viñales.

### Cinema
Nos primeiros dias de 1959, o novo governo criou um departamento cinematográfico dentro da Divisão de Cultura do Exército Rebelde, que patrocinou a produção de documentários como Esta tierra nuestra de Tomás Gutiérrez Alea, e La vivienda de Julio García Espinosa. Este foi o ancestral direto do que viria a se tornar o Instituto Cubano del Arte e Industria Cinematográficos (ICAIC), que foi fundado em março como resultado da primeira lei de cultura do governo revolucionário. O cinema, de acordo com essa lei, é "a forma mais poderosa e provocativa de expressão artística e o veículo mais direto e difundido para a educação e divulgação de ideias ao público".
O ICAIC fundou o Cine Cubano em 1960. Toda a produção, distribuição e exibição no país eram administradas pelo ICAIC em 1965, que também estabeleceu unidades móveis de projeção chamadas cine moviles, caminhões que visitavam áreas remotas para realizar exibições. Desde a sua fundação até 1980, Alfredo Guevara foi chefe do ICAIC. Sob sua direção, a organização foi fundamental no desenvolvimento do cinema cubano, que passou a ser identificado com o anti-imperialismo e a revolução.
Um dos filmes cubanos mais notáveis dos últimos anos foi Morango e Chocolate (1993) de Tomás Gutiérrez Alea e Juan Carlos Tabío, que relata uma história sobre intolerância e retrata a amizade entre um homossexual e um jovem integrante da União de Jovens Comunistas (organização juvenil comunista cubana). Foi também a primeira produção cubana a ser indicada ao Oscar de Melhor Filme Estrangeiro.

### Literatura

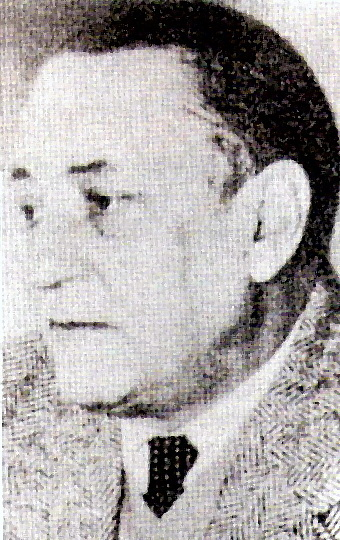
Alejo Carpentier, ganhador do Prêmio Cervantes.

A literatura cubana começou a encontrar sua voz no início do século XIX. Temas dominantes de independência e liberdade foram exemplificados por José Martí, que liderou o movimento modernista na literatura cubana. Escritores como Nicolás Guillén e José Z. Tallet se concentraram na literatura como protesto social. A poesia e os romances de Dulce María Loynaz e José Lezama Lima foram influentes. O romancista Miguel Barnet, que escreveu Everybody Dreamed of Cuba, reflete uma Cuba mais melancólica. Alejo Carpentier foi importante no movimento do realismo mágico.

### Culinária
A culinária cubana é uma fusão das culinárias espanhola e caribenha. As receitas cubanas compartilham especiarias e técnicas com a culinária espanhola, com alguma influência caribenha nas especiarias e no sabor. O racionamento de alimentos, que tem sido a norma em Cuba nas últimas quatro décadas, restringe a disponibilidade comum desses pratos.

### Música
A música cubana é muito rica e é a expressão mais conhecida da cultura cubana. A forma central desta música é o son, que tem sido a base de muitos outros estilos musicais como o danzón, o mambo, o cha-cha-chá e a salsa. A rumba originou-se no início da cultura afro-cubana, misturada com elementos de estilo espanhol.

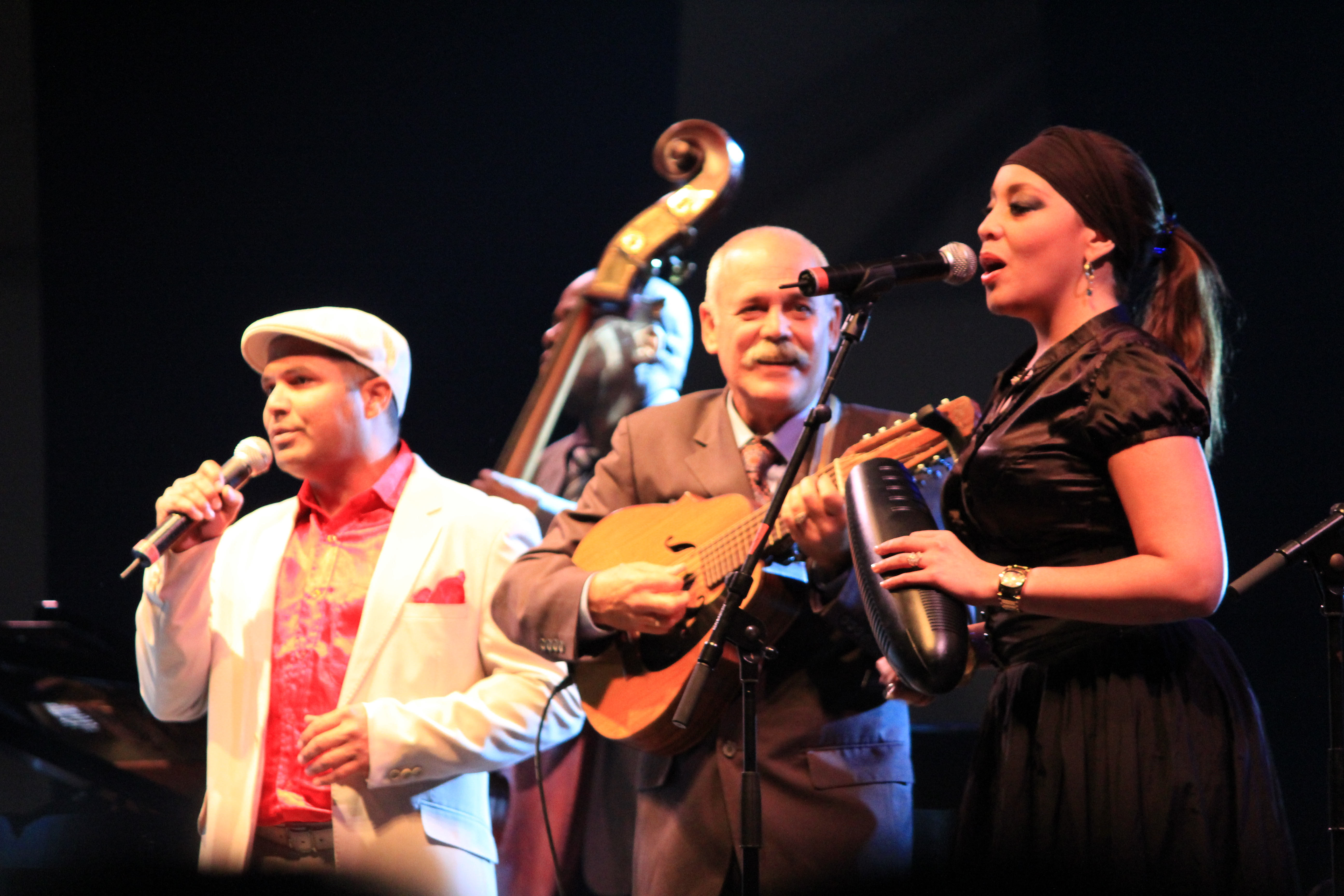
Carlos Calunga, Barbarito Torres e Idania Valdés em uma apresentação do Buena Vista Social Club em 2012

A música popular cubana de todos os estilos tem sido apreciada e elogiada amplamente em todo o mundo. A música clássica cubana, que inclui música com fortes influências africanas e europeias, e apresenta obras sinfônicas e também música para solistas, recebeu aclamação internacional graças a compositores como Ernesto Lecuona.
Havana era o coração da cena rap em Cuba quando começou na década de 1990. Durante esse tempo, o reggaeton cresceu em popularidade. Em 2011, o Estado cubano denunciou o reggaetón como "degenerado", reduzindo diretamente a reprodução "discreta" do gênero (não o banindo totalmente) e proibiu a canção "Chupi Chupi" de Osmani García, caracterizando sua descrição do sexo como "do tipo que uma prostituta faria". Em dezembro de 2012, o governo cubano proibiu oficialmente canções de reggaeton e videoclipes sexualmente explícitos do rádio e da televisão.
Artistas cubanos reconhecidos incluem os pianistas Chucho Valdés e Frank Fernández (este último ganhou o título de ouro no Conservatório de Moscovo), e Omara Portuondo, membro do Buena Vista Social Club. Muitos artistas cubanos ganharam prêmios Grammy. Entre os jovens, Buena Fe é um grupo popular.

### Esportes

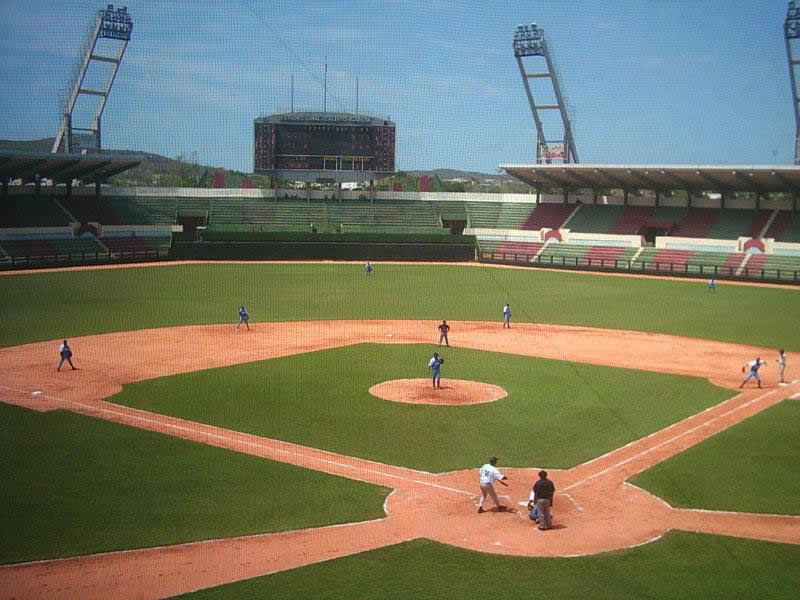
Estádio Calixto Garcia em Holguín

Devido a associações históricas com os Estados Unidos, muitos cubanos participam de esportes que são populares na América do Norte, em vez de esportes tradicionalmente praticados em outras nações latino-americanas. O beisebol é o mais popular. Outros esportes populares incluem vôlei, boxe, atletismo, luta livre, basquete e esportes aquáticos. Cuba é uma força dominante no boxe amador, alcançando consistentemente altos números de medalhas nas principais competições internacionais. Os boxeadores Rances Barthelemy e Erislandy Lara desertaram para os Estados Unidos e o México, respectivamente.
Cuba participou pela primeira vez dos Jogos Olímpicos de Verão em 1900 e enviou atletas para competirem em 20 das 28 Olimpíadas seguintes. Cuba ocupa a terceira posição entre os países das Américas em relação a conquistas de medalhas de ouro (atrás apenas dos Estados Unidos e do Canadá) e conquistou mais medalhas do que qualquer país da América do Sul.
Nos Jogos Pan-Americanos é o segundo país com mais medalhas conquistadas, atrás apenas dos Estados Unidos e um dos três que conseguiram ser campeões em ao menos uma edição, Havana 1991.

### Feriados nacionais
| Data           | Nome em português                                 | Nome local                                      | Notas |
| -------------- | ------------------------------------------------- | ----------------------------------------------- | --- |
| 1 de Janeiro   | Triunfo da Revolução e Confraternização Universal | Triunfo de la Revolución y la Amistad Universal | |
| 1 de Maio      | Dia do Trabalhador                                | Día de los trabajadores                         | Dia Internacional do Trabalhador |
| 26 de Julho    | Comemoração do assalto ao quartel Moncada         | Asalto al cuartel Moncada                       | |
| 10 de Outubro  | Dia da Independência                              | Día de la Independencia                         | |
| 25 de Dezembro | Dia de Natal                                      | Navidad                                         | Proibida durante décadas na Cuba revolucionária a celebração do Natal foi reinstituída em 1998 depois da visita do Papa João Paulo II. |